# Vratislav (město)
Vratislav (polsky  Wrocław, německy Breslau, slezskoněmecky Brassel) je město v jihozápadním Polsku, sídlo Dolnoslezského vojvodství a historické hlavní město Slezska. Leží ve Slezské nížině na Odře a jejích přítocích. Žije zde přibližně 674 tisíc obyvatel a jedná se tak o největší město celého Slezska a třetí největší město v Polsku. Vědci z Vratislavské univerzity spočítali k 31.12.2022, že ve městě žije 893 506 obyvatel () (včetně neregistrovaných). 
Slovanské hradiště na Tumském ostrově vzniklo v 10. století. V roce 1000 bylo za vlády Piastovců zřízeno vratislavské biskupství. Lokace nového města podle magdeburského práva spojená s příchodem německých kolonistů proběhla v polovině 13. století. Od roku 1327 bylo Vratislavské knížectví součástí českých zemí a po první slezské válce v polovině 18. století připadlo Prusku. Vratislav se pak stala hlavním městem provincie Slezsko a jedním ze tří sídelních měst pruských králů. Byla druhou největší metropolí Pruska a po sjednocení Německa nějakou dobu třetím největším městem Německého císařství. Tříměsíční obležení města prohlášeného za pevnost Festung Breslau vedlo v roce 1945 ke zničení zhruba 70 % zástavby a smrti desítek tisíc civilistů. Po druhé světové válce byla spolu s většinou Slezska přičleněna k Polsku, vysídlené německé obyvatelstvo nahradili polští přesídlenci z východních území postoupených SSSR a osadníci z centrálního Polska. 
V žebříčku Globalization and World Cities Research Network je Vratislav řazena jako globální město kategorie Gamma. Jedná se o dopravní uzel mezinárodního významu, sídlo Vratislavské univerzity a dalších devíti státních vysokých škol, Evropské hlavní město kultury 2016. Hala století ve Vratislavi je zapsána na seznam světového dědictví UNESCO.

## Název
Ačkoli se můžeme setkat i s podobami názvu města, které jsou různým způsobem zkomoleným počeštěním polského (Vroclav, Wroclav, Wroclaw apod.), jedinou spisovnou podobou v češtině je Vratislav. V češtině je Vratislav na rozdíl od polštiny ženského rodu. Podoba Vroclav se běžně používá ve slovenštině. Spisovný německý název zní Breslau, ve slezském nářečí němčiny existovala podoba Brassel. Ve slovanské slezštině se používá Wrŏcłōw (alternativními pravopisy Wrocłōw, Wrocłow, Wrocłůw) nebo také s polštinou totožný název Wrocław. V latinských dokumentech se město vyskytuje jako Wratislavia nebo Vratislavia. Další jazyky, ve kterých existuje vlastní označení pro toto město, jsou italština a španělština: Breslavia, portugalština Breslávia, maďarština: Boroszló a jidiš: ברעסלוי (Bresloi).
O původu názvu města nepanuje shoda. Hodně rozšířená je teorie, podle níž bylo pojmenováno na počest českého knížete Vratislava I., nicméně jméno Vratislav / Warcisław / Wrocisław bylo v té době docela běžné a tudíž může být název města odvozen i od nějakého jiného rytíře, zeměpána či lokátora.
Za nejstarší psaný doklad o Vratislavi se považuje zmínka o Wortizlava civitate a Iohannem Wrotizlaensem v kronice Dětmara z Merseburku 
sepsané mezi lety 1012 až 1018. Německé Breslau či Brassel je odvozeno od slovanského názvu, záměna hlásky [v] za [b] je běžným jevem v různých německých nářečích.

## Historie

### Počátky města
Prvními historicky doloženými obyvateli dnešního Slezska byli Silingové, jeden z vandalských kmenů. Ve Ptolemaiově Geografii se objevuje zmínka o osadách Budorigum a Budorgis, které bývaly v minulosti ztotožňovány s dnešní Vratislaví. V průběhu stěhování národů v 6. století byli Silingové nahrazeni západoslovanskými kmeny. V oblasti kolem budoucí Vratislavi se usadili Slenzané. V 9. století se jejich kmenové území dostalo pod vliv Velkomoravské říše, což potvrzují archeologické nálezy, ovšem to, jestli bylo přímo součástí mojmírovského státu, zůstává mezi historiky spornou otázkou. Po pádu Velkomoravské říše v roce 907 si Slezsko podmanila česká knížata z rodu Přemyslovců.

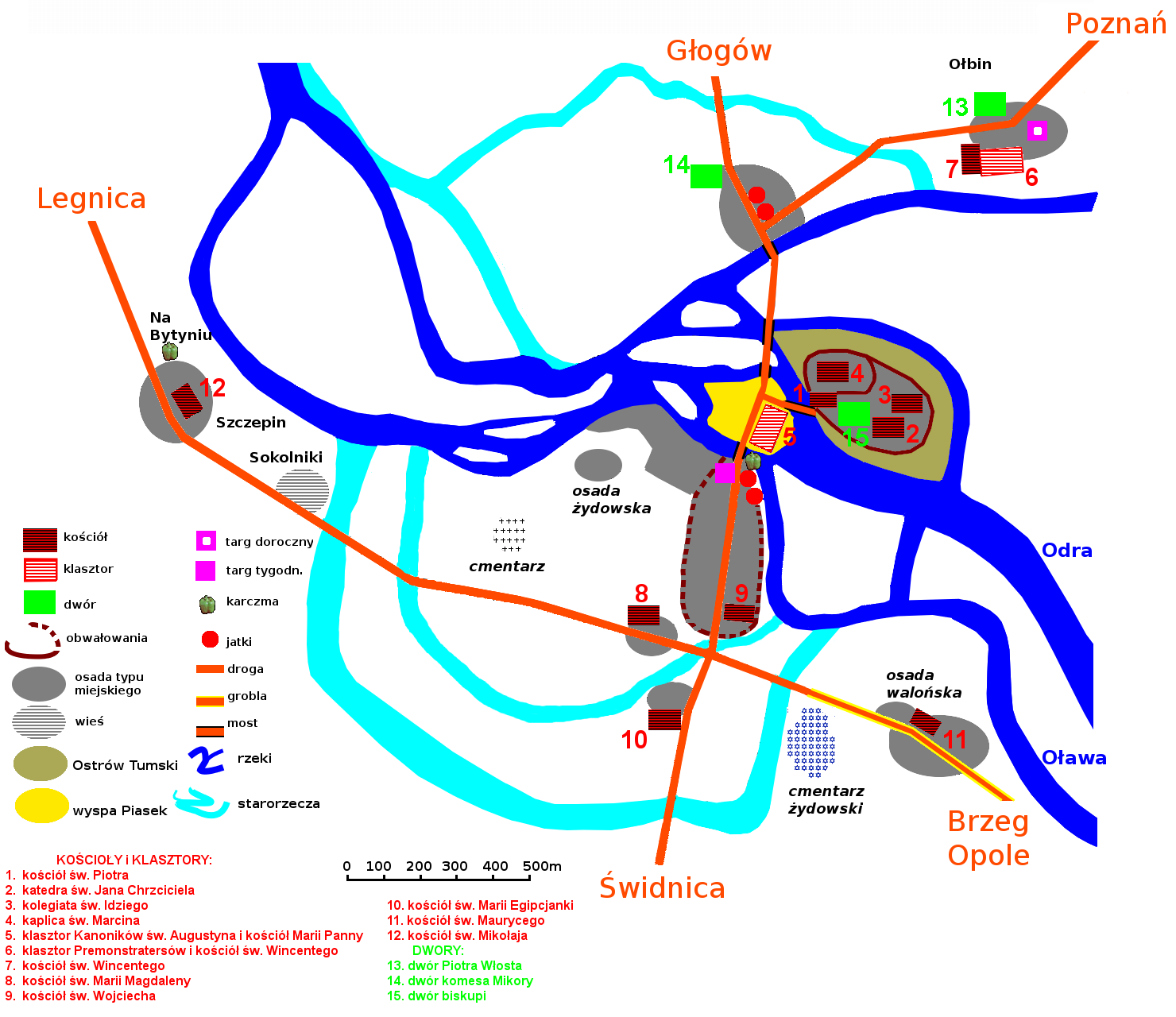
Pravděpodobná podoba vratislavských osad na přelomu 12. a 13. století

Pověstným zakladatelem města je kníže Vratislav I. (915–921), historici však toto tvrzení rozporují a poukazují na to, že nejsou důkazy o osídlení dříve než v roce 940. Nejčastěji se vznik hradiště na Tumském ostrově (Ostrów Tumski) datuje do roku 985 nebo 990 a dává do souvislosti s dobytím Slezska polským knížetem Měškem I. V roce 1000 vzniklo vratislavské biskupství podřízené hnězdenské církevní provincii. Právě tento rok se nejčastěji uvádí jako oficiální datum vzniku města, v roce 2000 tak byly uspořádány velké miléniové oslavy. V počátcích 11. století měla osada kolem tisíce obyvatel a záhy se rozšířila i na sousední ostrov Piasek. K jejímu rozvoji přispěla výhodná poloha na křižovatce dvou významných obchodních cest: Via Regia a Jantarové stezky.

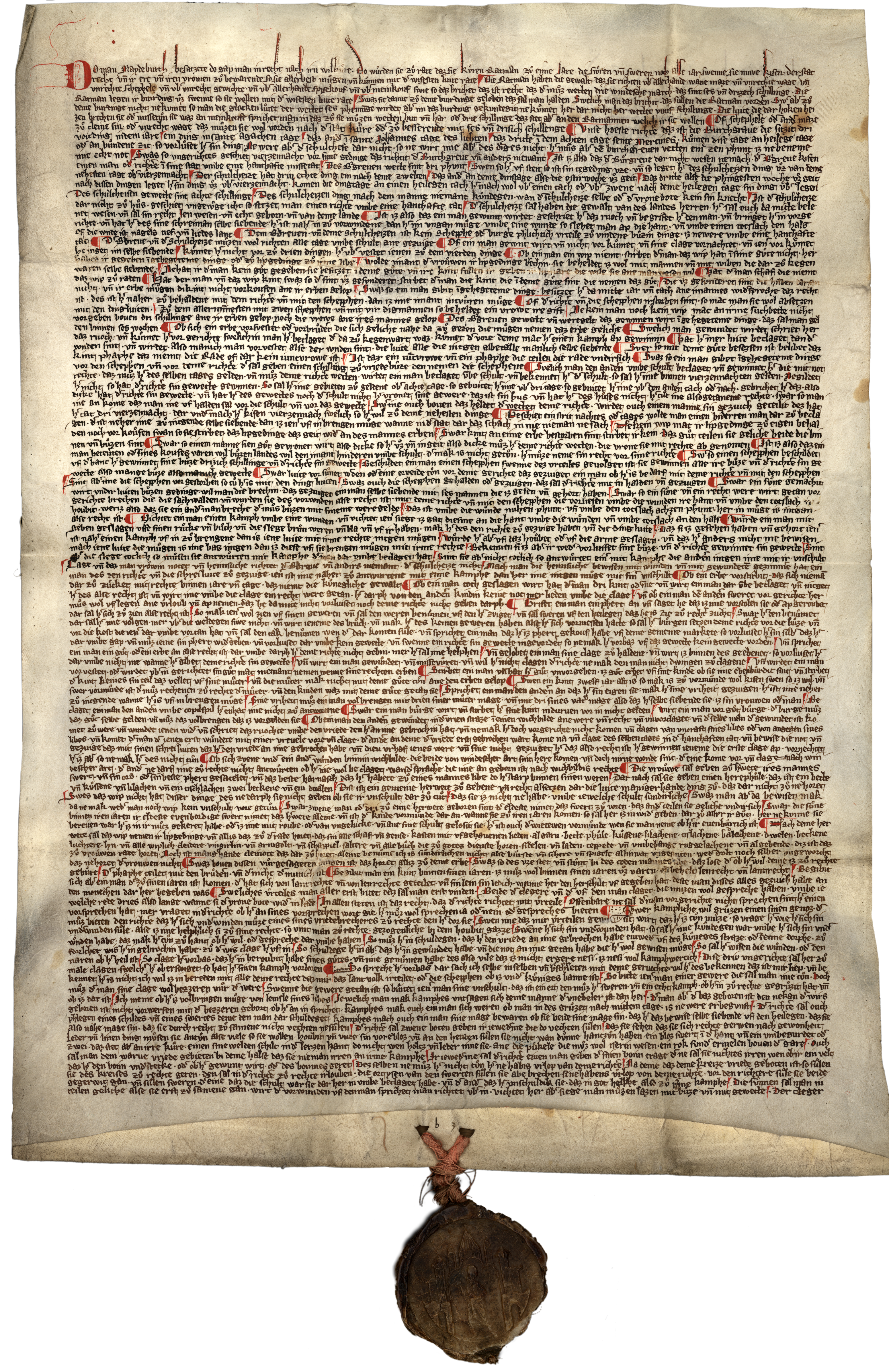
Zakládací listina ze dne 16. prosince 1261

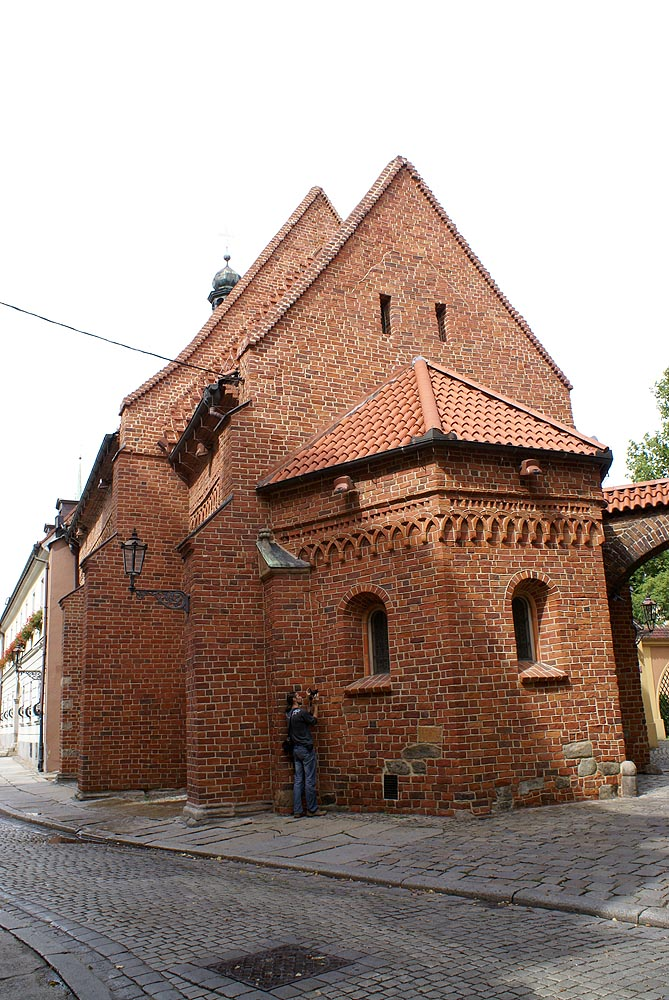
Kostel sv. Jiljí na Tumském ostrově je považován za nejstarší dochovanou stavbu ve městě (≈ 1220–1240)

V roce 1038 obsadil Slezsko Břetislav I., který využil trvajícího pohanského lidového povstání proti Piastovcům. Během tzv. pohanské reakce ve 30. letech 11. století byla zbourána vratislavská katedrála a na jejím místě obnoven slovanský chrám. Opět k Polsku zemi připojil Kazimír I. Obnovitel kolem roku 1050, což stvrdil Quedlinburský mír v roce 1054. Kazimír se rovněž zasloužil o obnovení vratislavského biskupství. V roce 1109 proběhla bitva na Psím poli (Psie Pole je nyní čtvrť na severovýchodě Vratislavi) mezi vojsky Boleslava III. Křivoústého a císařskou armádou Jindřicha V. Sálského. Po Křivoústého smrti v roce 1138 bylo Polské království rozděleno mezi jeho čtyři syny. Vzniklo tak Slezské knížectví se sídlem ve Vratislavi, jehož prvním panovníkem a zakladatelem slezské větve Piastovců byl Vladislav II. Vyhnanec. Vydělením ratibořského, opolského a hlohovského údělu v 70. letech 12. století se ztenčilo na Vratislavské knížectví, které se tak stalo jen jedním z mnoha slezských feudálních útvarů.
Za vlády Jindřicha I. Bradatého na začátku 13. století se rozmohla německá kolonizace Slezska. Z roku 1214 pochází první zmínka o německé osadě s vlastním statutem podle magdeburského práva rozkládající se na levém břehu Odry kolem dnešního náměstí Nowy Targ. Jejím šoltysem byl Godinus Stilevoyt, jehož syn Gotke se pak stal lokátorem Krakova.
Při mongolském vpádu do Slezska v roce 1241 byla Vratislav na rozkaz Jindřicha II. Pobožného opuštěna jejími obyvateli a ze strategických důvodů vypálena. Obránci se soustředili na hrad, který se přes několikadenní obležení nepodařilo Mongolům dobýt. Středověká kronika Jana Długosze přisuzuje zásluhy na odehnání nepřítele zázraku v podobě oslepující ohnivé koule, která se díky vroucné modlitbě objevila nad hlavou převora dominikánského kláštera Česlava Odřivouse.
Obnova města těsně po této pohromě rovněž souvisí s příchodem německých kolonistů. Právě tehdy vzniklo nové městské centrum s obrovským Hlavním náměstím (Rynek). 16. prosince 1261 byla Vratislavi Jindřichem III. Bílým potvrzena magdeburská městská privilegia. Jedná se v tom případě o datum tzv. třetí lokace (první se počítá k roku 1214, druhá k roku 1242). Původní jádro Vratislavi na Tumském ostrově a Piasku se proměnilo ve středisko duchovního života a v roce 1315 bylo formálně odprodáno katolické církvi. Posledním vratislavským knížetem, který sídlil na ostrově, byl Jindřich IV. Probus, pak se centrum světské moci přesunulo na levý břeh (pozůstatkem nového hradu je dnes budova sakristie univerzitního kostela v ulici Fredry). V roce 1327 bylo s Vratislaví (tedy dnešním Starým Městem) administrativně sloučeno východně od něj ležící Nové Město založené roku 1263.

### Součástí Koruny české

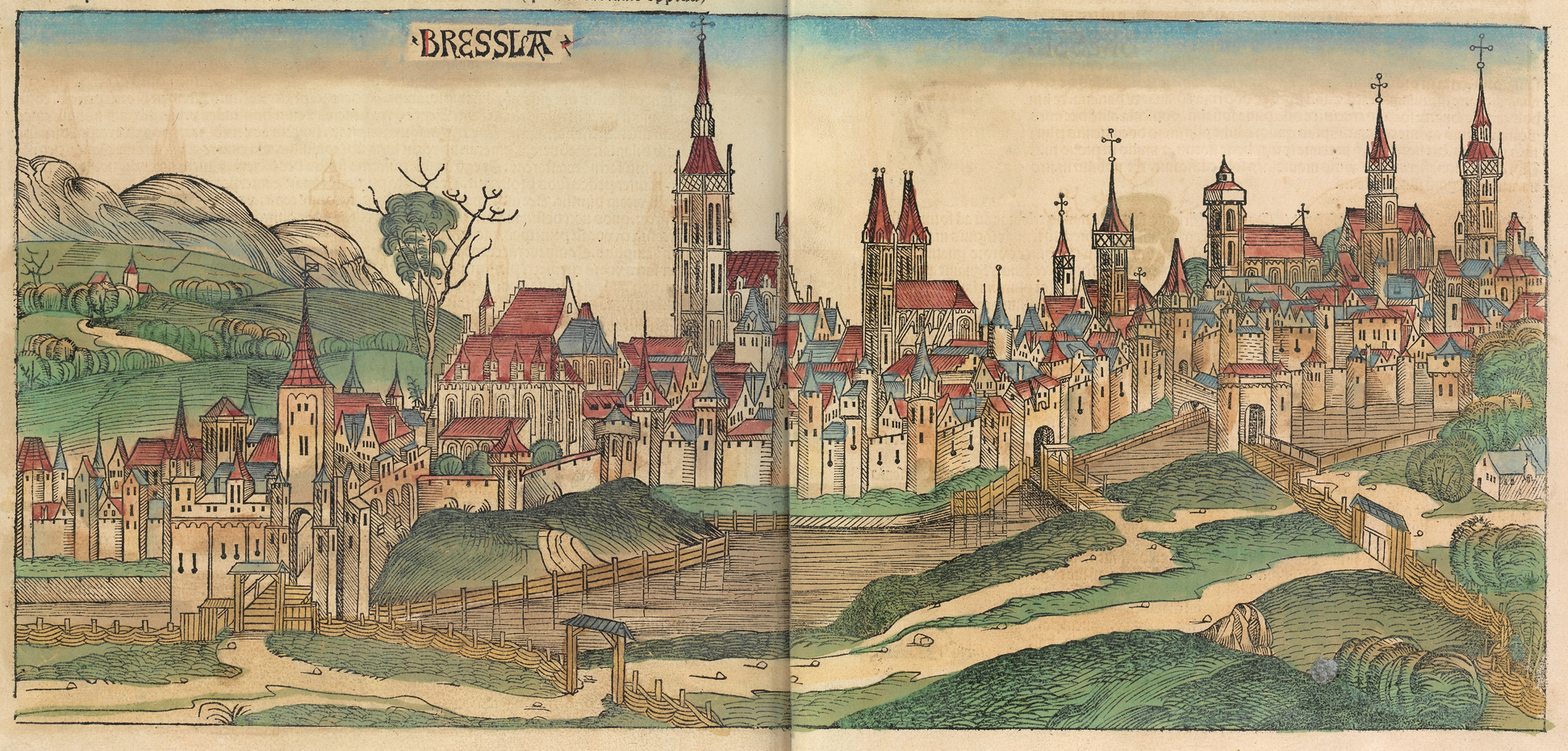
Zobrazení Vratislavi v Schedelově kronice světa (1493)

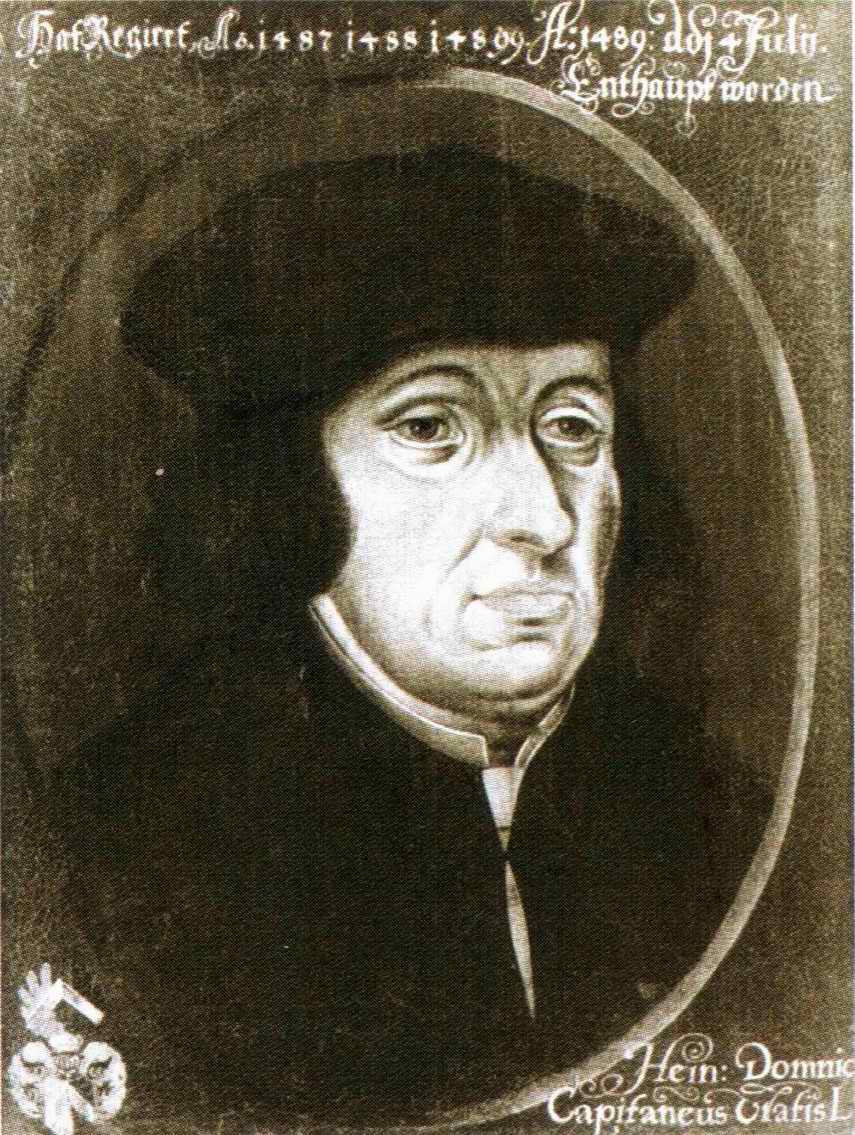
Heinz Dompnig

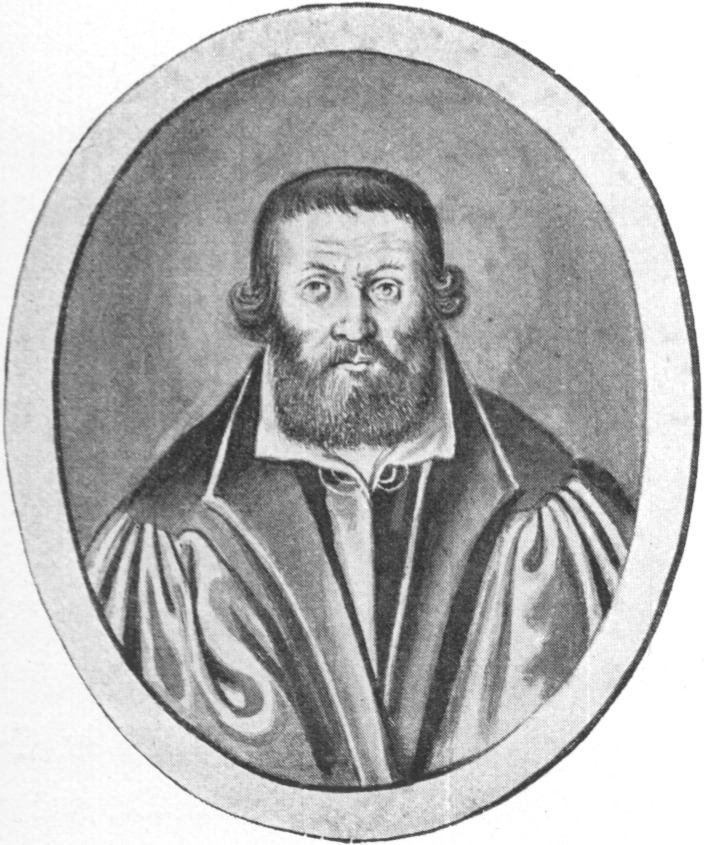
Johann Heß

6. dubna 1327 složil vratislavský kníže Jindřich VI. Dobrý lenní slib českému králi Janu Lucemburskému. Po jeho smrti v roce 1335 připadlo Vratislavsko jako odumřelý statek přímo českým panovníkům a po ustanovení Koruny české za Karla IV. se stalo její součástí. Až do roku 1620 byl vratislavský purkmistr zároveň zemským hejtmanem, jehož prostřednictvím králové v knížectví vládli. Začleněním do Koruny české se Slezsko stalo součástí Svaté říše římské. Veškerých polských nároků se zřekl Kazimír III. Veliký na základě Trenčínské smlouvy (1335), kterou potvrdil Namyslovský mír z roku 1348, a v roce 1372 Kazimírův nástupce Ludvík I. Veliký. 
Z roku 1329 je známa událost označovaná jako jedna z prvních historicky doložených stávek: sedlářští tovaryši se dohodli, že po dobu jednoho roku nebudou pracovat pro žádného mistra ve městě, ti se zase dohodli, že kdo dá jednomu ze stávkujících práci nebo ho vezme do rodiny, bude muset zaplatit pokutu městské radě.
V letech 1387–1474 byla Vratislav členem hanzy. Na přelomu 14. a 15. století čítala 21 tisíc obyvatel v 850 domech, a byla tak po Praze druhým největším městem v českých zemích. Mezi největší pohromy brzdící rozvoj města patří velké požáry v letech 1342 a 1344 či zemětřesení o síle zhruba 6 stupňů 5. června 1443. V roce 1475 vznikla Svatokřížská tiskárna, kde byly kromě jiného vytištěny vůbec první texty ve staré polštině. Okolí Vratislavi bylo v té době převážně slovanskojazyčné, některé předměstské obce obývali „Vasrpoláci“ dokonce ještě v 19. století.
18. července 1418 vypukla vzpoura vratislavských řemeslníků proti místnímu patriciátu, která vyústila v zabití purkmistra Nikolause Freibergera a sedmi radních. Jednalo se o jakousi předehru pražské defenestrace a následujících husitských válek. V březnu 1420 přijel do města Zikmund Lucemburský a nechal třicet vůdců revolty veřejně popravit na Hlavním náměstí, dalších šedesát osob bylo vyhnáno. Během králova pobytu ve Vratislavi byla také 17. března vyhlášena první křížová výprava proti husitům. 
V roce 1453 přišel do Vratislavi inkvizitor Jan Kapistrán. V důsledku jeho kázání, v nichž obviňoval Židy z různých forem svatokrádeže, došlo k soudu a následnému upálení 41 Židů na nynějším Solném náměstí (Plac Solny). Ostatním byl zabaven majetek a museli opustit město, děti do 7 let byly pokřtěny a odevzdány k výchově křesťanům. Po těchto událostech následoval konec středověké židovské komunity ve Vratislavi zpečetěný 30. ledna 1455, kdy Ladislav Pohrobek udělil městu privilegium de non tolerandis Judaeis (o netrpění Židů), které zůstalo v platnosti více než dvě stě let. První novověký Žid, Zacharias Lazarus z Náchoda, se zde usadil až v roce 1657.

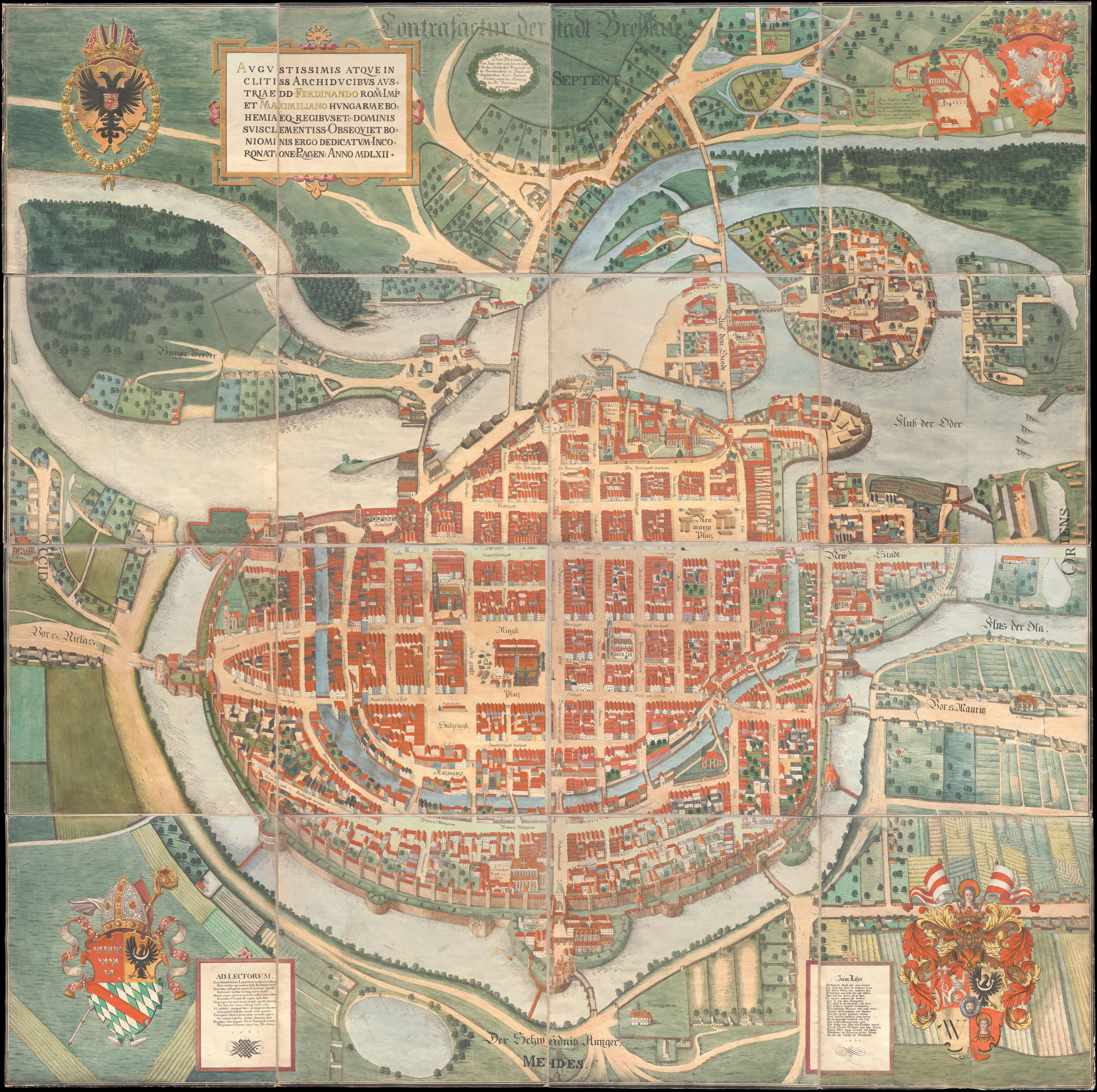
Vratislav v roce 1562

Během česko-uherských válek podporovalo vratislavské měšťanstvo Matyáše Korvína, se zvyšující se daňovou zátěží a centralizačními snahami vzdorokrále se však postupně nálady změnily a po Korvínově smrti v roce 1490 byl vynesen rozsudek smrti nad purkmistrem Heinzem Dompnigem, který patřil mezi jeho nejvýznamnější přívržence a prosazoval reformy, jež byly pak uznány za „zradu městské obce“. 15. listopadu 1474 se na polích u vsi Muchobór Wielki, která je dnes vratislavskou čtvrtí, konala mírová jednání mezi Matyášem Korvínem, Vladislavem Jagellonským a Kazimírem IV. Jagellonským.
25. října 1523 v kostele svaté Maří Magdaleny odsloužil Johann Heß první luteránskou bohoslužbu. Ve dnech 20. až 24. dubna 1524 byla v augustiniánském kostele svaté Doroty uspořádána veřejná debata na téma tří „axiomů“ – sola scriptura, všeobecné kněžství a celibát kněží – mezi Heßem a dalšími protestantskými teology na jedné straně a dominikánem Leonhardem Czipserem spolu s poradci na straně druhé. Za jejího vítěze byl prohlášen Heß, kterého pak městská rada pověřila vedením městského církevního inspektorátu. Roku 1525 převzal luteránský kazatel Ambrosius Meisel, přítel Philippa Melanchthona, správu druhého farního kostela, kostela svaté Alžběty. Vratislav sice zůstala sídlem katolické diecéze, ale biskupové byli vůči dění ve městě, jež de facto představovalo samostatnou městskou republiku ovládanou místním patriciátem, bezmocní. Jakub ze Salzy opustil v roce 1537 Tumský ostrov a přesunul se do Nisy, odkud úřadovali i jeho tři nástupci. Od té doby až do roku 1945 tvořili protestanti většinu obyvatel města. S reformací souvisí převzetí kontroly nad různými oblastmi života, jež byly dosud vyhrazeny pro církev, městskou radou. Mimo jiné zde v roce 1523 vznikl první zcela světský systém sociální péče ve střední Evropě.
Třicetiletou válkou byla Vratislav zasažena poměrně málo. V roce 1632 ji obsadily švédsko-saské oddíly, které vyrabovaly Tumský ostrov. Mnohem tragičtější následky měla morová epidemie v letech 1633–1634, při které zemřelo 13 231 lidí, což byla třetina všech obyvatel. Přestože Vratislavsko bylo bezprostředním knížectvím Koruny české, ve městě samotném byla ponechána náboženská svoboda pro protestanty i po vestfálském míru (stejně jako v knížectvích Břežském, Lehnickém, Olešnickém a Volovském, kde se uplatňovalo pravidlo cuius regio, eius religio).

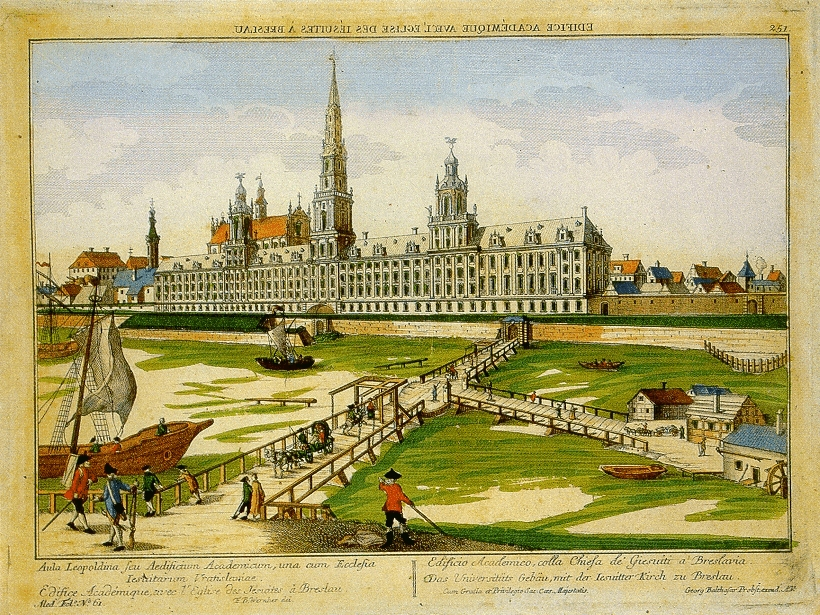
Původně plánovaná podoba sídla univerzity. Ve skutečnosti je fasáda kratší a byla postavena pouze menší věž vpravo.

Díky slezské básnické škole se Vratislav v polovině 17. století stala významným centrem německé literatury. 1. listopadu 1701 podepsal Leopold I. zakládací listinu Vratislavské univerzity, na jeho počest pojmenované Academia Leopoldina, která se tak stala první univerzitou ve Slezsku. Vlastně se jednalo o povýšení již existující jezuitské koleje. První pokus vytvořit v hlavním městě Slezska univerzitu se uskutečnil v roce 1505 na podnět Vladislava Jagellonského, tehdy se ale nepodařilo získat nutný souhlas papeže. V roce 1728 začala výstavba honosného sídla akademie na oderském nábřeží, které je dnes jednou z nejvýznamnějších pamětihodností města (byť nebylo nikdy dokončeno podle původních plánů).
Přesné vedení záznamů o narození a úmrtí městskou správou umožnilo využití těchto dat pro analýzu úmrtnosti, nejprve Johnem Grauntem a poté, na základě dat, která mu poskytl vratislavský profesor Caspar Neumann, Edmondem Halleyem. Halleyovy tabulky a analýzy, publikované v roce 1693, jsou považovány za první skutečné pojistněmatematické tabulky, a tedy za základ moderní pojistné matematiky.

### Pruská a německá Vratislav
V roce 1740, v souvislosti s neuznáním pragmatické sankce zajišťující Marii Terezii nástupnictví na císařském trůnu Fridrichem Velikým, vypukla první slezská válka, jež skončila vítězstvím Pruského království. Ukončilo ji příměří podepsané ve Vratislavi 11. června 1742 a na základě Berlínského míru ze 28. července došlo k rozdělení Slezska. Většina území včetně hlavního města připadla Prusku. Vratislavské knížectví formálně zaniklo. Následovala druhá slezská válka (1744–1745), jež na statu quo nic nezměnila, a pak sedmiletá válka (1756–1763). Během ní se 22. listopadu 1757 odehrála bitva u Vratislavi, ve které se rakouským vojskům podařilo město dobýt zpět. Po bitvě u Leuthenu následoval pruský protiútok a obléhání Vratislavi ukončené kapitulací rakouské posádky 20. prosince 1757.
V roce 1793 vypukla ve Vratislavi vzpoura krejčovských tovaryšů, která se počítá mezi nejvýznamnější nepokoje, k jakým došlo na území Svaté říše římské pod vlivem Velké francouzské revoluce. Hněv rozhněvaného davu byl namířen proti zkorumpovanému tajnému radovi a policejnímu řediteli Carlu Friedrichu Wernerovi. Stu jezdcům Dolffsova kyrysnického pluku se podařilo odvézt jej z města v kočáře a zabránit lynčování. Při střetech s armádou bylo v průběhu nepokojů zabito 53 civilistů. K menším nepokojům opět došlo v roce 1796.

Vratislav v roce 1806

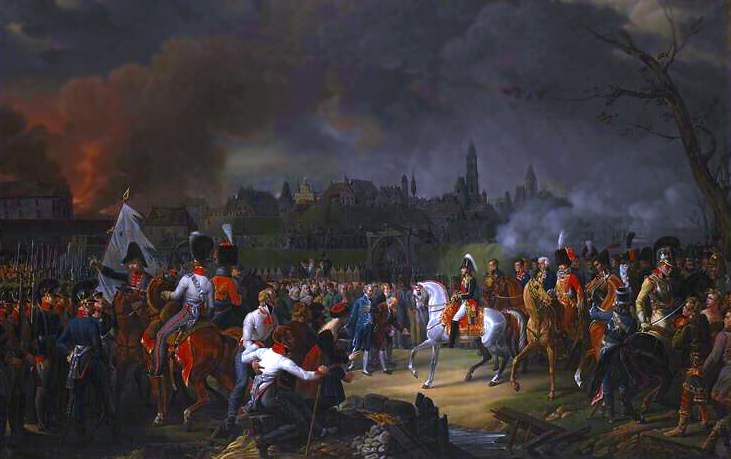
Vstup Jérôma Bonaparteho do Vratislavi 7. ledna 1807

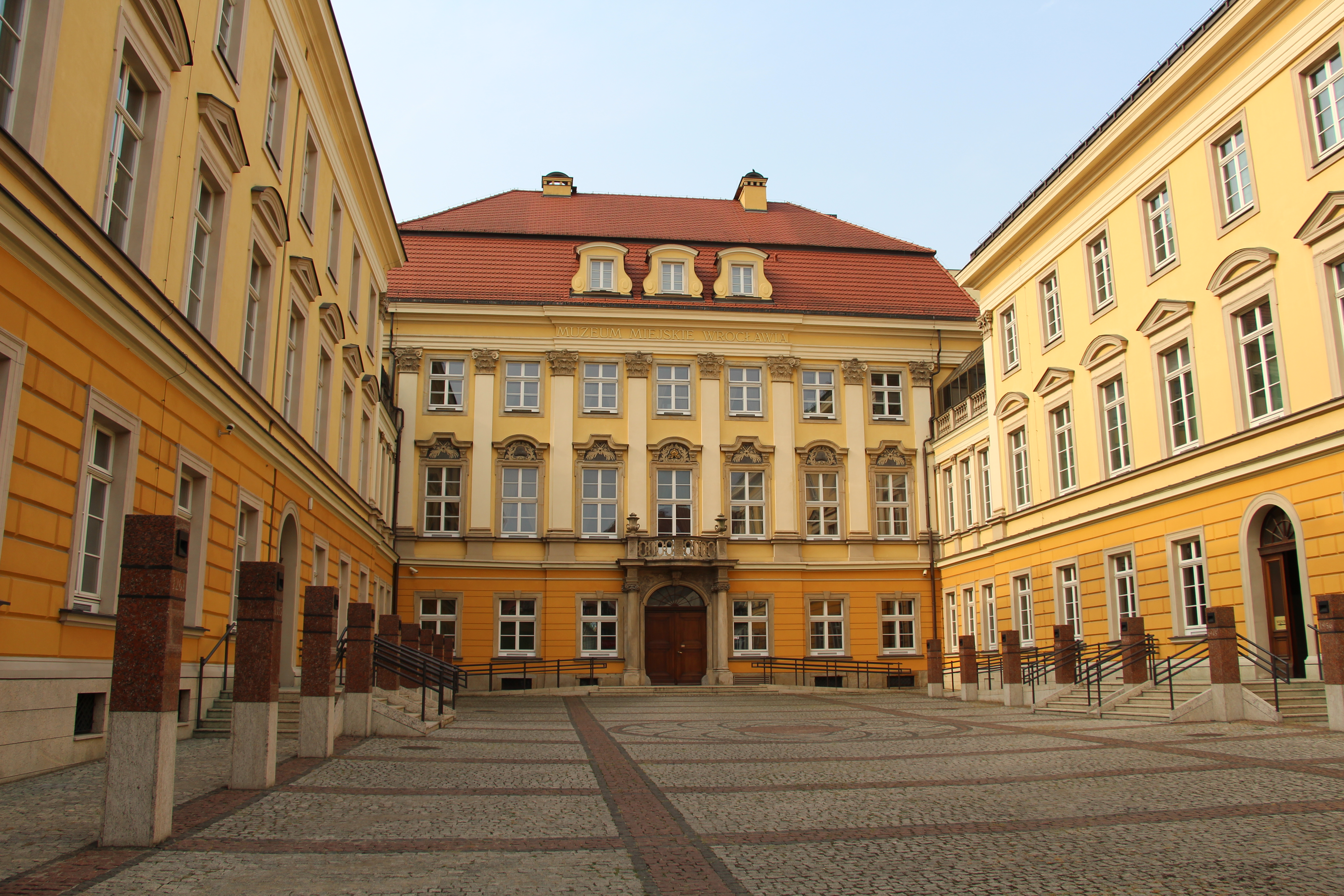
Dochovaná část Královského paláce

Během války čtvrté protinapoleonské koalice byla Vratislav od 6. prosince 1806 do 7. ledna 1807 obléhána francouzskými vojsky pod velením Jérôma Bonaparteho, Napoleonova mladšího bratra. Nakonec se jim podařilo město dobýt. S obdobím francouzské okupace se pojí především rozhodnutí o zbourání starých městských hradeb a odstranění barokního opevnění, což podstatně rozšířilo možnosti urbanistického rozvoje. 19. listopadu 1808 byly do města formálně začleněny oderské ostrovy (včetně Tumského ostrova) a předměstí: Svídnické na jihu, Olavské na východě, Mikulášské na západě, Oderské a Písečné na severu.  Pro potřeby Bonapartovy vojenské přehlídky uzavírající jarní manevry 8. května 1807 bylo vytvořeno nové reprezentační náměstí na Svídnickém Předměstí – dnešní Plac Kościuszki, dříve Tauentzien-Platz.
Ve Vratislavi sepsal a 17. března 1813 vydal Fridrich Vilém III. prohlášení An Mein Volk (Mému lidu), v němž vyzývá všechny „Branibořany, Prusy, Slezany, Pomořany a Litevce“ k odporu proti Napoleonovi. Prohlášení je považováno za důležitý milník na cestě k vytvoření moderní německé národní identity. Vzniklo ve Vratislavi, protože ta byla vedle Berlína a Královce jedním ze tří sídelních měst pruských králů (oficiálně Königliche Haupt- und Residenzstadt Breslau – Královské hlavní a sídelní město Vratislav). Jejich rezidencí byl barokní palác v jižní částí Starého Města, který byl v polovině 19. století značně rozšířen podle návrhu Friedricha Augusta Stülera. Zde také v roce 1813 zřídil Fridrich Vilém III. nejdůležitější pruské a později německé vyznamenání: Železný kříž.
Po Vídeňském kongresu bylo správní členění pruského státu reorganizováno. Vratislav se stala sídlem provincie Slezsko a v jejím rámci vládního obvodu Vratislav, který zahrnoval východní půlku Dolního Slezska, v té době též nazývanou Střední Slezsko (Mittelschlesien). Již dříve došlo k reorganizaci Vratislavské univerzity: roku 1811 byla sem z Frankfurtu nad Odrou v souvislosti se založením v Berlíně Humboldtovy univerzity přesunuta protestantská Alma Mater Viadrina a spojena s jezuitskou Albertinou. Od roku 1816 nesla jméno Královská univerzita ve Vratislavi (Königliche Universität zu Breslau) a k stému výročí v roce 1911 byla přejmenována na Slezskou univerzitu Fridricha Viléma (Schlesische Friedrich-Wilhelms-Universität). V roce 1821 získala vratislavská diecéze nezávislost na hnězdenské církevní provincii a byla podřízena přímo Svatému stolci (až do roku 1930, kdy byla povýšena na samostatnou arcidiecézi). Na protest proti sjednocení reformované a luteránské církve Fridrichem Vilémem III. (pruská unie) vznikla staroluteránská církev pod vedením vratislavského profesora teologie Johanna Gottfrieda Scheibela. Od roku 1841, kdy byla Fridrichem Vilémem IV. legalizována, měla ve městě své hlavní sídlo.

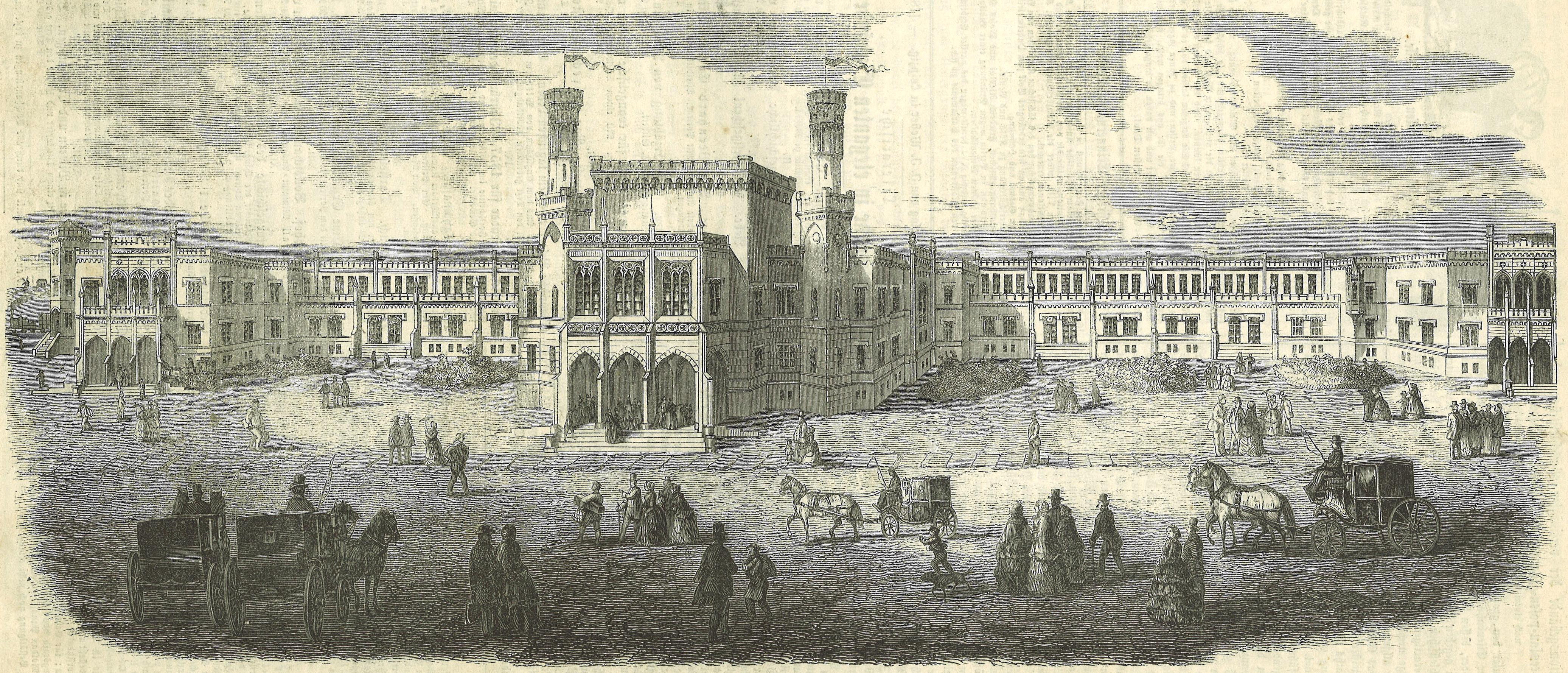
Hlavní nádraží v roce 1856

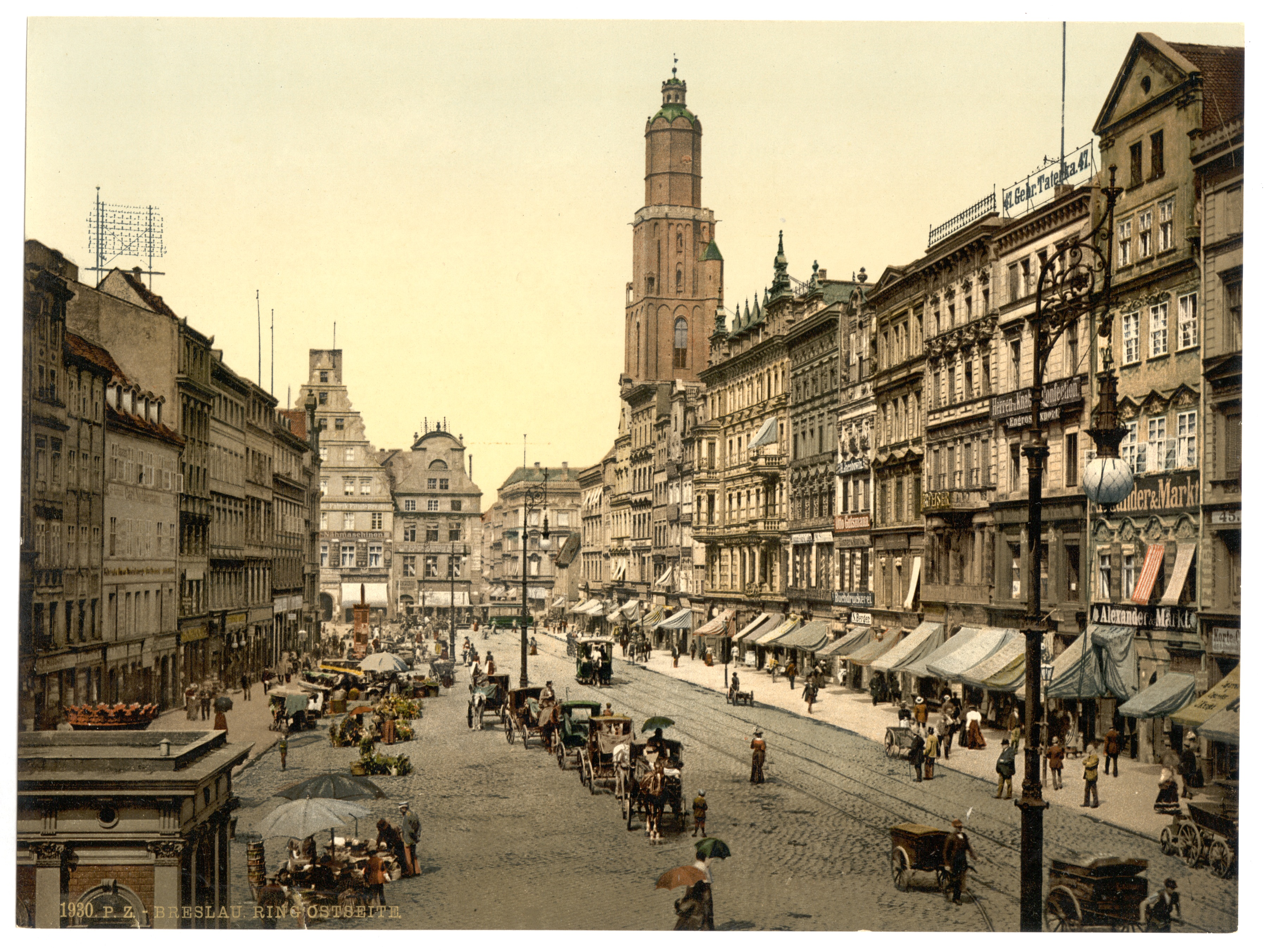
Hlavní náměstí na sklonku 19. století

Industrializace změnila tvář zejména vratislavských předměstí a zapříčinila mohutný příliv nových obyvatel z venkova. Symbolická hranice 100 tisíc obyvatel byla překonána v roce 1842, jednalo se po Berlíně o druhé největší město v Prusku.
22. května 1842 byl zprovozněn první úsek Hornoslezské dráhy z Vratislavi do Olavy, který je nejstarší železniční tratí na území dnešního Polska. Do roku 1847 získalo hlavní město Slezska přímé spojení s Berlínem, Vídní a Krakovem a postupně se stalo velkým železničním uzlem. V letech 1892–1897 byla provedena tzv. první kanalizace Odry, v rámci které vznikla nová vodní cesta vyhýbající se centru města prostřednictvím vedlejšího koryta Staré Odry a nově postaveného Městského kanálu (Kanał Miejski). Došlo také k modernizaci zdymadel na staré vodní cestě přes centrum. V roce 1901 byl dokončen městský přístav ve čtvrti Kleczków (Kletschkau) na severu města. 10. července 1877 se rozjely první koněspřežné tramvaje, od roku 1893 postupně nahrazované elektrickými.

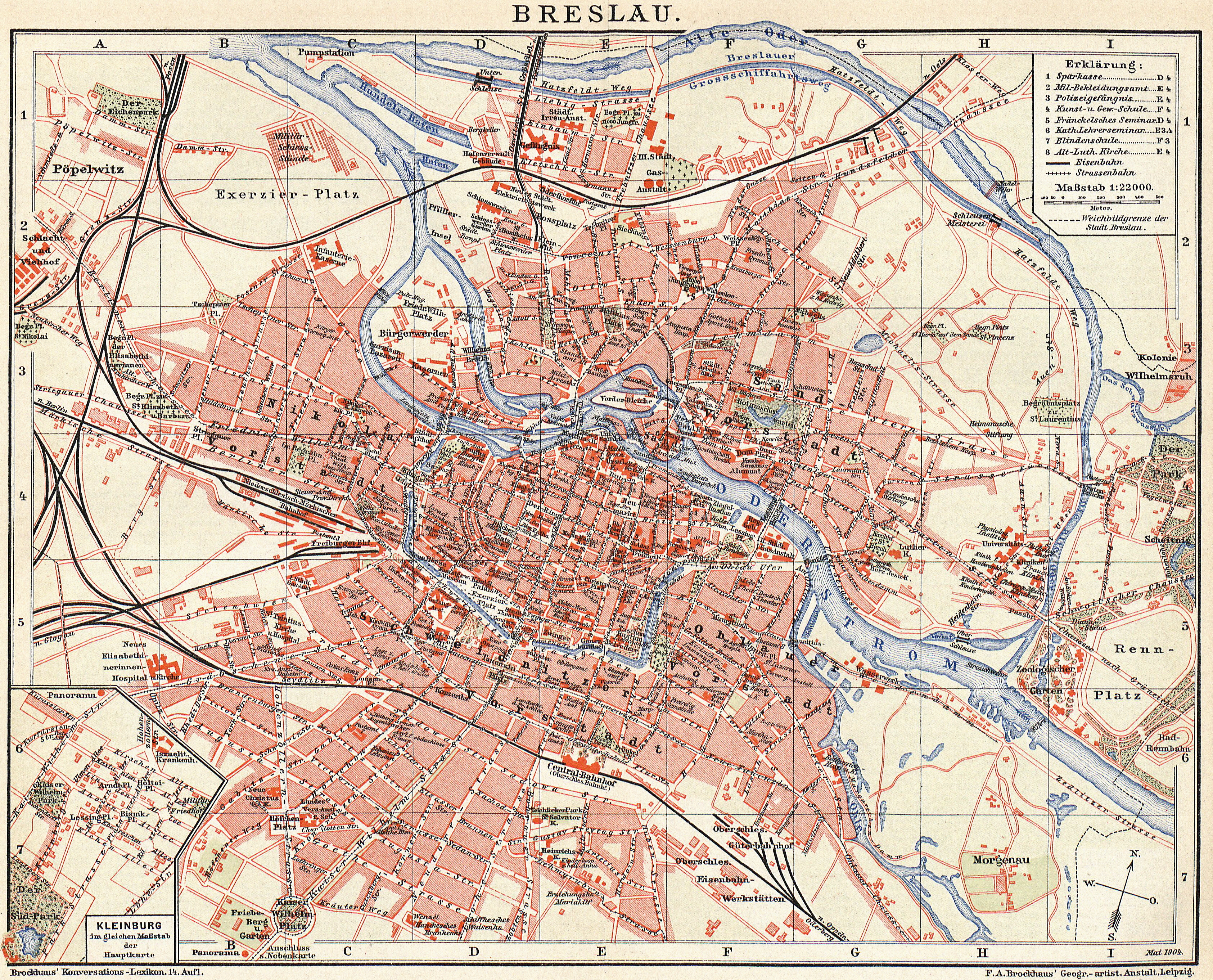
Vratislav v roce 1904

V roce 1868 byly připojeny Szczytniki (Scheitnig), Rybaki (Fischerau), Gajowice (Gabitz), Nowa Wieś (Neudorf), Dworek (Höfchen), Huby (Huben) a Glinianki (Lehmgruben), v roce 1897 Popowice (Pöpelwitz), v roce 1904 Siedlec (Zedlitz), Rakowiec (Morgenau), Gaj (Herdain) a Tarnogaj (Dürrgoy), v roce 1911 Grabiszyn (Gräbschen) a Grabiszynek (Leedeborn).

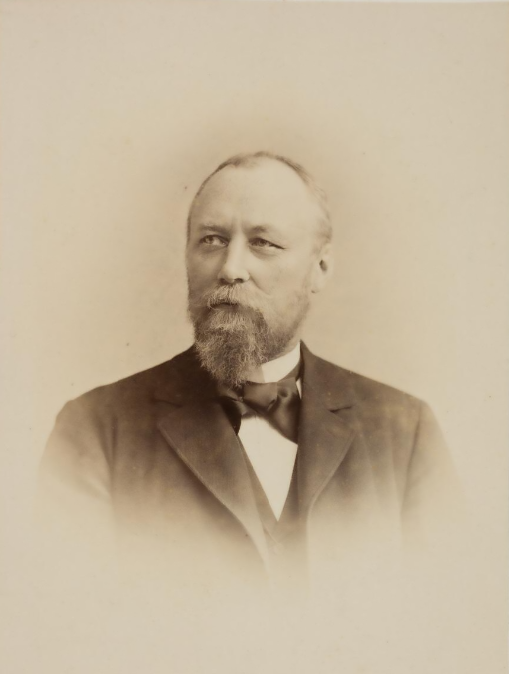
Georg Bender

V roce 1880 byla Vratislav se 272 912 obyvatel třetím největším městem sjednoceného Německa (po Berlíně a Hamburku). Čtvrté vydání Meyers Konversations-Lexikon (1885–1890): Počet akciových společností činí 46, komanditních společností a jednočlenných podniků 3 075, registrovaných družstev 15; kromě toho je tady více než 3 000 obchodníků a více než 17 000 továrníků a samostatných živnostníků. (...) Velmi důležité jsou pro Vratislav obchod a doprava, což značně usnadňuje poloha města na splavném německém veletoku uprostřed provincie s největším počtem lidí, výrobků a průmyslu a na křižovatce velkých železnic spojení. Jako nejdůležitější průmyslová odvětví vyjmenovává: strojírenství, výrobu železničních vozů, nábytku a stavební truhlářství, dále výroba doutníků, oleje, piva, lihu a likérů, bavlny a česané příze, oděvů, plátna, koberců, uzenin, zlatého a stříbrného zboží, trezory, hudebních nástrojů a kulečníků, malbu porcelánu a skla. Do roku 1910 se počet obyvatel zvýšil na 512 105 tisíc (sedmé místo v Německu), z toho 59,2 % evangelíků, 35,8 % katolíků a 3,9 % židů. 95,7 % obyvatel uvedlo jako mateřský jazyk němčinu, 2,9 % polštinu (k níž se započítávalo i slezské nářečí), 0,7 % češtinu.
V roce 1910 bylo založeno Vratislavské vysoké učení technické (Königliche Technische Hochschule Breslau, nyní Politechnika Wrocławska), pro nějž byl vybudován rozsáhlý kampus na pravém břehu Odry v dnešní čtvrtí Plac Grunwaldzki. K příležitostí stého výročí prohlášení An Mein Volk (Mému lidu) byla ve Vratislavi v roce 1913 uspořádána Výstava století (Jahrhundertausstellung). Jako centrální objekt výstaviště u Szczytnického parku vznikla Hala století, průkopnické dílo moderní architektury podle návrhu Maxe Berga, který jako městský stavební rada v letech 1909–1924 patří spolu s Richardem Plüddemannem (ve stejné funkci v letech 1885–1909) mezi ty, kdo nejvíce ovlivnili architektonický vývoj města na přelomu 19. a 20. století. V průběhu tzv. druhé kanalizace Odry v letech 1912–1917 bylo postaveno pět nových kanálů a došlo k vytvoření Velkého ostrova (Wielka Wyspa). Proměna Vratislavi v moderní metropoli se časově shodovala s působením primátorů: Ferdinanda Friedensburga (1879–1891) a Georga Bendera (1891–1912).

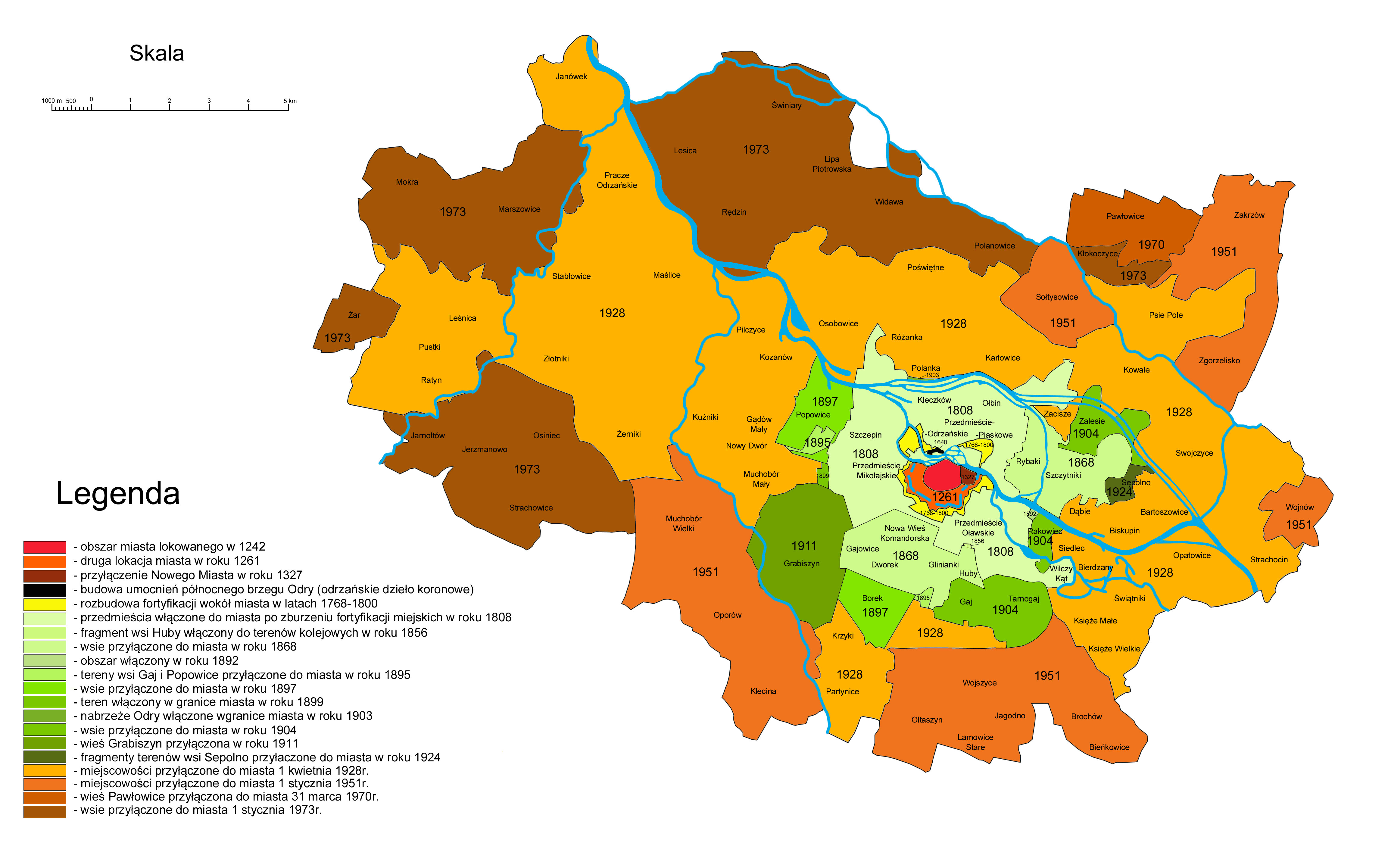
Územní vývoj Vratislavi, světle oranžově jsou vyznačeny obce připojené v roce 1928

Po první světové válce byla provincie Slezsko v souvislosti s odtržením území na východě rozdělena na provincii Horní Slezsko se sídlem v Opolí a Dolní Slezsko se sídlem ve Vratislavi. K jejich opětovnému sloučení došlo v roce 1938. 1. dubna 1928 vešel v platnost Zákon o velké Vratislavi (Groß-Breslau-Gesetz), na jehož základě byly přičleněny 32 venkovské obce i statky a také dvě města: Leśnica (Deutsch Lissa) a Psie Pole (Hundsfeld). Rozloha města se zvětšila 3,5krát: ze 49,61 km² na 174,61 km². Počet obyvatel přesáhl v té době šest set tisíc.

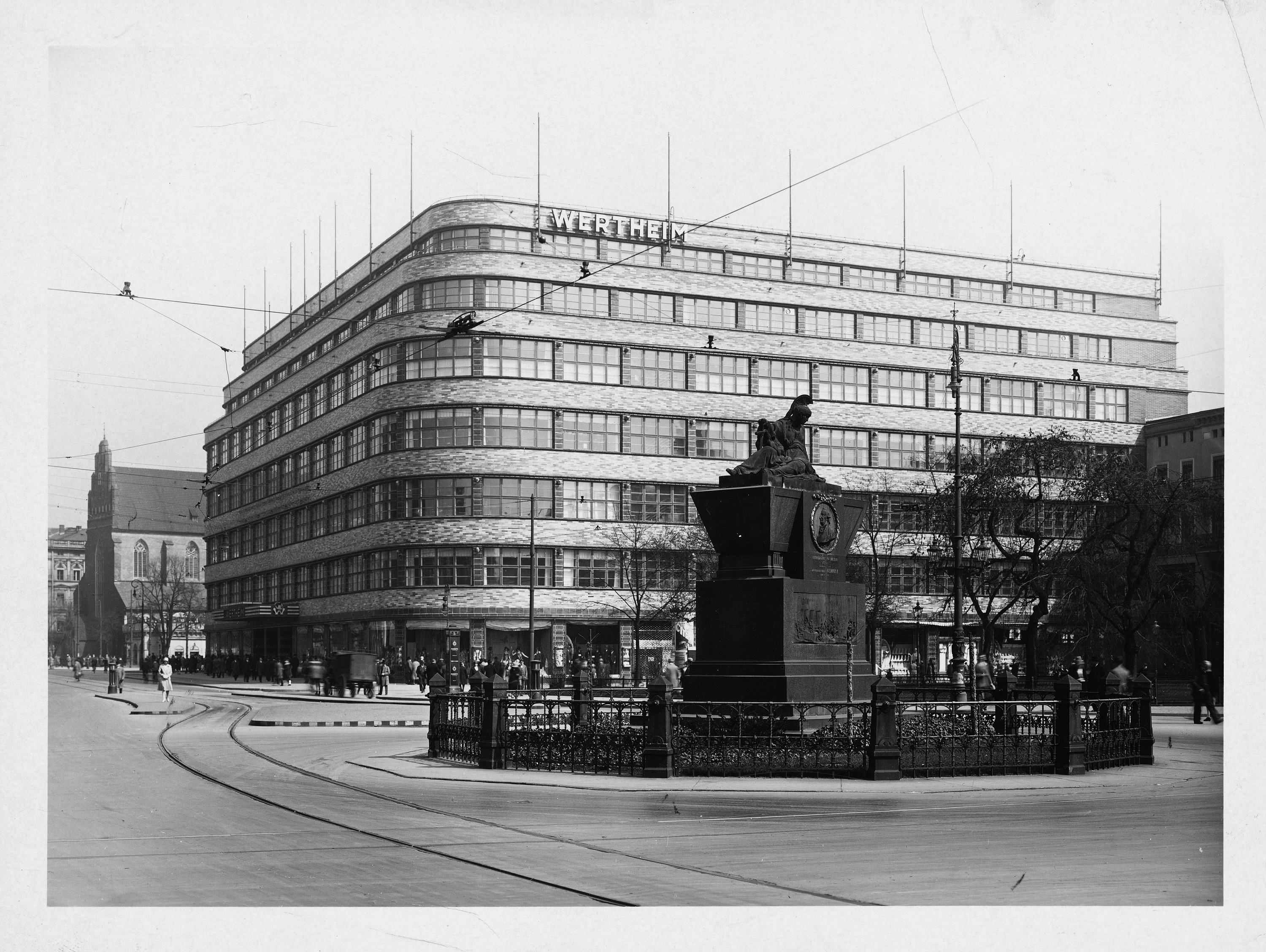
Obchodní dům Wertheim a Tauentzienův pomník v roce 1930

V letech 1927–1929 byl postaven první vratislavský mrakodrap – expresionistické sídlo pošty. Další architektonickou ikonou meziválečné Vratislavi se stal funkcionalistický  obchodní dům Wertheim (dnes Renoma) na Tauentzienově náměstí (dnes Plac Kościuszki) dokončený v roce 1930. Roku 1929 uspořádal Deutscher Werkbund Výstavu místa pro bydlení a práci (Wohnungs- und Werkraumausstellung, zkratka WuWa), jejímž pozůstatkem je vzorové funkcionalistické sídliště téhož jména. Charakteristickými sídlišti z meziválečného období inspirovanými myšlenkami zahradního města jsou Sępolno (Zimpel) a Biskupin (Bischofswalde).
Ve volbách do Reichstagu v listopadu 1932 dostala NSDAP ve Vratislavi 40,4 % hlasů, v březnu 1933 pak 50,2 %. Již 28. dubna 1933 byl v Tarnogaji (Dürrgoy) zřízen provizorní koncentrační tábor pro odpůrce režimu, který fungoval do srpna téhož roku. Během křišťalové noci v listopadu 1938 byla vypálena Nová synagoga považovaná za jednu z nejokázalejších synagog v tehdejším Německu. V roce 1933 žilo ve městě 20 202 Židů, do roku 1939 poklesl jejich počet kvůli pronásledování a emigraci na 10 659. „Konečné řešení židovské otázky“ v podobě deportací do ghett a vyhlazovacích táborů začalo ve městě v létě 1941. Během druhé světové války existovaly ve městě čtyři pobočné tábory koncentračního tábora Gross-Rosen. Do věznice na Kletschkauerstraße (dnes ulice Kleczkowska) bylo posláno mnoho českých vězňů zejména z Kounicových kolejí a vykonávaly se v ní tresty smrti. Popraveni zde byli například Vlastislav Kroupa a Marie Kudeříková.

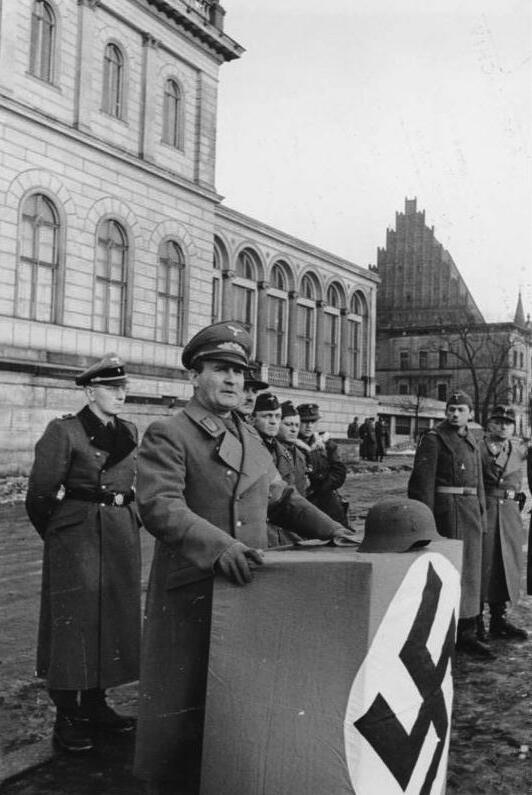
Karl Hanke promlouvá k Volkssturmu, únor 1945

Letecké útoky zasáhly Vratislav jen minimálně. Až do roku 1944 platilo Dolní Slezsko – ležící daleko od frontových linií a mimo doletovou vzdálenost spojeneckých letadel – za poměrně bezpečné místo, tzv. „protiletecký kryt Říše“. To se mělo změnit s vítězným postupem Rudé armády, která v lednu 1945 překročila hranice Slezska. 19. ledna padl rozkaz k evakuaci civilního obyvatelstva. Vratislav byla prohlášena za pevnost (Festung Breslau), měla se stát jedním z opěrných bodů německé obrany na linii Odry. Podle některých odhadů mohlo ve městě v té době pobývat včetně uprchlíků a nuceně nasazených více než milion lidí. Kolem 200 tisíc jich v obklíčené Vratislavi zůstalo. Vojenská posádka čítala kolem 30 tisíc mužů.

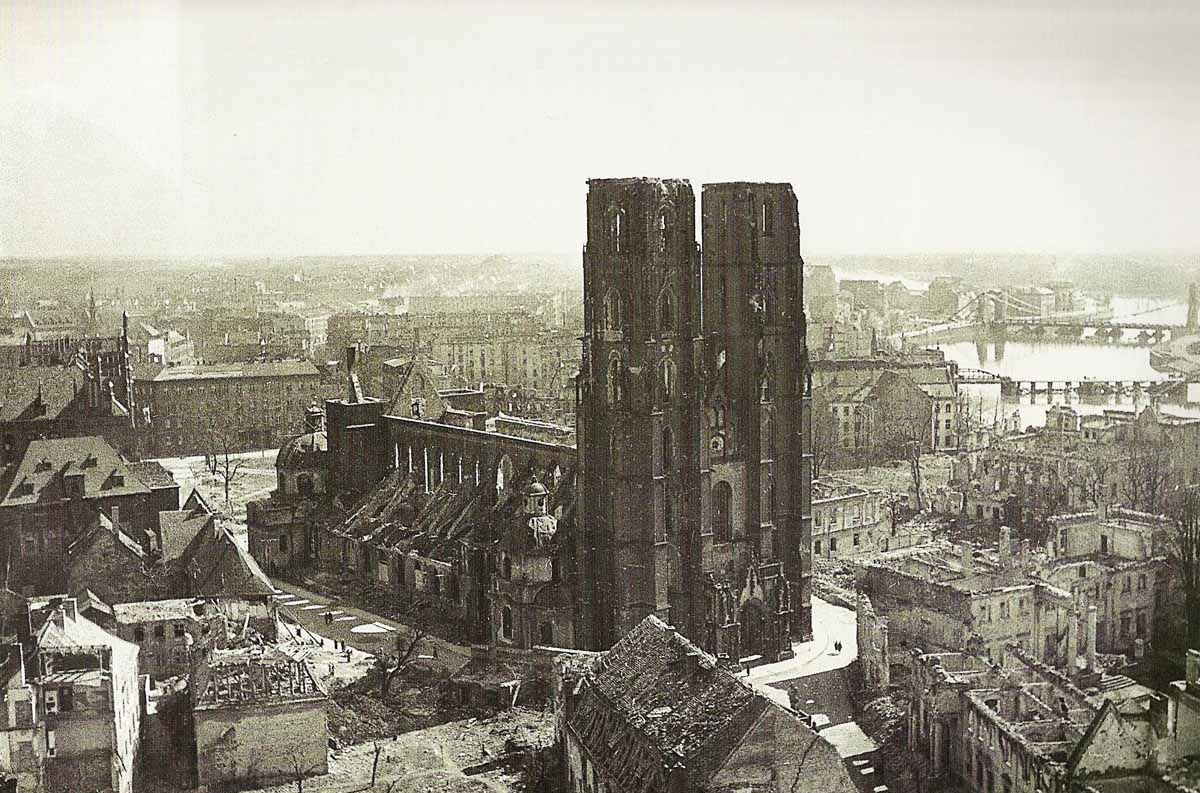
Rozbombardovaná vratislavská katedrála v roce 1945

Obležení Vratislavi začalo 13. února a trvalo skoro tři měsíce. Německé jednotky se bránily dokonce několik dnů po pádu Berlína až do 6. května 1945.  Na tuto okolnost naráží populární rčení Vratislav se vždy vzdává poslední (polsky Wrocław od zawsze poddaje się ostatni). Fanatickou obranu města do posledního vojáka prosazoval gauleiter Karl Hanke, který se zapsal do dějin mimo jiné rozkazem srovnat se zemí celou zástavbu kolem Kaiserstraße (150 domů a dva kostely) a proměnit ji v letiště, z něhož nakonec vzlétlo pouze několik letadel. Po válce dostala tato prázdná plocha pojmenování Plac Grunwaldzki a byla postupně zastavěna až v 50. a 60. letech. Velitelé obrany města Hans von Ahlfen (do 8. března) a Hermann Niehoff (od 8. března do 6. května) vydali po válce společně knihu So kämpfte Breslau, v níž prohlásili: Prohráli jsme, ale byli jsme stateční jako Sparťané u Thermopyl.
Tříměsíční boje přinesly smrt šesti tisícům německých a osmi tisícům sovětských vojáků. O život přišlo 80 tisíc civilistů (včetně tří tisíc sebevrahů), dalších 90 tisíc zahynulo při chaotické lednové evakuaci. Bylo zničeno či poškozeno 21,6 tisíc ze 30 tisíc budov (72 % zástavby) včetně mnoha historických památek. Nejsilněji zasažené byly jižní a západní čtvrti (Popowice, Szczepin, Gajowice, Powstańców Śląskich), kde se sváděly urputné pouliční boje. Naopak Velký ostrov, Olavské Předměstí, Nadodrze či Ołbin jsou oblasti, které přečkaly válku s malým nebo žádným poškozením.

### Po roce 1945

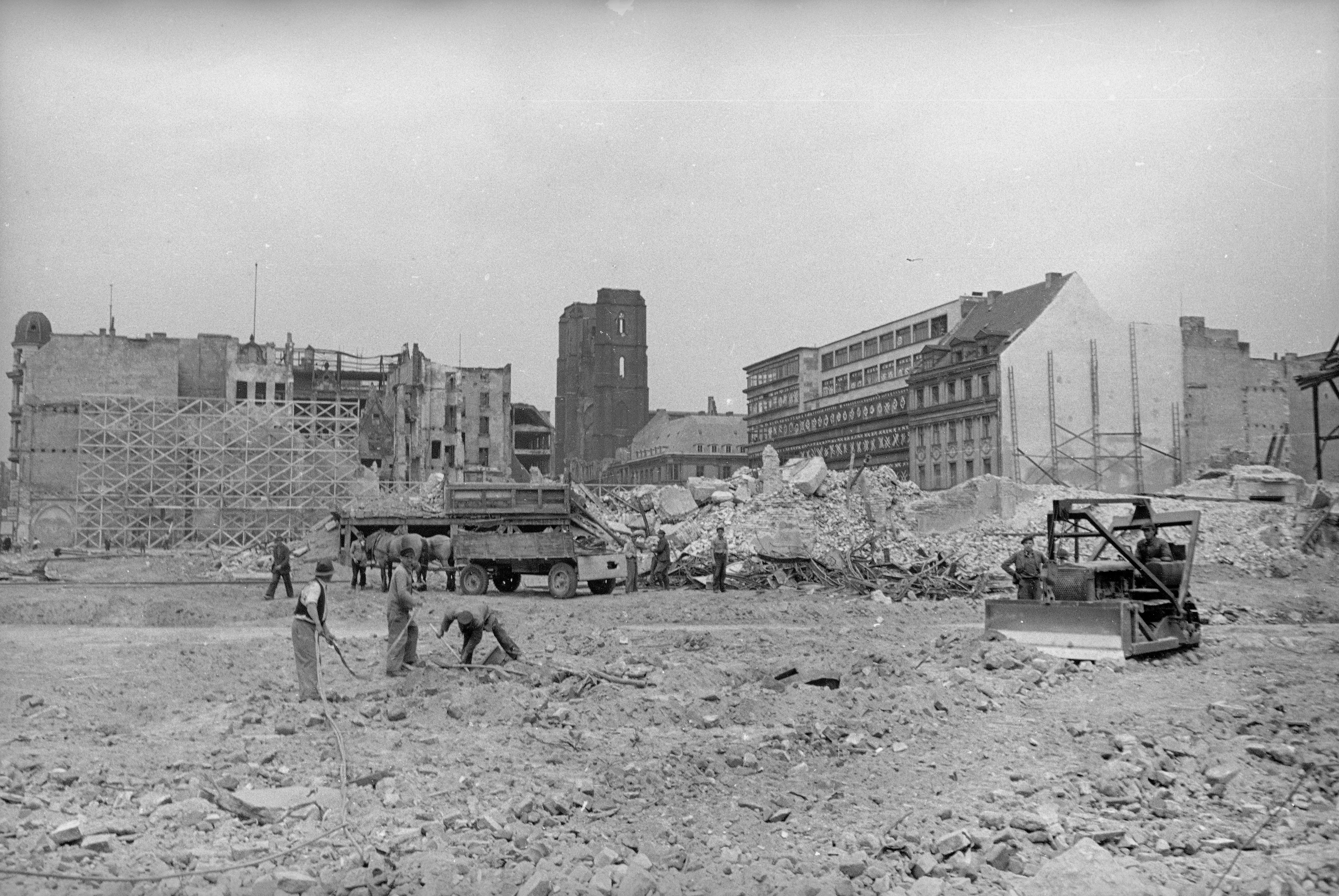
Obnova města po válce

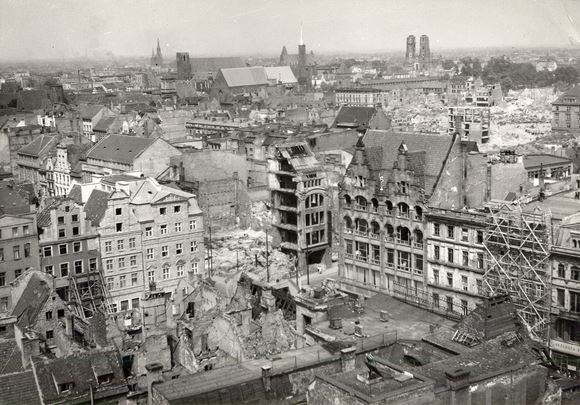
Staré Město během rekonstrukce (1950)

Na základě jaltských ujednání stvrzených Postupimskou dohodou se Vratislav spolu s většinou Slezska stala po druhé světové válce součástí socialistického Polska. Již v květnu 1945 přišla do města první skupina polských „pionýrů“ včetně Bolesława Drobnera, který byl jmenován prvním poválečným primátorem, musel však po měsíci odstoupit pro neshody se sovětskou vojenskou správou. Nově příchozí polské obyvatelstvo tvořili jednak přesídlenci z východních území postoupených Sovětskému svazu, jednak osadníci z přelidněného centrálního Polska či reemigranti ze západní Evropy. V srpnu 1945 žilo ve městě 189,5 tisíc Němců a 16,5 tisíc Poláků. Do února 1946 se počet Poláků zvýšil na 57 103, z toho 47 % přišlo do města v rámci organizovaných transportů a zbytek individuálně. Vratislav se také po válce stala jakýmsi shromáždištěm migrujícího židovského obyvatelstva. Roku 1946 představovalo 20,5 tisíc Židů 12 % populace. Ještě v 50. letech existovaly školy vyučující v jazyce jidiš a četné židovské spolky, ovšem v důsledku vystěhovalectví komunita postupně zanikla. Na poválečné skladbě obyvatelstva se rovněž do jisté míry podíleli Ukrajinci a Lemkové odsunutí v rámci operace Visla či řečtí a makedonští uprchlíci z doby občanské války.
Osídlování Vratislavi – stejně jako celého Dolního Slezska – mělo v první fázi často chaotický charakter, rabování bylo běžným doprovodným jevem. Vzhledem k vysoké kriminalitě se Vratislav označovala za „hlavní město divokého západu“. Obřímu tržišti na Placi Grunwaldzkém, bývalém Hankeho letišti, se přezdívalo szaberplac podle polského slangového výrazu pro rabování a obchod s vyrabovaným zbožím.
Organizovaný odsun německého obyvatelstva začal na podzim 1945 a pokračoval do roku 1947. Poté ve městě zůstalo několik tisíc původních obyvatel, například ve smíšených manželstvích nebo jako nepostradatelní odborníci v průmyslu. V 50. letech přistoupily polské úřady k organizaci německé národnostní menšiny v Dolním Slezsku: vznikly základní a střední školy s německým jazykem vyučovacím, byla založena Německá kulturní a sociální společnost ve Vratislavi, začal se vydávat týdeník Arbeiterstimme. Většina zůstavších Němců však nakonec z komunistického Polska emigrovala, ostatní se asimilovali. V roce 2002 se k německé národnosti přihlásily ve Vratislavi pouhé 482 osoby, německý kulturní spolek čítal 1 200 členů.

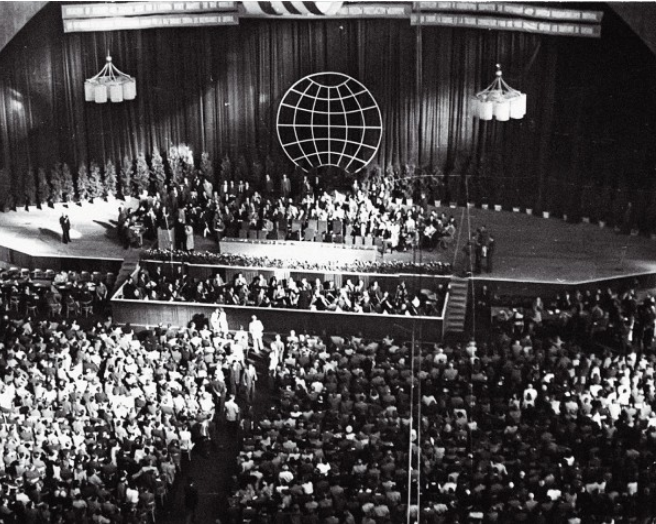
Světový kongres intelektuálů na obranu míru

V roce 1950 čítala Vratislav 308 925 obyvatel. Osadníci z centrálního Polska tvořili 65,4 %, přesídlenci z východu 29 %, autochtoni 2 %, reemigranti 1,8 %. Výraznou skupinu, která ovlivnila formování se poválečné identity města, byli přesídlení ze Lvova. Vratislav měla svým způsobem nahradit ztrácenou haličskou metropoli: stala se novým sídlem Národní knihovny Ossolinských a Racławického panoramatu, pomník Fridricha Viléma III. na hlavním náměstí byl nahrazen ze Lvova převezeným pomníkem Aleksandra Fredry, na lvovských profesorech byl založen nový personál Vratislavské univerzity a vysokého učení technického. Úspěchy polské administrativy v převzatých oblastech měla demonstrovat propagandistická Výstava znovuzískaných území uspořádaná v roce 1948 na výstavišti s Halou století (oficiálně přejmenovanou na Lidovou halu – Hala Ludowa). Mezi 25. a 28. srpna 1948 se ve Vratislavi konal Světový kongres intelektuálů na obranu míru, kterého se zúčastnilo mnoho prominentních osobností poválečné Evropy jako například Pablo Picasso či Aldous Huxley.

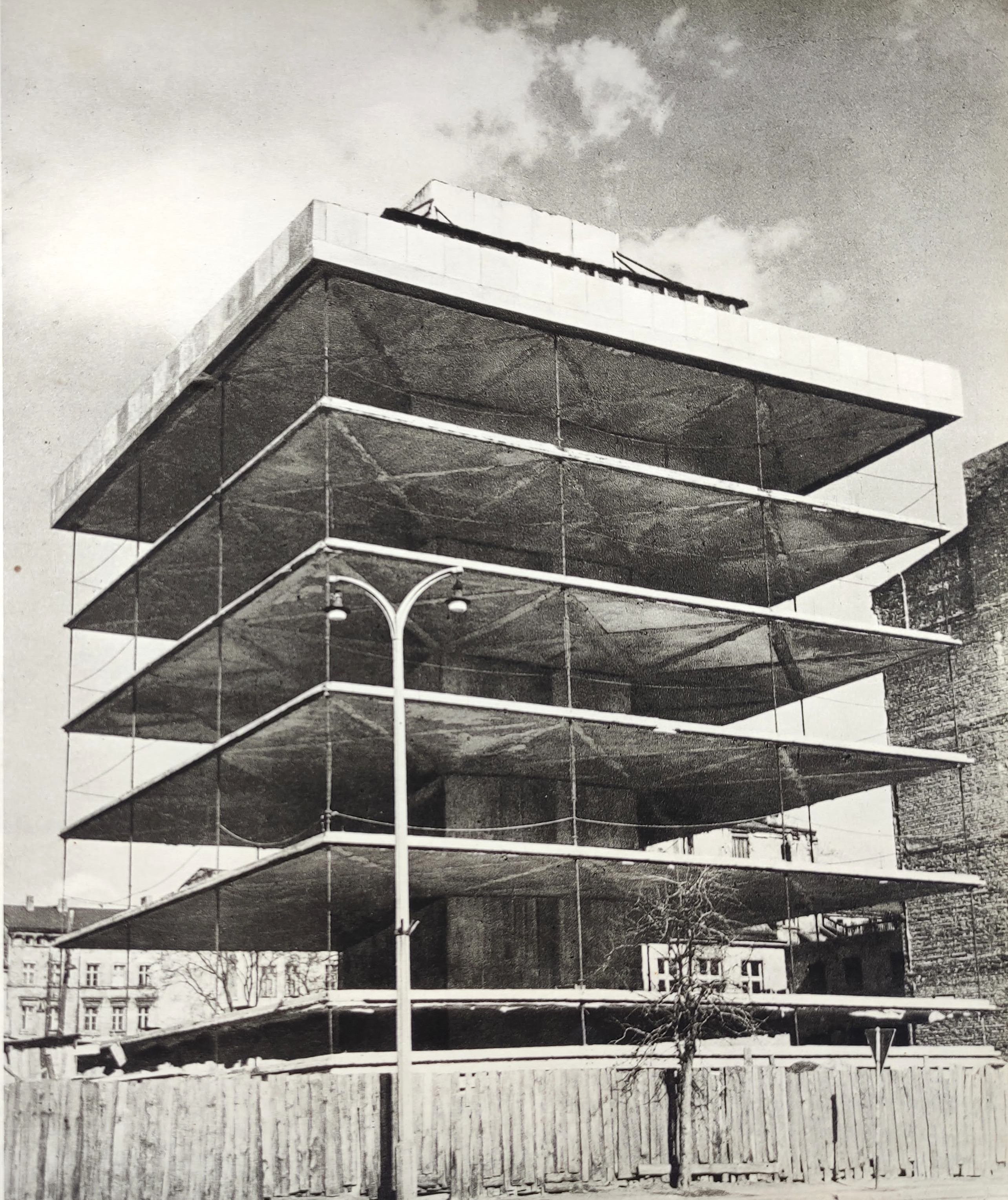
Výstavba Trzonolinowce (1965)

Mnoho historických památek Vratislavi bylo po válce opraveno, zejména gotické kostely a další objekty, které mohly být důkazem dobovou propagandou zdůrazňované „piastovské minulosti“. Naopak třeba jen částečně poškozené jižní křídlo pruského královského paláce bylo zbouráno. Existovala praxe vyvážení cihel z Vratislavi a dalších „poněmeckých“ měst do rekonstruované Varšavy. Ukázkovým urbanistickým projektem z 50. let 20. století je Kościuszkova čtvrť (Kościuszkowska Dzielnica Mieszkaniowa) – stavební komplex kolem stejnojmenného náměstí (Plac Kościuszki) v duchu socialistického realismu. Mezi významné příklady avantgardní architektury 60. let patří Mezonetowiec (1960), Trzonolinowiec (1965) či Sedesowce (1967–1970). Do předválečných činžovních domů se investovalo jen zřídka, proto ještě v počátcích 21. století bylo možné najít spoustu budov s viditelnými stopami války. Nejvíce zničené části města na jihu a západě byly nahrazeny panelovými sídlišti.  Rozšiřování města pokračovalo připojením dvanácti vesnic a městečka Brochów (Brockau) v roce 1951, obce Pawłowice (Pawelwitz) v roce 1970 a dalších třinácti vesnic v roce 1973.

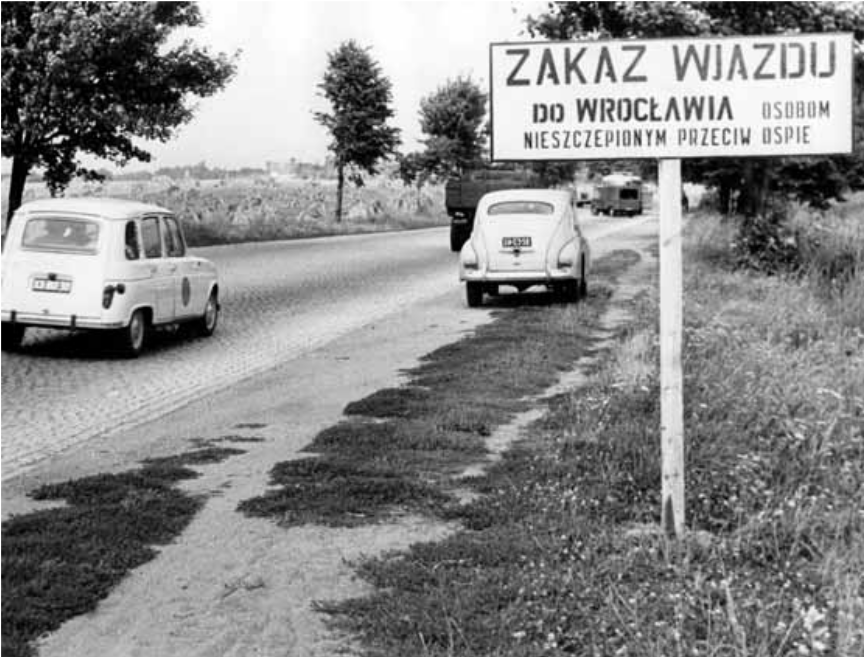
Zákaz vjezdu do Vratislavi pro osoby neočkované proti neštovicím (srpen 1963)

V roce 1963 vypukla ve městě epidemie pravých neštovic. Nakazilo se 99 osob, z toho sedm zemřelo včetně čtyř lékařů a zdravotních sester. Po dobu několika týdnů byla Vratislav sanitárním kordonem odříznuta od zbytku země. 
Mezi nejvýznamnější průmyslové podniky v poválečné Vratislavi patří Pafawag (zkratka od Państwowa Fabryka Wagonów – Státní vagónka) vyrábějící železniční vozidla včetně elektrických jednotek EN57 („dřevolíno“), které se staly dominantním typem vlaku na elektrifikovaných tratích v Polsku a nejdéle vyráběným kolejovým vozidlem vůbec, a také Elwro, výrobce elektronických přístrojů včetně prvních polských počítačů Odra. Celkově zaměstnávalo 700 vratislavských závodů sto tisíc obyvatel a vytvářelo zhruba tři procenta polské průmyslové výroby.

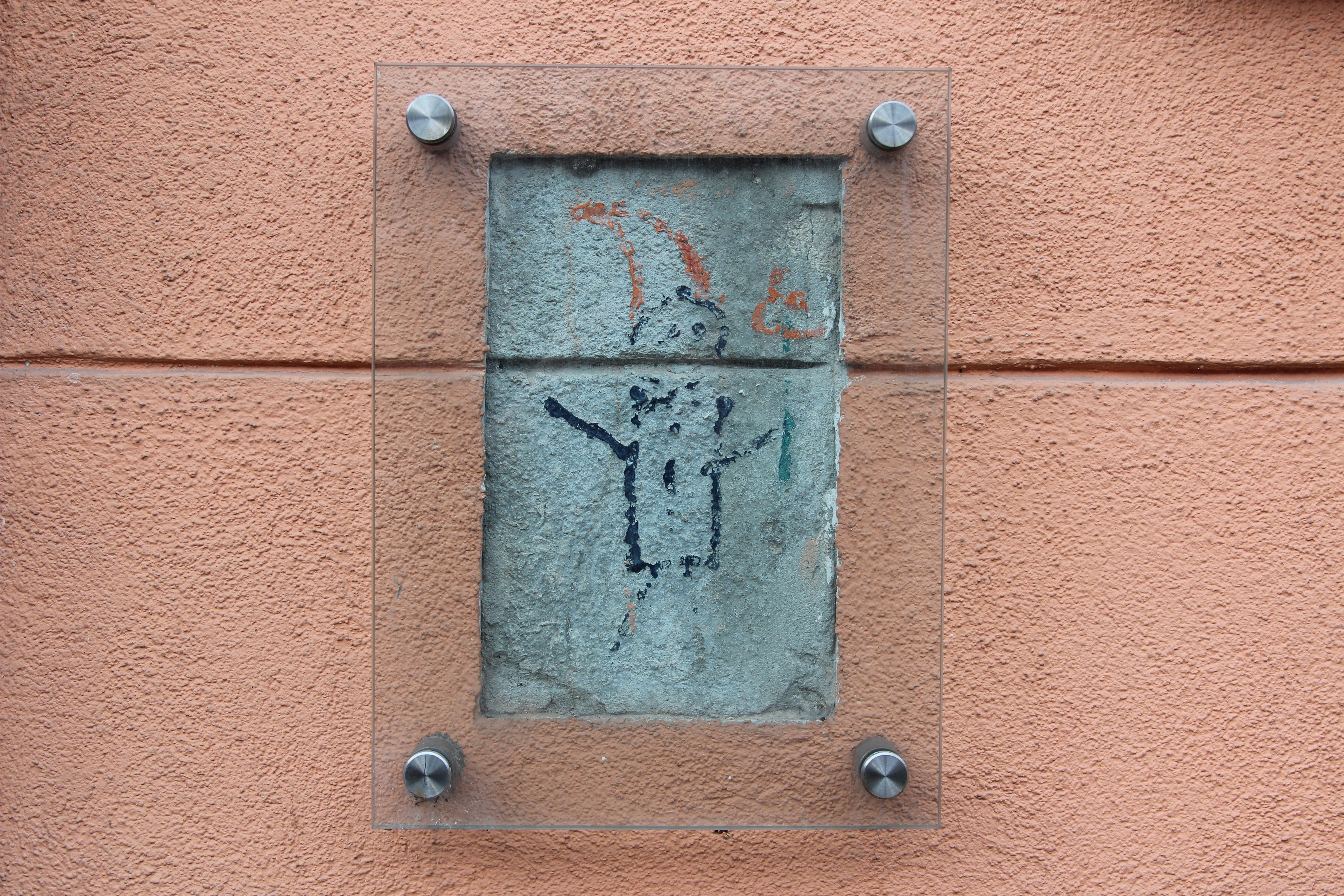
Dochovaná originální kresba trpaslíka z 80. let na domě v ulici Smoluchowskiego 22

V 80. letech 20. století ve městě působila Oranžová alternativa – neoficiální protikomunistické hnutí, které spojovalo odpor proti režimu s prvky studentské recese a uměleckého happeningu. Příznivci se oblékali do oranžových úborů připomínajících zahradní trpaslíky a vymýšleli hesla parodující oficiální propagandu. Tam, kde byla protistátní hesla přetřena vápnem, kreslili obrázky trpaslíků a prohlašovali, že původní nápis je teze, jeho zamazání antiteze a trpaslík je syntéza. Trpaslíci se stali novodobým symbolem Vratislavi. Od roku 2001 jsou na různých veřejných místech odhalovány malé sošky trpaslíků, do poloviny roku 2020 jich vzniklo nejméně 360. Kornel Morawiecki založil v červnu 1982 ve Vratislavi Bojující Solidaritu (Solidarność Walcząca). 

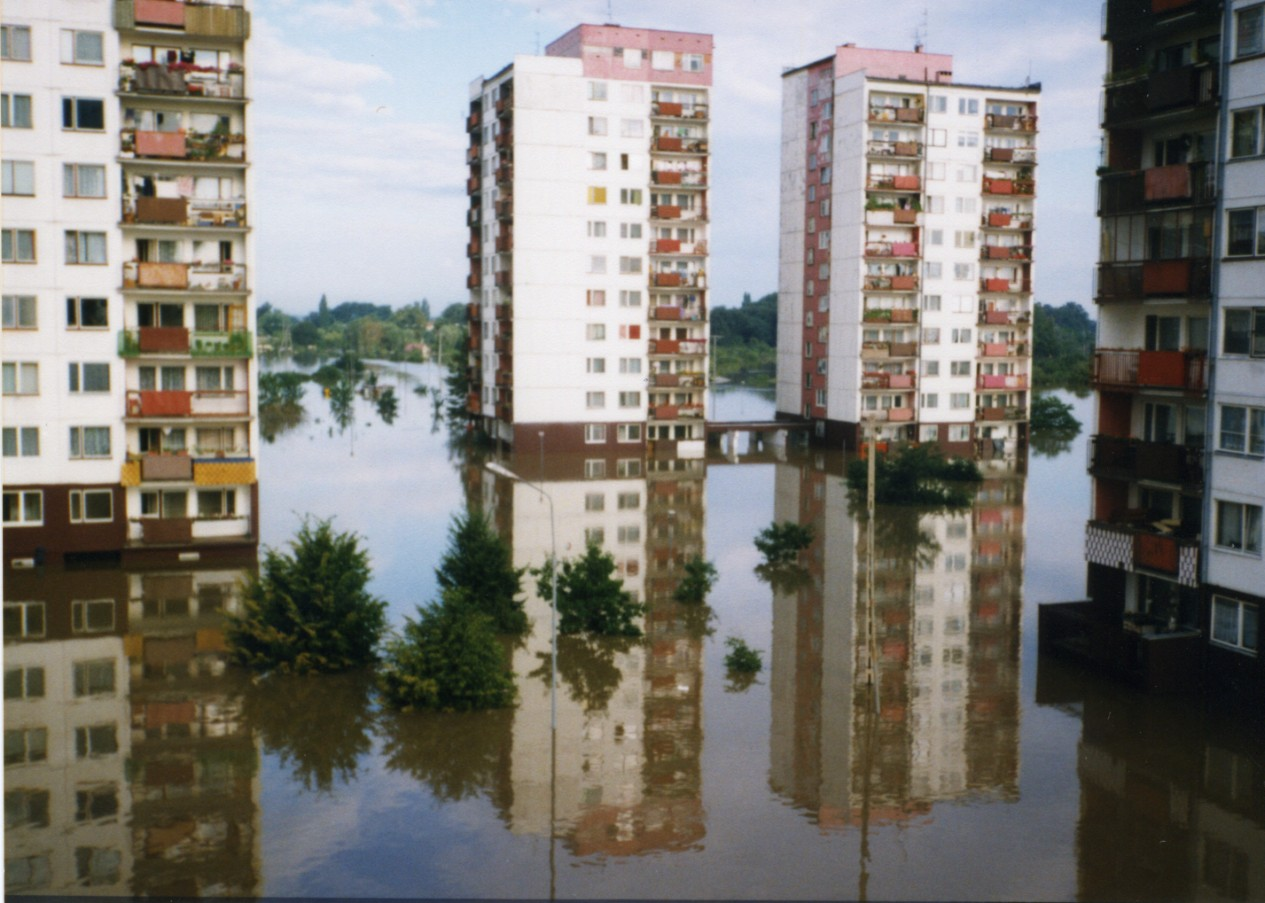
Zaplavené sídliště Kozanów v roce 1997

V červenci 1997 postihla město tragická povodeň. Zaplaveno bylo 40 % území, včetně hustě zastavěných čtvrtí Nadodrze a Ołbin. Na panelovém sídlišti Kozanów sahala voda do výšky prvního patra. Město nemělo přístup k tekoucí vodě, částečně ani elektřině a telefonnímu spojení, doprava byla zcela paralyzována. Ve velké míře byly poškozeny hydrotechnické stavby. Koordinovaná primátorem Bogdanem Zdrojewským záchranná a pomocná akce, do níž se obětavě zapojili takřka všichni obyvatelé, se nesmazatelně zapsala do kolektivní paměti nových Vratislavanů a byla klíčovým okamžikem pro jejich konečné ztotožnění se s městem a jeho historickým dědictvím. Kozanów byl opět zaplaven při povodních v květnu 2010, leží totiž v záplavovém území.

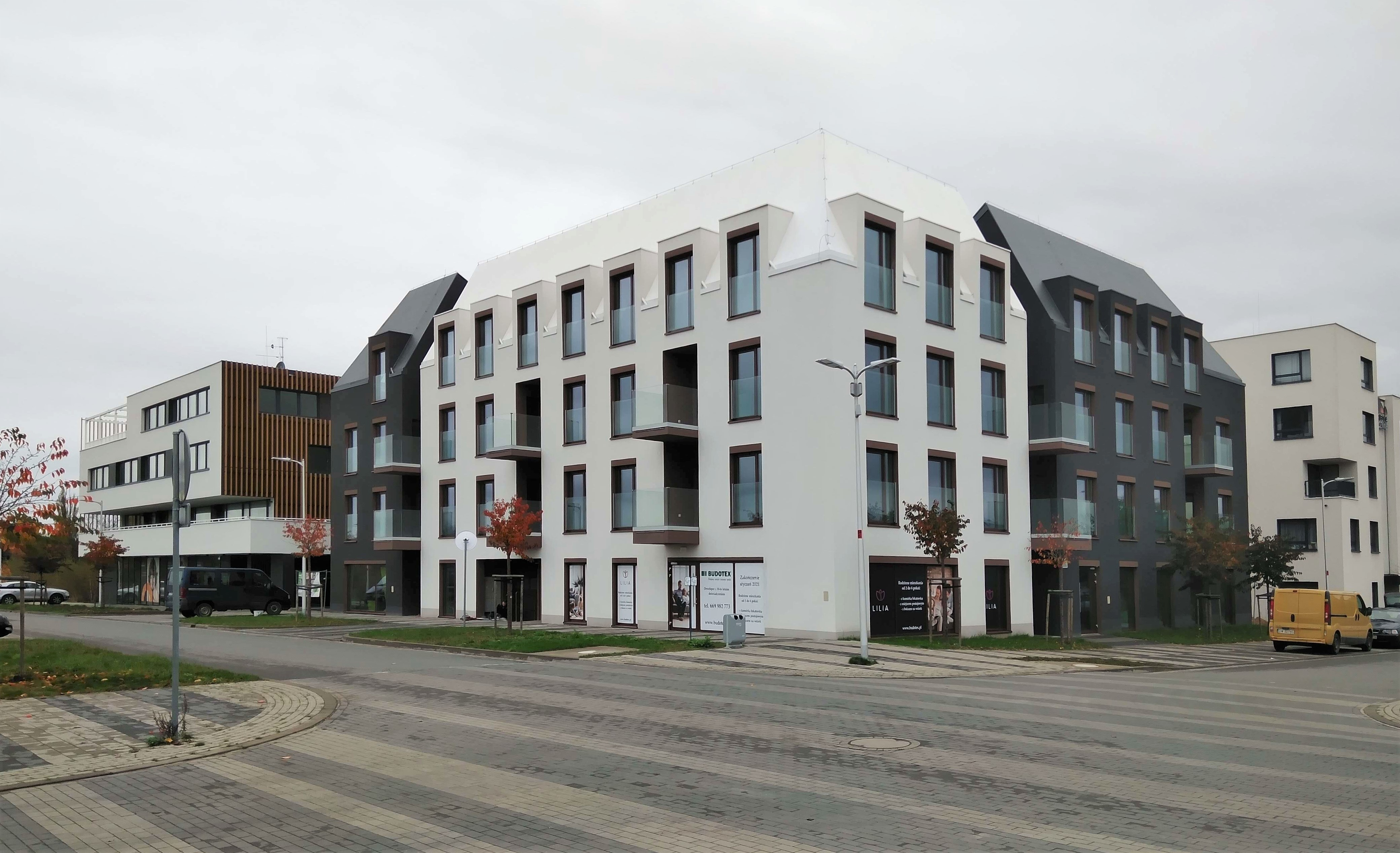
Sídliště Nowe Żerniki (WuWa 2)

Předválečného počtu obyvatel Vratislav dosáhla v 80. letech 20. století a od té doby je patrný mírně vzestupný trend. Po ekonomické transformaci se jako jedna z hlavních polských metropolí intenzivně rozvíjí. V roce 2012 byl dokončen komplex Sky Tower s mrakodrapem o výšce 212 m, v době vzniku druhá nejvyšší budova v Polsku. V roce 2016 byl Vratislavi propůjčen titul Evropské hlavní město kultury, roku 2019 byla prohlášena za Město literatury UNESCO. V průzkumech Mercer Quality of Living Survey (index kvality života) za rok 2015, 2016, 2017 a 2019 se umístila mezi 100 nejlepšími městy světa a ve zprávě IESE Cities in Motion Index 2017 a 2019 mezi 100 nejchytřejších měst na světě. V únoru 2021 zveřejnil patřící Financial Times fDi Magazine zprávu „Globální města budoucnosti 2021/2022“, ve které byla Vratislav klasifikována na 1. místě na světě v kategorii malá a střední města. Od roku 2013 probíhá mezi Pilczycemi a Leśnicí výstavba modelového sídliště v duchu nového urbanismu nazývaného Nowe Żerniki anebo s odkazem na obdobný projekt z meziválečného období WuWa 2.
Během druhé dekády 21. století se ve městě usadilo mnoho občanů Ukrajiny – v roce 2017 tvořili zhruba 10 % populace, podle některých odhadů může jít dokonce o sto tisíc osob.

## Městské symboly

### Znak
Vratislavský znak je tvořen čtvrceným štítem s kruhovým srdečním štítkem.
- Český lev (heraldicky pravý horní roh) – symbol přináležitosti k někdejší České koruně
- Slezská orlice (levý horní roh) – znamená, že Vratislav je hlavním městem Slezska
- Hlava sv. Jana Křtitele (uprostřed) – patron vratislavské katedrály i samotného města; hlava je umístěna na stříbrném podnosu
- Písmeno W (pravý dolní roh) – iniciála českého knížete Vratislava (Wratislaus), legendárního zakladatele města
- Busta sv. Jana Evanglisty (levý dolní roh) – patron radniční kaple

### Vlajka
Vratislavská vlajka je tvořena listem o poměru stran 2:3 se dvěma vodorovnými pruhy, červeným a žlutým.

## Geografie

### Poloha

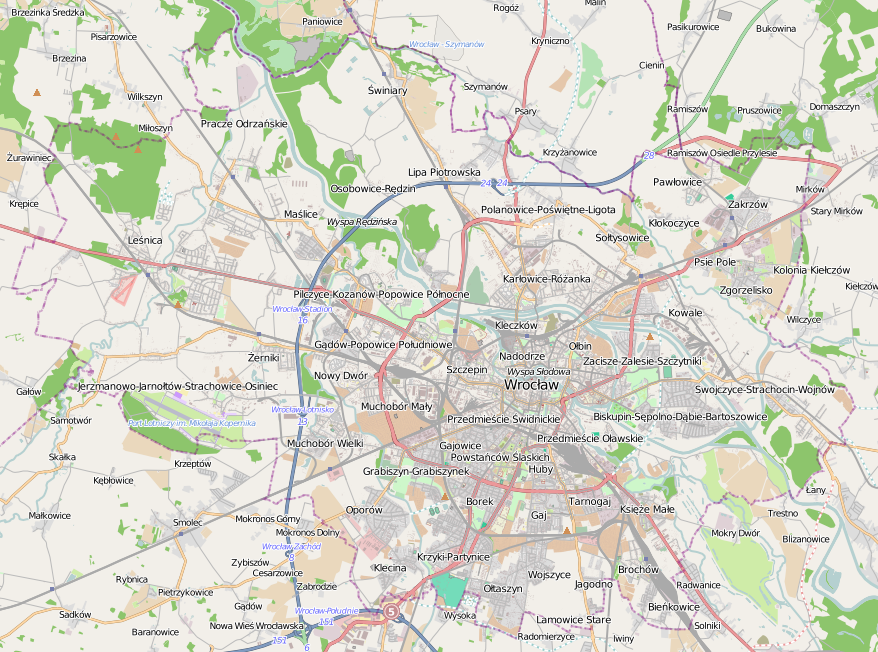
Mapa Vratislavi podle OpenStreetMap (2013)

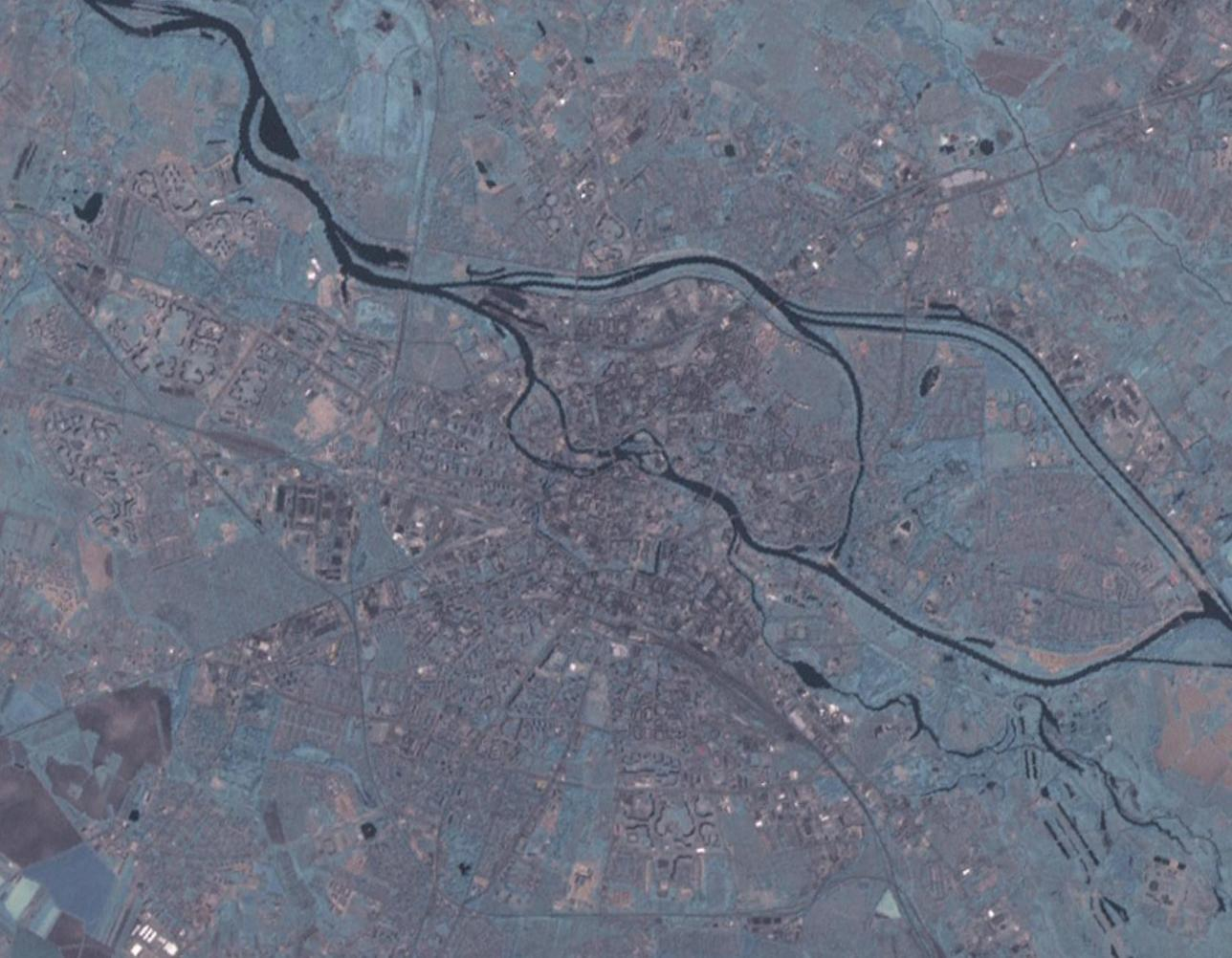
Satelitní snímek Vratislavi s viditelnými rameny Odry a kanály

Vratislav leží ve Slezské nížině na pomezí tří geomorfologických celků: Równina Wrocławska (Vratislavská rovina), Równina Oleśnicka (Olešnická rovina) a Pradolina Wrocławska (Vratislavské praúdolí). Rozkládá se v délce 26,3 km ve směru východ–západ a 19,4 km ve směru sever–jih. Celková délka administrativních hranic činí 106,7 km. Vzdálenost k českým hranicím je vzdušnou čarou 70 až 90 km, k německým zhruba 140 km. Vratislav se nachází na východě Dolnoslezského vojvodství, jehož je správním centrem, a na středozápadě Slezska jakožto historické země. Hraničí na jihu a východě s okresem Vratislav, na severu s okresem Třebnice (Trzebnica) a na západě s okresem Slezská Středa (Środa Śląska).
Město má rozlohu 292,82 km² (páté místo v Polsku), z toho tvoří plochy zeleně 40,9 %. Jsou tady 44 veřejné parky, mezi nejvýznamnější patří Park Szczytnicki (87,31 ha), Park Zachodni (Západní park, 75 ha) a Park Grabiszyński (48 ha). V roce 2014 připadalo na jednoho obyvatele v průměru 25 m² zeleně. Nejvyšším bodem – 157,4 m n. m. – je Wzgórze Maślickie, umělý kopec bývalé skládky odpadu. Nejvyšší přírodní vyvýšeninou je Kota v Leśnici se 148 m n. m., nejnižší bod se pak nachází ve čtvrti Pracze Odrzańskie ve výšce 105 m n. m.
Vratislaví protéká Odra a její čtyři přítoky: Svídnická Bystřice (Bystrzyca), Olava (Oława), Ślęza a Widawa. Odra se na území města větví do několika ramen doplněných o početné kanály, čímž vytváří dvanáct ostrovů. Většina z nich se nachází v historickém centru, kde dohromady tvoří jakési souostroví. Vratislav si díky tomu vydobyla přezdívku „Benátky severu“. Největší rozlohu má Velký ostrov (Wielka Wyspa), na němž se rozkládají čtvrti Biskupin, Bartoszowice, Dąbie, Sępolno, Szczytniki, Zacisze a Zalesie. Uvádí se, že ve Vratislavi existuje více než 130 mostů a lávek. Odra je splavná a vodní doprava sehrává důležitou ekonomickou roli. Nachází se zde celkem 21 říčních přístavů, přístavišť a překladišť.

### Podnebí
Podnebí mírné, přechodné mezi oceánským a kontinentálním. Převládají severozápadní a severovýchodní větry.
Mnohdy se Vratislav uvádí jako „nejteplejší polské město“ s průměrnou roční teplotou dosahující 12 °C. Značný vliv na zdejší teploty má pro velkoměsta typický antropogenní jev nazývaný městský tepelný ostrov. Nejnižší naměřená teplota vůbec byla -32,0 °C dne 11. února 1956 a nejvyšší 38,9 °C dne 7. srpna 2015. Vegetační doba v průměru za léta 1971 až 2010 byla 237 dní v roce. V první dekádě 21. století vědci uváděli průměrný počet letních dnů (maximální denní teplota nad 25 °C): 47, tropických (30 °C a více): devět; ledových (pod 0 °C): 23. Roční úhrn srážek je 534 mm, z toho největší podíl připadá na červenec, kdy naprší v průměru 95 mm. Průměrný počet dnů se srážkami je 159.
| Vratislav – podnebí         | Vratislav – podnebí | Vratislav – podnebí | Vratislav – podnebí | Vratislav – podnebí | Vratislav – podnebí | Vratislav – podnebí | Vratislav – podnebí | Vratislav – podnebí | Vratislav – podnebí | Vratislav – podnebí | Vratislav – podnebí | Vratislav – podnebí | Vratislav – podnebí |
| Období                      | leden               | únor                | březen              | duben               | květen              | červen              | červenec            | srpen               | září                | říjen               | listopad            | prosinec            | rok                 |
| --------------------------- | ------------------- | ------------------- | ------------------- | ------------------- | ------------------- | ------------------- | ------------------- | ------------------- | ------------------- | ------------------- | ------------------- | ------------------- | ------------------- |
| Nejvyšší teplota [°C]       | 16,3                | 20,6                | 25,2                | 32,0                | 33,9                | 38,0                | 37,9                | 38,9                | 35,3                | 26,6                | 22,0                | 17,7                | 38,9                |
| Průměrné denní maximum [°C] | 2,9                 | 4,5                 | 8,9                 | 15,62               | 20,2                | 23,2                | 25,5                | 25,2                | 20,0                | 14,2                | 8,1                 | 3,9                 | 14,3                |
| Průměrná teplota [°C]       | −0,1                | 0,9                 | 4,3                 | 9,6                 | 14,4                | 17,5                | 19,7                | 19,2                | 14,5                | 9,4                 | 4,6                 | 1,0                 | 9,6                 |
| Průměrné denní minimum [°C] | −3,4                | −2,7                | 0,0                 | 3,8                 | 8,4                 | 11,8                | 13,8                | 13,3                | 9,3                 | 5,1                 | 1,2                 | −2,2                | 4,9                 |
| Nejnižší teplota [°C]       | −29,4               | −32                 | −22,1               | −6,3                | −3,1                | 1,1                 | 4,7                 | 2,9                 | −4,0                | −6,0                | −15,5               | −22,7               | −32,0               |
| Průměrné srážky [mm]        | 29                  | 24                  | 36                  | 32                  | 59                  | 62                  | 95                  | 59                  | 46                  | 36                  | 32                  | 39                  | 534                 |
| Zdroj:                      |                     |                     |                     |                     |                     |                     |                     |                     |                     |                     |                     |                     |                     |

### Znečištění ovzduší

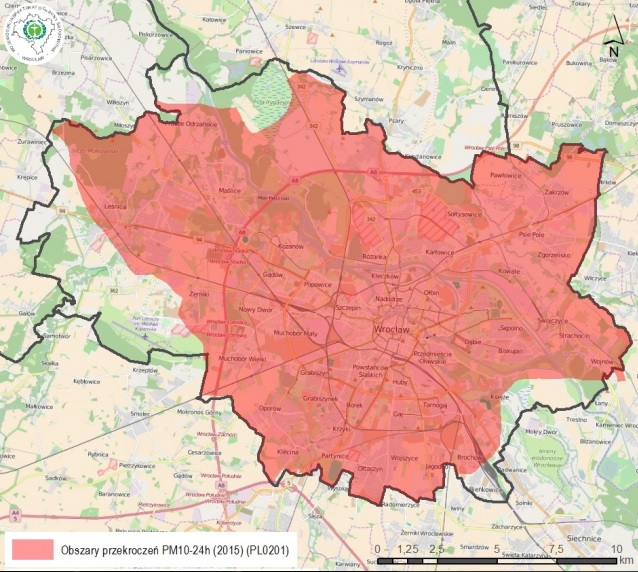
Mapa oblasti ve Vratislavi, kde v roce 2015 došlo k překročení limitů polétavého prachu PM_{10}

Znečištění životního prostředí je ve Vratislavi závažným problémem. Ve zprávě francouzské organizace Respire z roku 2014 byla Vratislav zařazena na osmé místo mezi nejvíce znečištěnými evropskými městy, vykazovala 166 dnů špatné kvality ovzduší ročně. 13. prosince 2020 se v žebříčku Air Visual mapujícím aktuální stav znečištění po celém světě umístila na třetím místě za Biškekem a Astanou. Denní limity oxidu dusičitého byly v roce 2020 překročeny 87krát.
Ke smogovým situacím dochází především v chladnějších měsících, na podzim a v zimě, vzhledem ke stále vysoké spotřebě uhlí v domácnostech. V roce 2018 byly neekologické kotle zdrojem vytápění pro 70 % domácností.
Podle výzkumu Vratislavské univerzity z roku 2017 vysoká koncentrace pevných částic PM2,5 a PM10 způsobuje ročně 942 předčasných úmrtí obyvatel Vratislavi a také 3 297 případů bronchitidy u dětí. Podle průzkumu z května 2017 věří přibližně 84 % obyvatel, že znečištění prostředí je vážný společenský problém a 73 % lidí se domnívá, že kvalita ovzduší ve městě je špatná. V roce 2014 vznikla organizace Dolnoslezský smogový poplach (Dolnośląski Alarm Smogowy), jejímž cílem je veřejná osvěta v oblasti znečištění ovzduší a snižování emisí škodlivých látek.

### Administrativní dělení

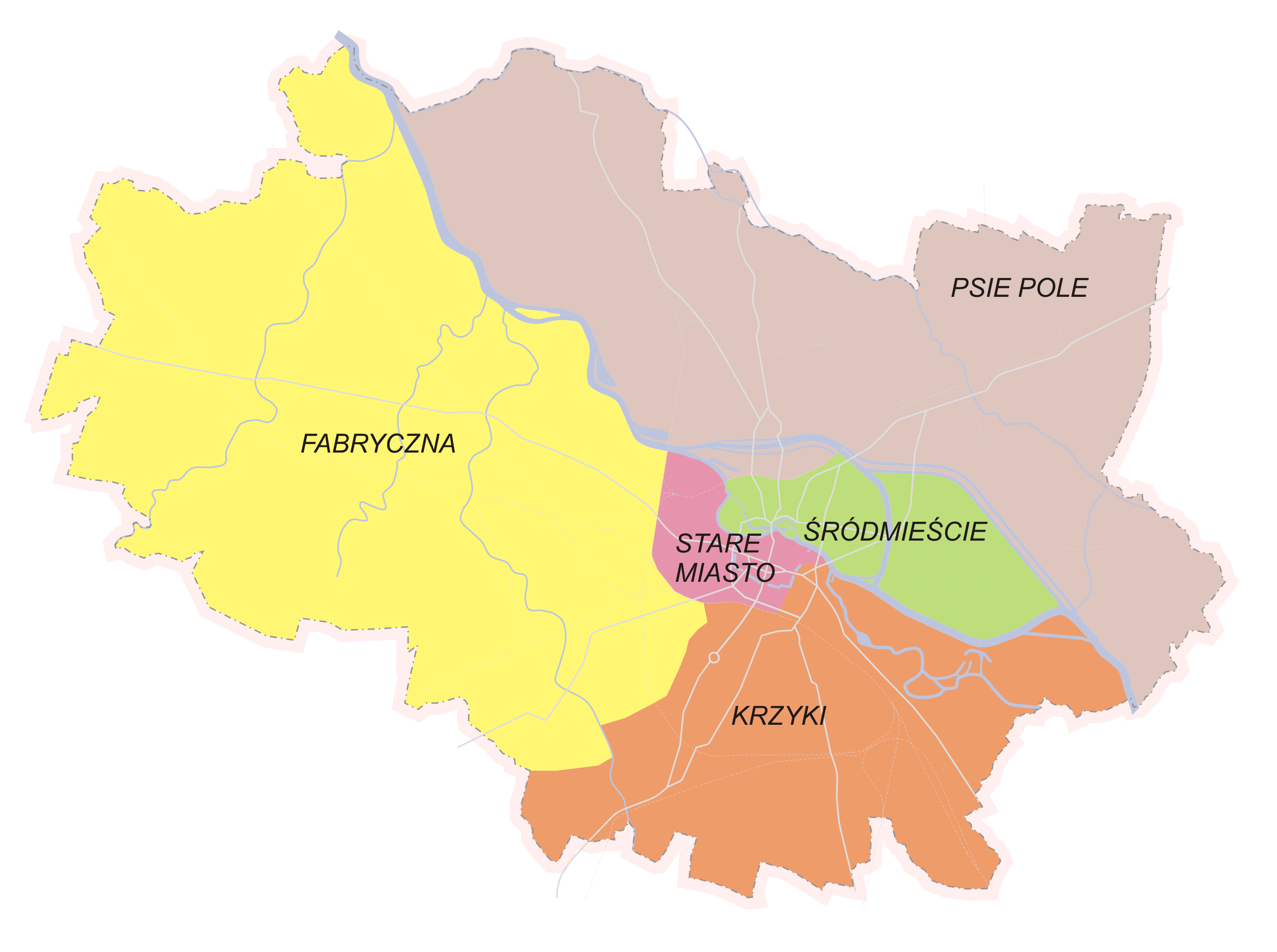
Městské části 1952–1990

Vratislav se dělí na 48 sídlišť/čtvrtí (polsky osiedle), která jsou tzv. pomocnými jednotkami (jednostka pomocnicza) gminy a jejich orgány – zastupitelstvo sídliště (rada osiedla) a sídlištní výbor (zarząd osiedla) – mají jen omezené samosprávné pravomoci. Existují od roku 1991 a jejich hranice byly naposledy upravovány v roce 2016. Případné zavedení klasických samosprávných městských částí po vzoru jiných metropolí zůstává předmětem politické diskuse.
V letech 1952–1990 existovalo pět velkých městských částí, jež měly značnou míru autonomie, mezi lety 1975 až 1984 byly dokonce podřízený přímo orgánům vojvodství. Přestože formálně zanikly, dodnes jim odpovídají oblasti působnosti finančních úřadů, soudů, policejních ředitelství apod., slouží také statistickým účelům a udržují se v povědomí obyvatel. Jedná se o tyto městské části:
- Stare Miasto (Staré Město) – centrum města jižně od hlavního koryta Odry včetně Svídnického Předměstí (Przedmieście Świdnickie) a Szczepinu
- Śródmieście (Střed) – centrum města severně od hlavního koryta Odry a také celý Velký ostrov (Wielka Wyspa)
- Fabryczna – západní čtvrti
- Krzyki – jižní čtvrti
- Psie Pole – severovýchodní čtvrti za oderskými kanály

| Název sídliště                                   | Rozloha (km²) | Počet obyvatel (2021) | Počet bytů (2017) | Bývalá městská část | Zahrnutá katastrální území a historické obce                                           | Německý název |
| ------------------------------------------------ | ------------- | --------------------- | ----------------- | ------------------- | -------------------------------------------------------------------------------------- | --- |
| Bieńkowice                                       | 1,43          | 552                   | 177               | Krzyki              |                                                                                        | Benkwitz |
| Biskupin – Sępolno – Dąbie – Bartoszowice        | 5,90          | 19 585                | 10 043            | Śródmieście         | - Bartoszowice - Biskupin - Dąbie - Sępolno                                            | - Bartheln - Bischofswalde - Grüneiche - Zimpel                                                                     |
| Borek                                            | 2,76          | 12 475                | 7 582             | Krzyki              |                                                                                        | Kleinburg |
| Brochów                                          | 3,74          | 7 818                 | 3 667             | Krzyki              |                                                                                        | Brockau |
| Gaj                                              | 2,59          | 19 774                | 10 152            | Krzyki              |                                                                                        | Herdain |
| Gajowice                                         | 1,71          | 22 692                | 13 801            | Fabryczna           |                                                                                        | Gabitz |
| Gądów – Popowice Południowe                      | 3,13          | 25 055                | 12 632            | Fabryczna           | - Gądów Mały - Popowice                                                                | - Klein-Gandau - Pöpelwitz                                                                                          |
| Grabiszyn – Grabiszynek                          | 4,10          | 13 508                | 8 019             | Fabryczna           | - Grabiszyn - Grabiszynek                                                              | - Gräbschen - Leedeborn                                                                                             |
| Huby                                             | 2,07          | 19 283                | 10 962            | Krzyki              | - Huby - Glinianki                                                                     | - Huben - Lehmgruben                                                                                                |
| Jagodno                                          | 3,43          | 7 673                 | 3 664             | Krzyki              |                                                                                        | Lamsfeld Siedlung                                                                                                   |
| Jerzmanowo – Jarnołtów – Strachowice – Osiniec   | 17,23         | 2 177                 | 655               | Fabryczna           | - Jerzmanowo - Jarnołtów - Strachowice - Osiniec                                       | - Hermannsdorf - Arnoldsmühle - Strachwitz / Schöngarten - Kaltasche                                                |
| Karłowice – Różanka                              | 11,10         | 32 412                | 15 846            | Psie Pole           | - Karłowice - Różanka - Mirowiec - Polanka - Poświętne (menší část)                    | - Carlowitz - Rosenthal - Friedewalde - Polinke - Lilenthal                                                         |
| Klecina                                          | 3,77          | 7 416                 | 3 744             | Krzyki              |                                                                                        | Klettendorf |
| Kleczków                                         | 1,88          | 7 155                 | 4 232             | Psie Pole           |                                                                                        | Kletschkau |
| Kowale                                           | 6,43          | 2 576                 | 929               | Psie Pole           |                                                                                        | Cawallen |
| Krzyki – Partynice                               | 5,25          | 21 018                | 12 053            | Krzyki              | - Krzyki - Partynice                                                                   | - Krietern - Hartlieb                                                                                               |
| Księże                                           | 10,61         | 6 362                 | 3 375             | Krzyki              | - Księże Małe - Księże Wielkie - Świątniki - Opatowice - Bierdzany - Nowy Dom          | - Klein Tschansch / Klein Ohlewiesen - Groß Tschansch / Groß Ohlewiesen - Althofnass - Ottwitz - Pirscham - Neuhaus |
| Kuźniki                                          | 1,46          | 5 732                 | 2 291             | Fabryczna           |                                                                                        | Schmiedefeld |
| Leśnica                                          | 41,00         | 31 196                | 12 207            | Fabryczna           | - Leśnica - Stabłowice - Złotniki - Marszowice - Ratyn - Mokra - Pustki - Żar - Gajowa | - Deutsch Lissa - Stabelwitz - Goldschmieden - Marschwitz - Rathen - Muckerau - Heidau - Saara - Altenhain          |
| Lipa Piotrowska                                  | 2,89          | 3 524                 | 1 454             | Psie Pole           |                                                                                        | Leipe-Petersdorf |
| Maślice                                          | 6,61          | 11 995                | 4 816             | Fabryczna           |                                                                                        | Masselwitz |
| Muchobór Mały                                    | 4,97          | 7 933                 | 3 455             | Fabryczna           |                                                                                        | Klein Mochbern |
| Muchobór Wielki                                  | 6,88          | 12 984                | 6 970             | Fabryczna           |                                                                                        | Groß Mochbern |
| Nadodrze                                         | 1,99          | 23 781                | 13 834            | Śródmieście         |                                                                                        | Oder-Vorstadt |
| Nowy Dwór                                        | 1,91          | 15 435                | 6 902             | Fabryczna           |                                                                                        | Mariahöfchen |
| Ołbin                                            | 2,61          | 32 055                | 19 020            | Śródmieście         |                                                                                        | Elbing |
| Ołtaszyn                                         | 3,37          | 7 019                 | 3 191             | Krzyki              |                                                                                        | Oltaschin / Herzogshufen                                                                                            |
| Oporów                                           | 6,46          | 7 380                 | 3 128             | Fabryczna           |                                                                                        | Opperau |
| Osobowice – Rędzin                               | 18,65         | 2 970                 | 1 409             | Psie Pole           | - Osobowice - Rędzin                                                                   | - Oswitz - Ransern                                                                                                  |
| Pawłowice                                        | 4,44          | 2 362                 | 740               | Psie Pole           |                                                                                        | Pawelwitz / Wendelborn                                                                                              |
| Pilczyce – Kozanów – Popowice Północne           | 8,53          | 31 925                | 15 887            | Fabryczna           | - Pilczyce - Kozanów - Popowice                                                        | - Pilsnitz - Cosel - Pöpelwitz                                                                                      |
| Plac Grunwaldzki (Grunwaldské náměstí)           | 1,45          | 12 264                | 7 257             | Śródmieście         | zahrnuje někdejší ves Rybaki (Fischerau)                                               | |

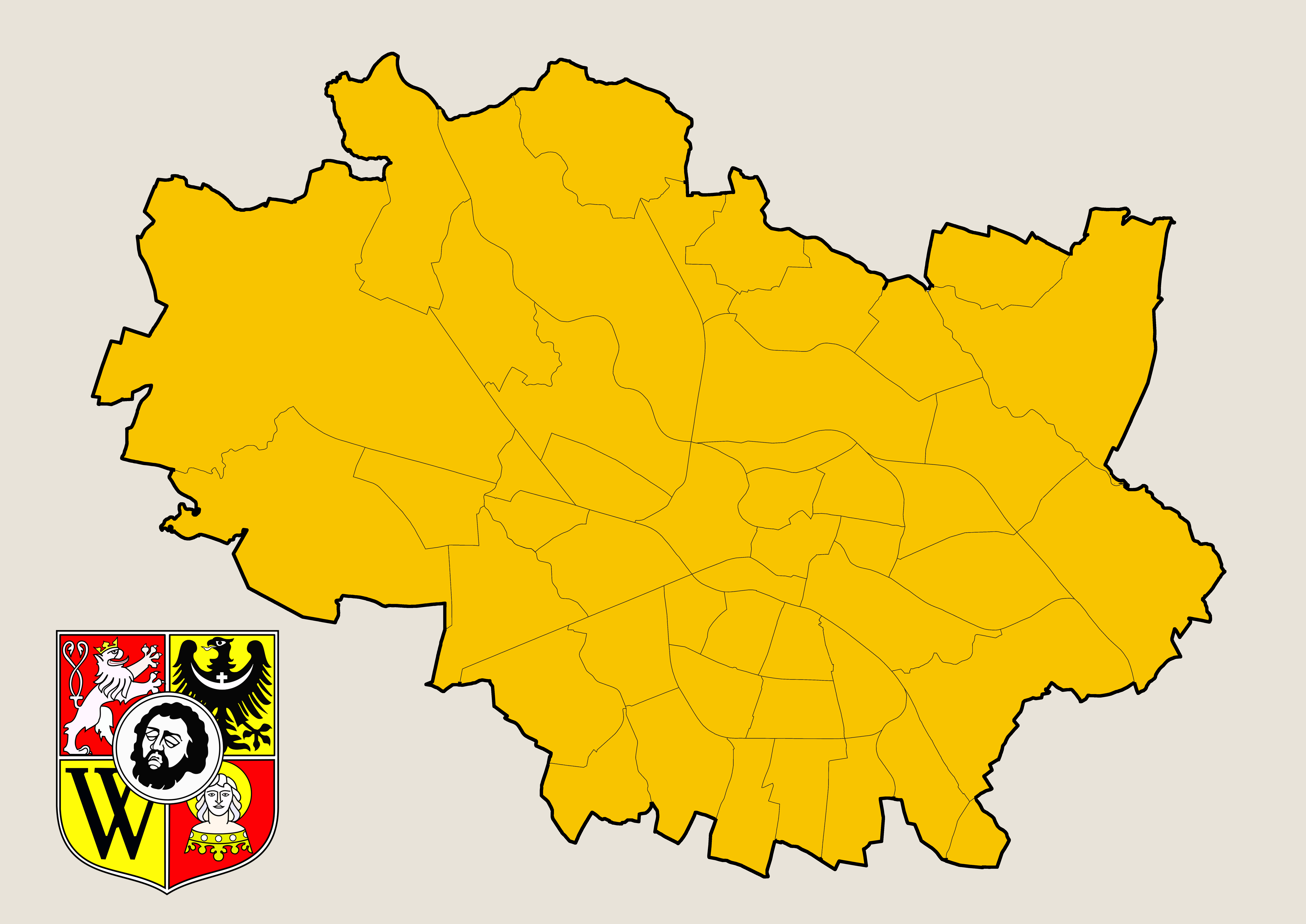
Poloha jednotlivých sídlišť na mapě Vratislavi

| Polanowice – Poświętne – Ligota                  | 5,65          | 5 741                 | 2 438             | Psie Pole           | - Ligota - Polanowice - Poświętne                                                      | - Sternsiedlung Rosenthal - Pohlanowitz - Lilenthal                                                                 |
| Powstańców Śląskich v běžném úzu: Południe (Jih) | 2,37          | 25 466                | 17 252            | Krzyki              | zahrnuje Nowou Wieś (Neudorf), Dworek (Höfchen) a část historických Gajowic            | Kaiser-Wilhelm-Viertel                                                                                              |
| Pracze Odrzańskie                                | 10,02         | 5 794                 | 2 523             | Fabryczna           | - Pracze Odrzańskie - Janówek - Nowa Karczma                                           | - Herrnprotsch - Johannisber - Neusand                                                                              |
| Przedmieście Oławskie (Olavské Předměstí)        | 5,97          | 21 033                | 13 669            | Krzyki              |                                                                                        | Ohlauer Vorstadt |
| Przedmieście Świdnickie (Svídnické Předměstí)    | 1,51          | 14 209                | 9 618             | Stare Miasto        |                                                                                        | Schweidnitzer Vorstadt                                                                                              |
| Psie Pole – Zawidawie                            | 16,45         | 29 410                | 13 776            | Psie Pole           | - Psie Pole - Zakrzów - Zgorzelisko - Kłokoczyce                                       | - Hundsfeld - Sakrau - Görlitz - Glockschütz                                                                        |
| Sołtysowice                                      | 4,55          | 4 827                 | 2 137             | Psie Pole           |                                                                                        | Schottwitz |
| Stare Miasto (Staré Město)                       | 2,00          | 9 318                 | 6 676             | Stare Miasto        | historické centrum: Staré Město, Nové Město a Tumský ostrov                            | - Altstadt - Neustadt - Dominsel                                                                                    |
| Strachocin – Swojczyce – Wojnów                  | 12,49         | 7 839                 | 3 821             | Psie Pole           | - Strachocin - Swojczyce - Wojnów - Popiele                                            | - Strachate / Drachenwald - Schwoitsch / Güntherbrücke - Drachenbrunn - Popel                                       |
| Szczepin                                         | 4,40          | 19 133                | 13 079            | Stare Miasto        | dříve Mikulášské Předměstí (Nikolai-Vorstadt)                                          | Tschepine |
| Świniary                                         | 9,14          | 763                   | 257               | Psie Pole           |                                                                                        | |
| Tarnogaj                                         | 2,95          | 8 717                 | 5 603             | Krzyki              |                                                                                        | Dürrgoy |
| Widawa                                           | 4,10          | 1 690                 | 570               | Psie Pole           |                                                                                        | Weide |
| Wojszyce                                         | 3,27          | 7 010                 | 2 954             | Krzyki              |                                                                                        | Woischwitz / Hoinstein                                                                                              |
| Zacisze – Zalesie – Szczytniki                   | 3,67          | 3 680                 | 1 540             | Śródmieście         | - Szczytniki - Zacisze - Zalesie                                                       | - Scheitnig - Wilhelmsruh - Leerbeuthel                                                                             |
| Żerniki                                          | 3,91          | 3 959                 | 1 491             | Fabryczna           |                                                                                        | Neukirch |

## Pamětihodnosti

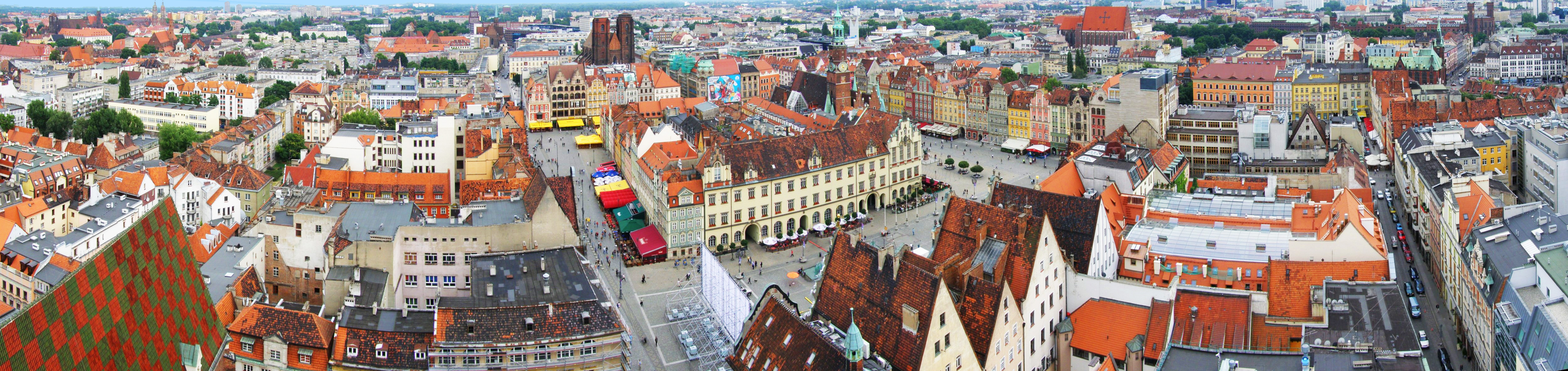
Pohled na Staré Město z kostela svaté Alžběty

I přes velké škody utrpěné za druhé světové války se ve Vratislavi dochovalo velké množství kulturních památek počínaje románskými a gotickými chrámy ze středověku až po významná díla moderní architektury 20. století. Úřední památkový katalog čítá více než pět set položek. Historické jádro Vratislavi tvořené Starým Městem, Novým Městem a oderskými ostrovy včetně Tumského ostrova (který již fakticky ostrovem není) bylo v roce 1994 prohlášeno za Památník historie (pomnik historii). Od roku 2005 je památníkem historie také areál výstaviště s Halou století, který se zároveň od roku 2006 nachází na seznamu světového dědictví UNESCO. V roce 2016 navštívilo město 5 milionů turistů, z toho 1,4 milionu zahraničních. Kulturní památky jsou hlavním hybatelem cestovního ruchu.

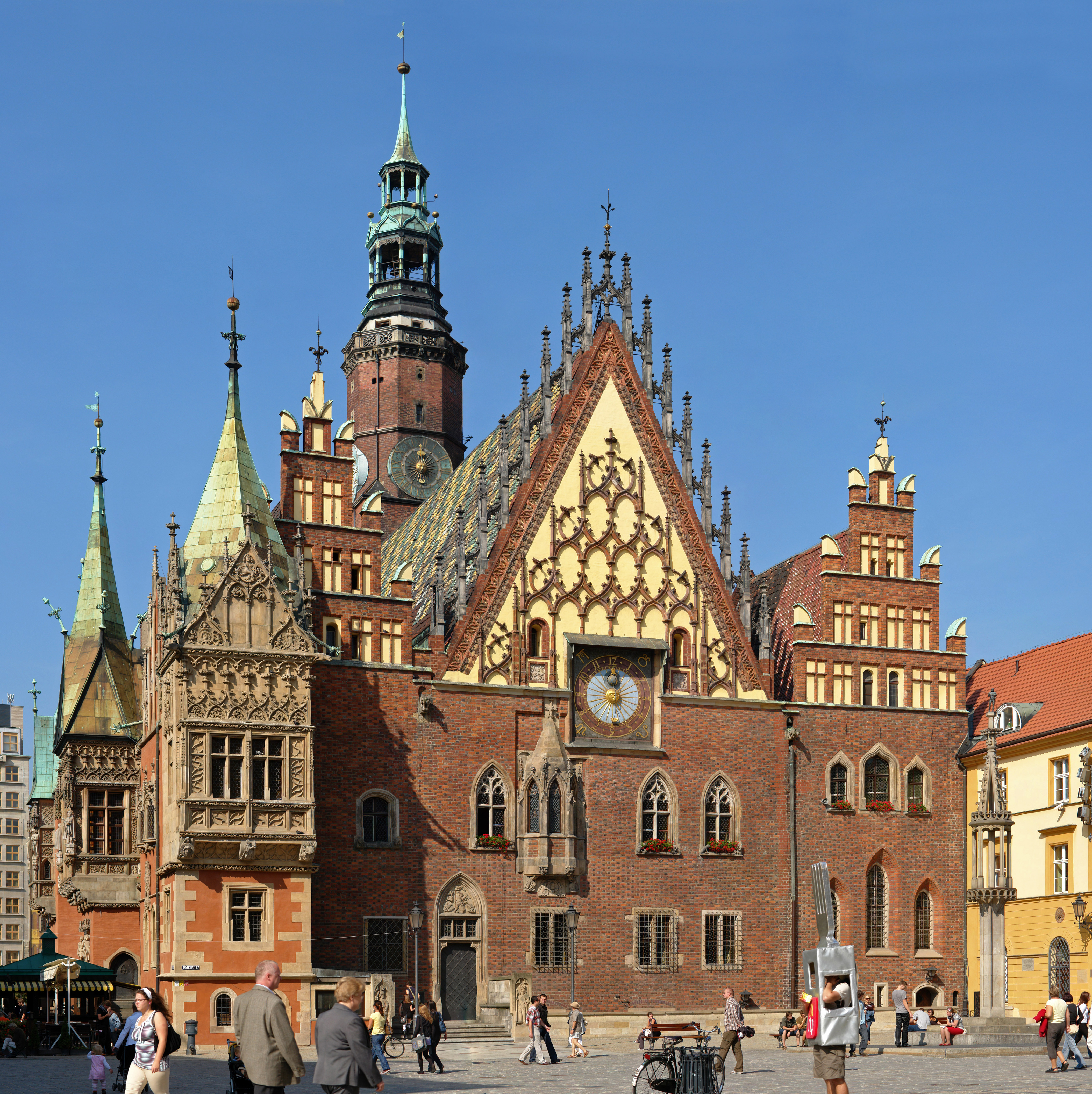
Stará radnice

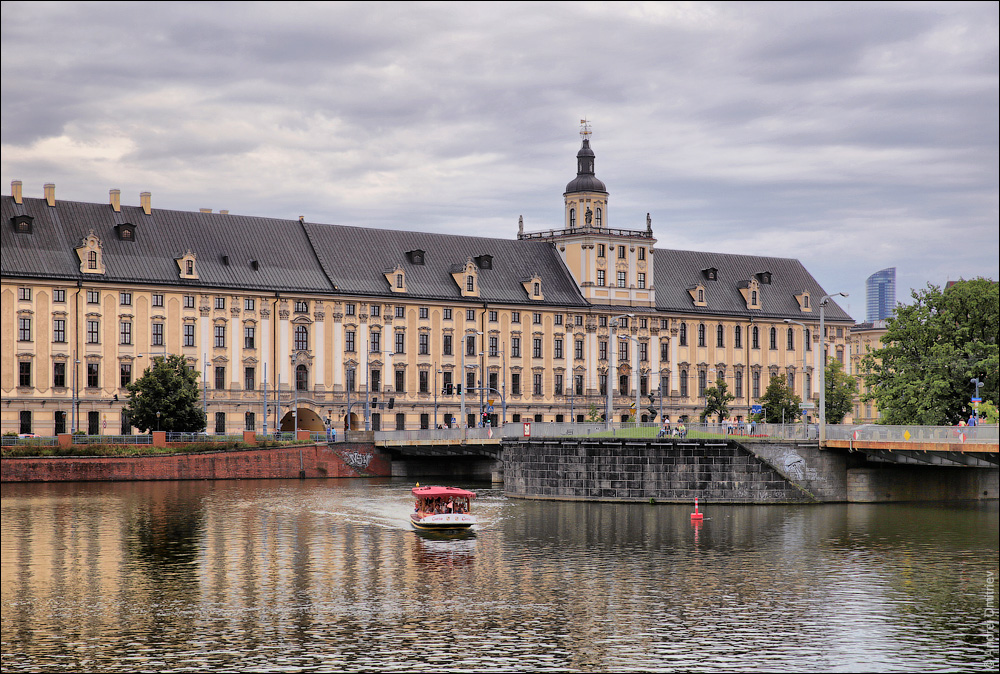
Univerzita

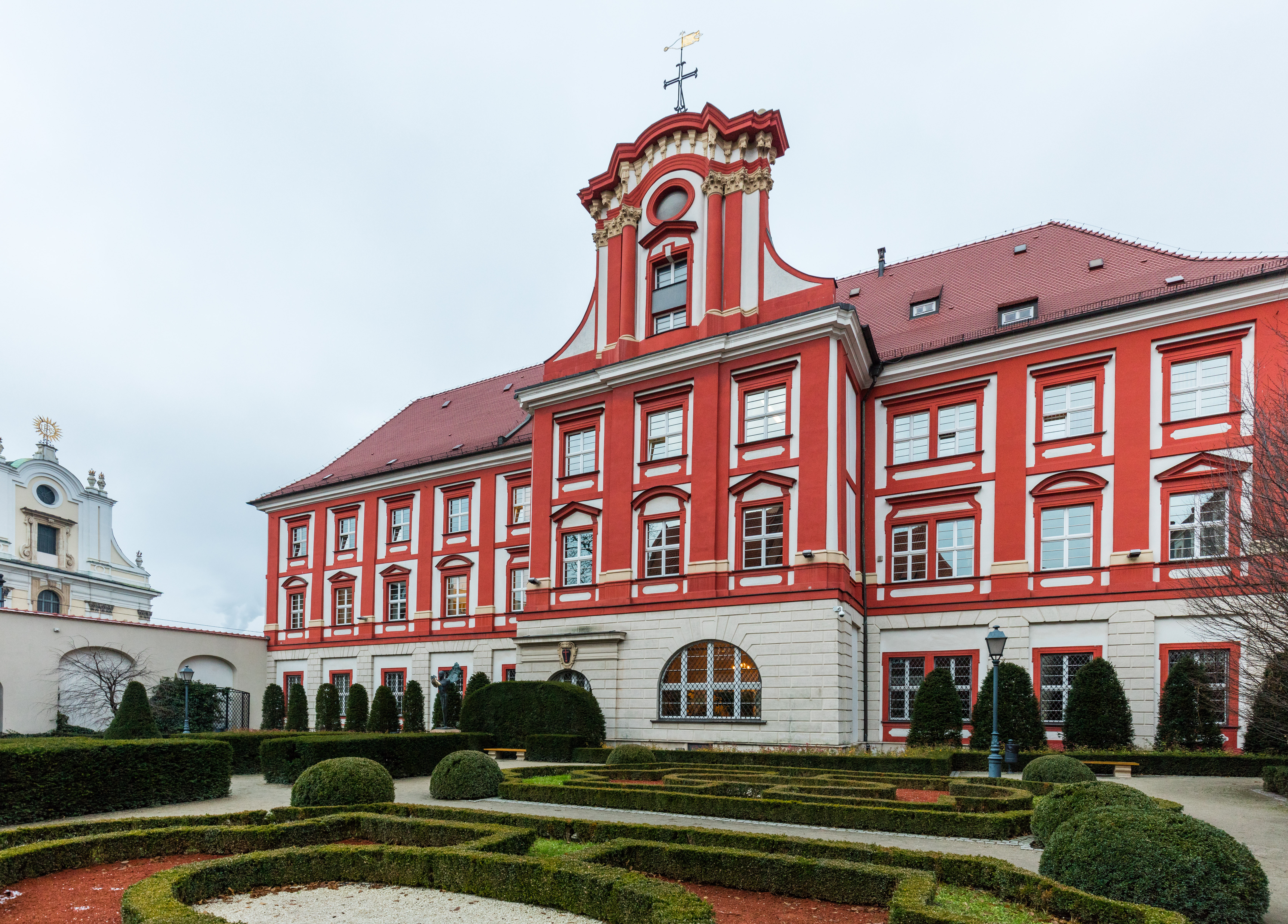
Ossolineum

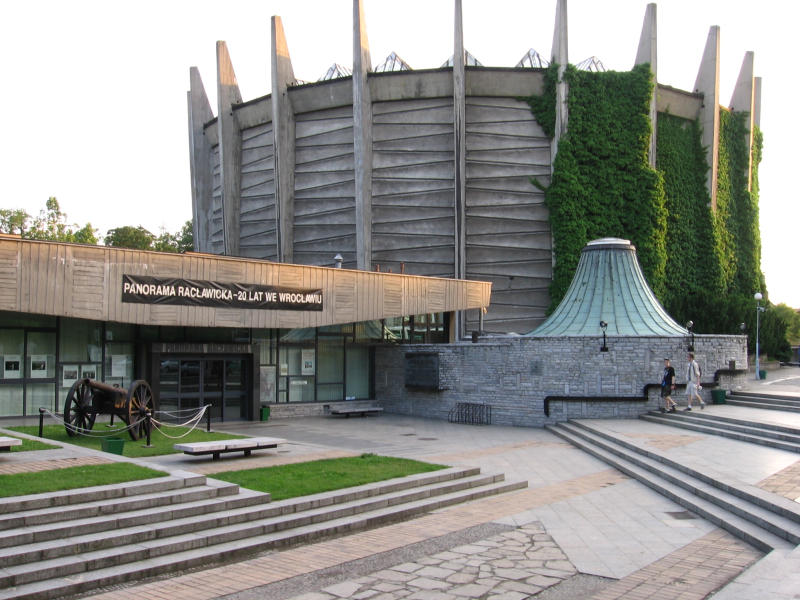
Rotunda Racławického panoramatu

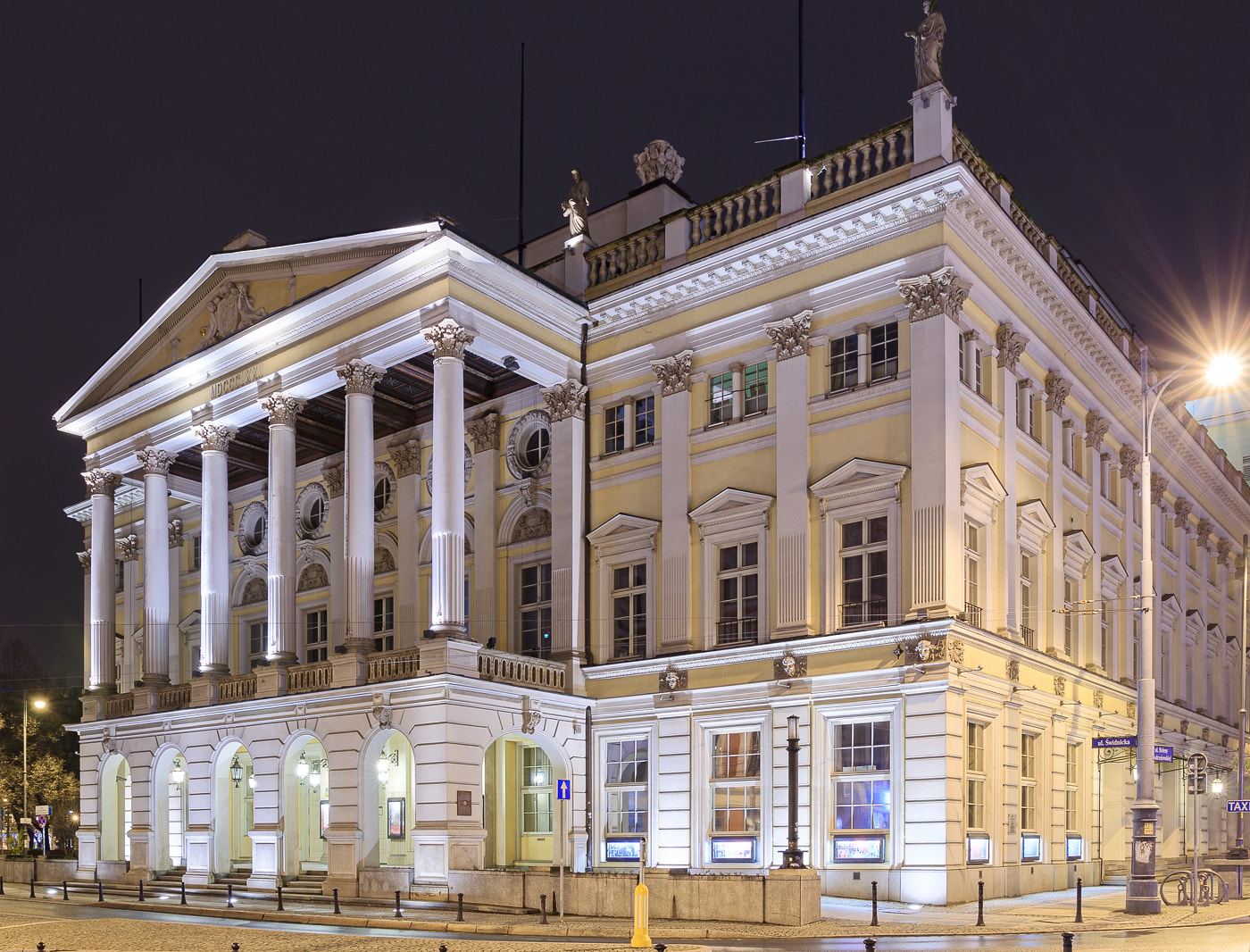
Opera

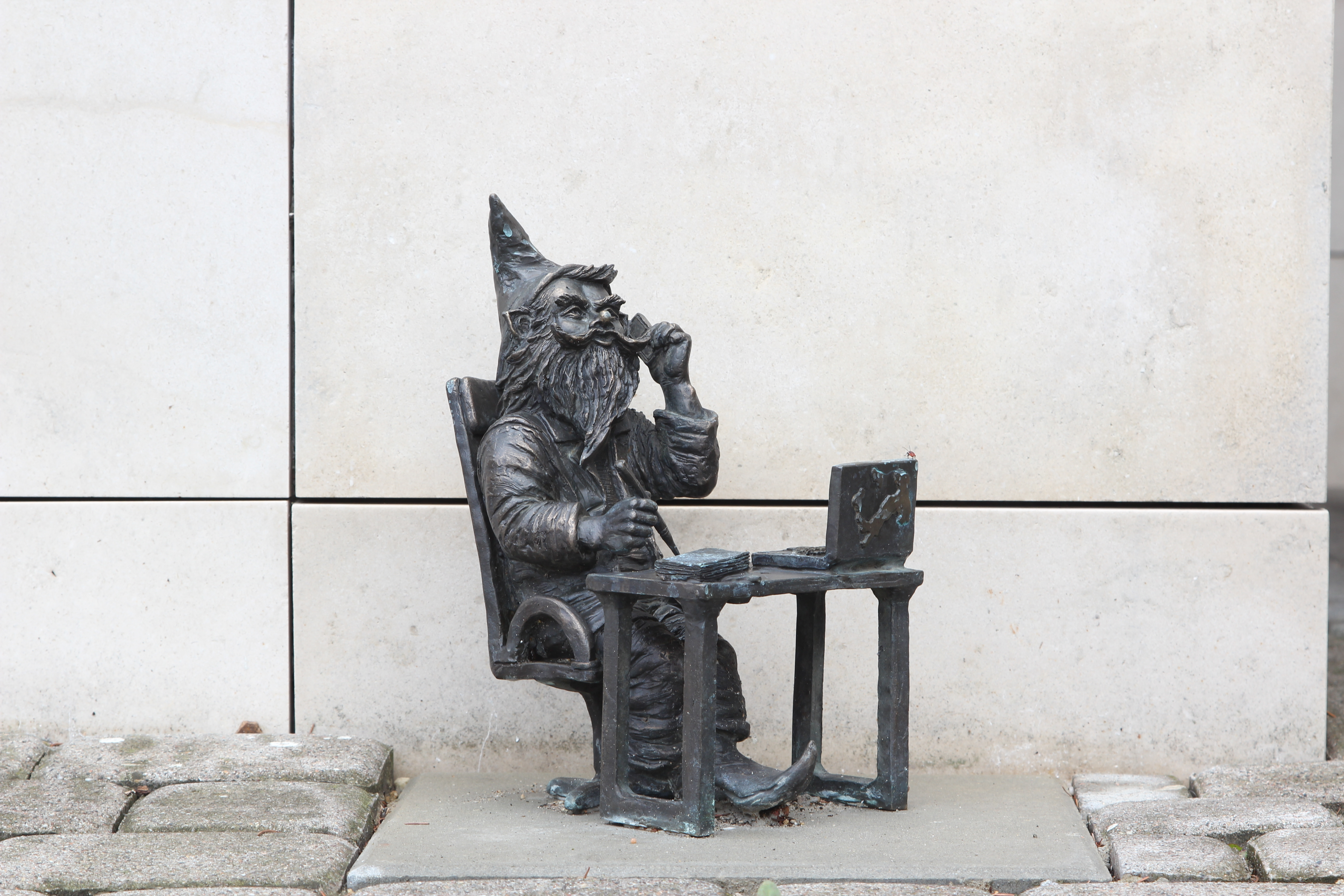
Jeden z vratislavských trpaslíků

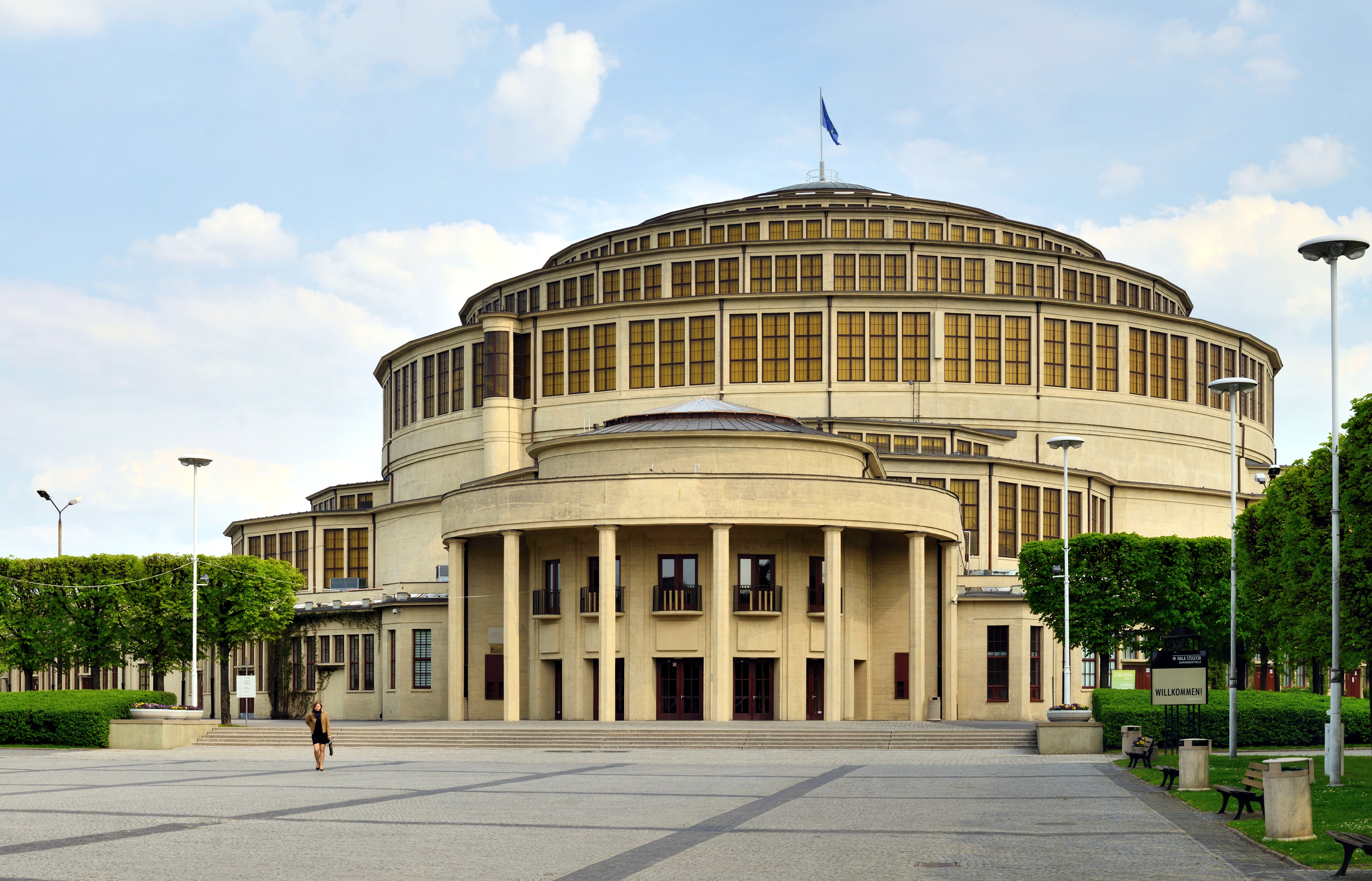
Hala století

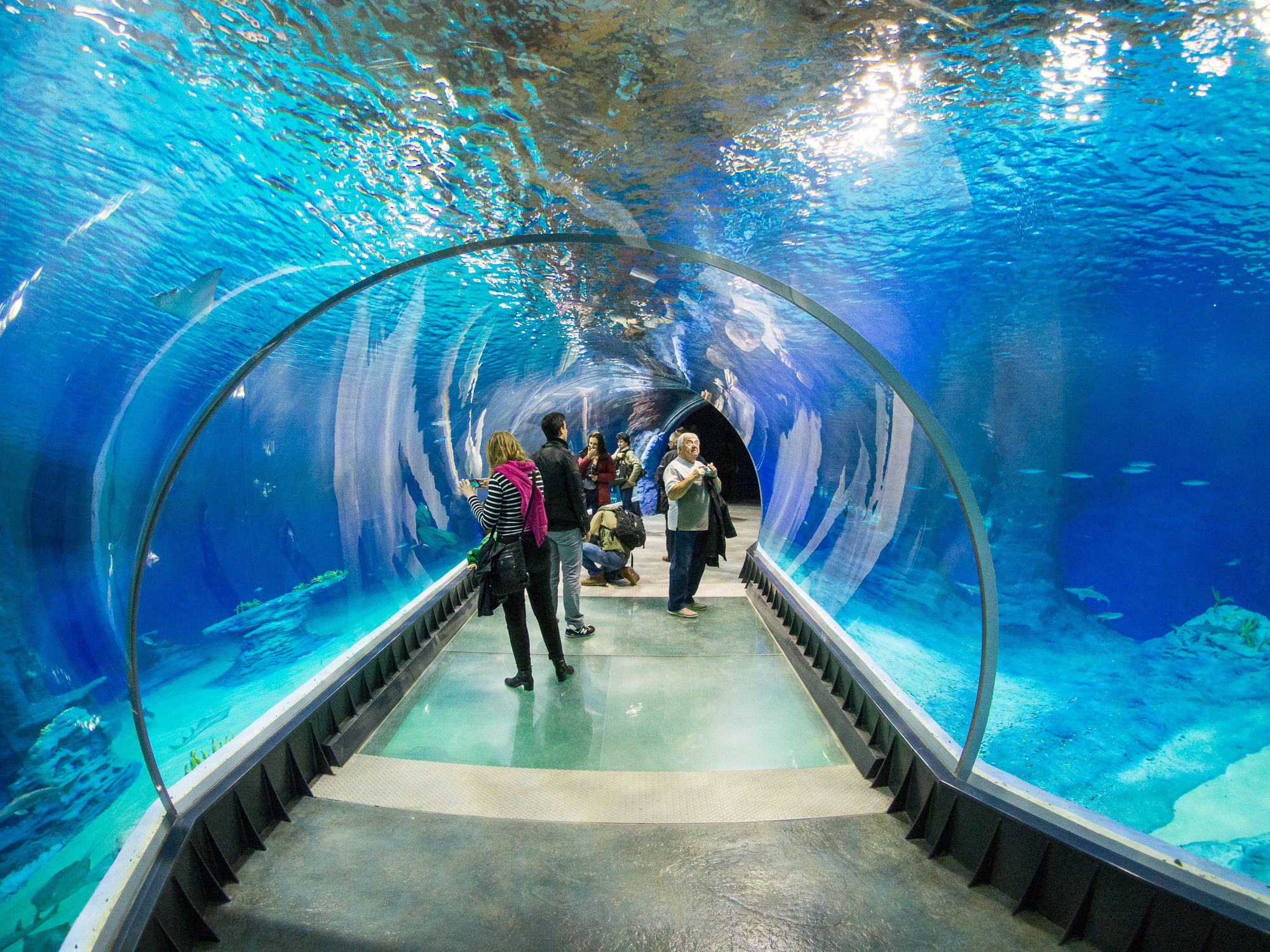
Interiér Afrikária v zoologické zahradě

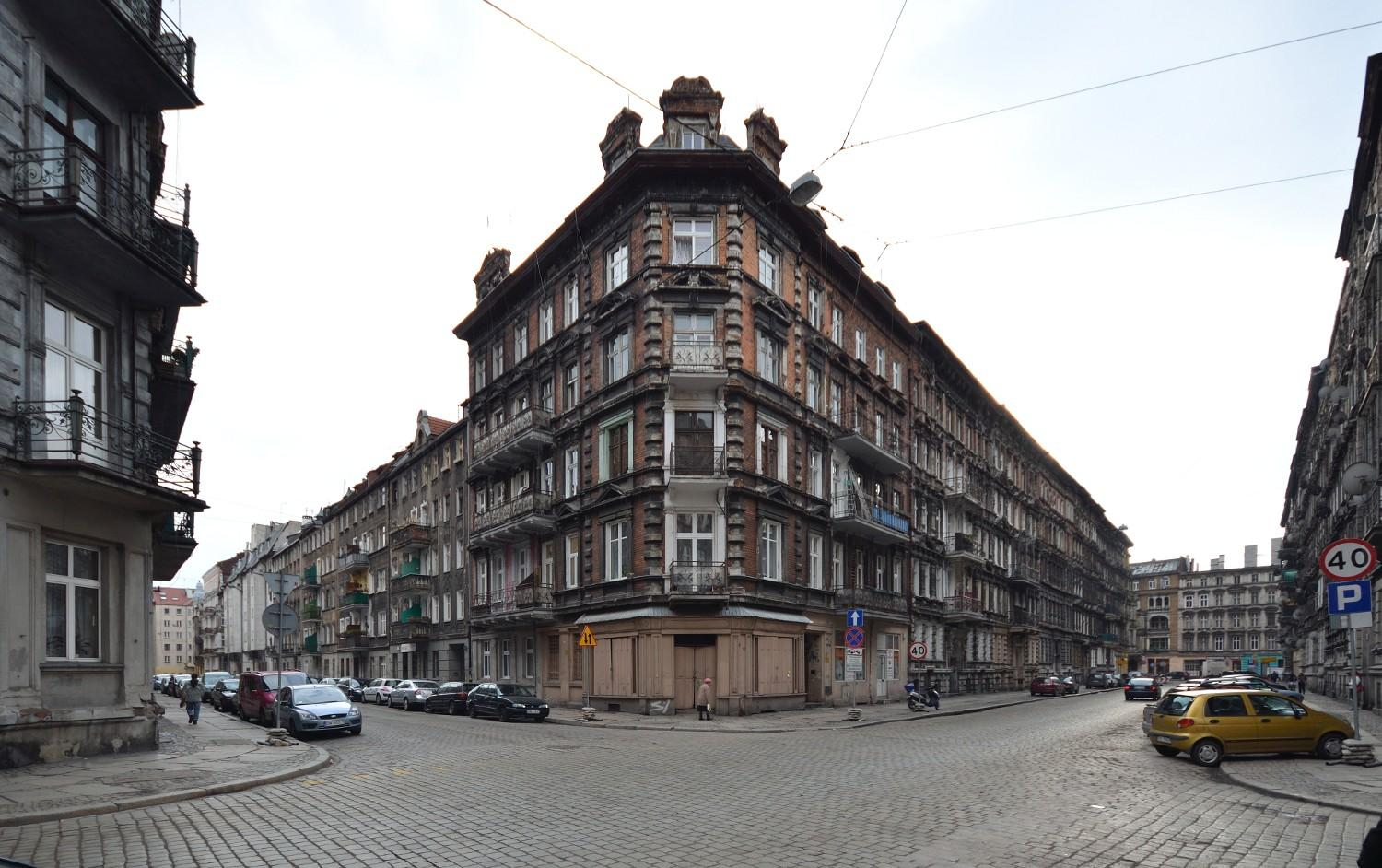
Činžovní domy v ulici Miernicza

- Rynek (Hlavní náměstí) – ústřední náměstí Starého Města o rozměrech 213  x 178 m²; při poválečné rekonstrukci byla velká část domů navracena do manýristické či barokní podoby, jakou měly v 18. století; asi nejcharakterističtějším je Dům u sedmi kurfiřtů (č. 8) se sgrafitovou dekorací z konce 17. století; nechybí ani secesní obchodní domy z počátku 20. století či funkcionalistická budova městské spořitelny z roku 1931;
  - Stará radnice – svou dnešní pozdně gotickou podobu s renesančními prvky získala při přestavbě na přelomu 15. a 16. století, od té doby prošla jen drobnými úpravami; je sídlem Muzea měšťanského umění (Muzeum Sztuki Mieszczańskiej); na jižní straně se nachází klenutý vchod do restaurace Piwnica Świdnicka (Svídnický sklep), která je jednou z nejstarších stále aktivních hospod v Evropě s tradicemi sahajícími do 14. století
  - Nová radnice – je součástí bloku budov uprostřed náměstí původně sloužících obchodu; byla postavena v novogotickém stylu v letech 1860–1864; je sídlem primátora a městského zastupitelstva;
  - Kostel svaté Alžběty – gotický farní kostel s věží o výšce 91,5 m, v letech 1525–1946 evangelický a nyní římskokatolický; za druhé světové války byl jen minimálně poškozen, ale velká část interiéru byla zničena při požáru v roce 1976; vyhořely mj. monumentální barokní varhany od Michaela Englera z poloviny 18. století, jejichž rekonstrukce byla dokončena roku 2021; od náměstí kostel oddělují Jeník a Markétka (Jaś i Małgosia) – dva oltářnické domečky datované do 15. století;
  - Stará jatka (Stare Jatki) – úzká ulička za kostelem svaté Alžběty s řadou historických domů, které v minulosti sloužily jako masné krámy; nachází se zde Pomník jatečným zvířatům (Pomnik Ku Czci Zwierząt Rzeźnych) tvořený bronzovými sochami husy s vejcem, kozy s lejnem, prasete a prasátka, kachny, kohouta, králíka a telete;
  - Plac Solny (Solní náměstí) – pomocné náměstí přiléhající k Rynku na jihozápadě mj. s klasicistní budovou Staré burzy z roku 1822.
- Tumský ostrov (Ostrów Tumski) – nejstarší část Vratislavi; původně (dokud nebylo na počátku 19. století zasypáno vedlejší rameno Odry) skutečný ostrov, na kterém v 10. století vzniklo slovanské hradiště; po založení nového města na levém břehu řeky byl v roce 1315 odprodán katolické církvi a až do roku 1808 ležel jako majetek vratislavských biskupů mimo správu města; nachází se zde arcibiskupský palác z 18. století, pět kostelů (katedrála, tři další gotické chrámy a románský kostel svatého Jiljí datovaný do roku 1240 a považovaný za vůbec nejstarší dochovanou stavbu ve městě), kněžský seminář a další objekty spojené s historickým a současným fungováním vratislavské arcidiecéze; 
  - Katedrála svatého Jana Křtitele – jedná se o čtvrtý v pořadí chrám existující na stejném místě od vzniku biskupství v roce 1000; byla postavena v gotickém stylu mezi lety 1244 až 1349, v následujících staletích procházela mnoha stavebními úpravami; na sklonku 19. století byla regotizována; obnova zničeného chrámu po druhé světové válce byla završena až v 90. letech 20. století;
  - Botanická zahrada – založená v roce 1811 na místě zasypaného ramena Odry;
- Ostrov Písek (Piasek) – rozkládá se mezi Tumským ostrovem a Starým Městem; z dříve hustě zastavěného ostrova se dochoval mj. gotický kostel Panny Marie na Písku (1369), barokní kostelík svaté Anny (1690) využívaný jako pravoslavný kostel Cyrila a Metoděje a bývalý augustiniánský klášter také v barokním slohu; mezi Pískem a sousedním Mlýnským ostrovem (Wyspa Młyńska) se nachází historický mlýn Maria;
- Staroměstské a novoměstské nábřeží Odry:
  - Hlavní sídlo Vratislavské univerzity – barokní budova s nábřežní fasádou o délce 171 m; výstavba probíhala mezi lety 1728 až 1739, přičemž původní plány nikdy nebyly dokončeny; nejcennějším prvkem interiéru je od 18. století nezměněná Aula Leopoldina (podle původního názvu univerzity); součástí stavebního komplexu je také univerzitní (původně jezuitský) kostel Jména Ježíš;
  - Ossolineum – původně klášter křižovníků s červenou hvězdou dokončený v roce 1715; po druhé světové válce se stal sídlem Národního ústavu Ossolinských, významné polské vědecké a kulturní instituce, která byla přesunuta ze Lvova;
  - Bývalý kostel a klášter premonstrátů – gotický kostel svatého Vincence slouží dnes řeckokatolické církvi jako sídelní kostel vratislavské eparchie, v barokním klášteře sídlí Filologická fakulta Vratislavské univerzity;
  - Mauzoleum slezských Piastovců v kostele svaté Kláry a Hedviky – odpočívají zde mj. Jindřich III. Bílý, Jindřich VI. Dobrý a Anna Lehnická;
  - Tržnice – postavená v novogotickém slohu v letech 1906–1908, spoluautorem návrhu byl Richard Plüddemann;
  - Hlavní budova Národního muzea (Muzeum Narodowe) –  novogotická budova z roku 1886, původně sídlo správy pruské provincie Slezsko;
  - Vojvodský úřad – sídlo správy Dolnoslezského vojvodství; monumentální administrativní budova ve stylu Třetí říše, jejíž výstavba začala v roce 1939 a byla provizorně ukončena v posledním roce války;
  - Vodní elektrárna Jih – technická památka z let 1921–1924; funkcionalistickou vnější podobu stavby navrhl Max Berg;
- Racławické panorama – panoramatický obraz o délce 115 m a výšce 15 m zobrazující bitvu u Racławic během Kościuszkova povstání namalovaný skupinou malířů pod vedením Jana Styky a Wojciecha Kossaka v letech 1893–1894; nacházel se původně ve Lvově, po druhé světové válce byl převezen do Vratislavi a od roku 1985 je vystavován ve speciálně pro tento účel postavené rotundě na Novém Městě;
- Čtvrť čtyř náboženství (Dzielnica Czterech Wyznań) – označení jihozápadní části Starého Města, kde se blízko sebe nacházejí: římskokatolický kostel svatého Antonína z Padovy (1685), evangelický kostel Boží Prozřetelnosti (1750), pravoslavný chrám Narození Přesvaté Bohorodičky (původně středověký, v rukou pravoslavné obce od roku 1963) a synagoga U Bílého čápa (1829);

evangelický kostel byl v minulosti dvorním kostelem pruských králů, přiléhá totiž k areálu Královského paláce, z nějž se dochovala ústřední budova tzv. Spätgenova paláce z počátku 18. století a dvě křídla po stranách severního nádvoří;
Čtvrť čtyř náboženství je středobodem nočního života ve Vratislavi, oblíbenou lokalitou s četnými kluby a kavárnami je například Niepoldova pasáž mezi ulicemi Ruska a Świętego Antoniego (1904);
k čtvrti patří ulice Krupnicza s velkoměstskou zástavbou z 19. století včetně Justičního paláce (1845–1852) a Nové burzy (1867) a také postmoderní novostavbou Národního fóra hudby (2015);
- Ulice Świdnicka (Svídnická ulice) – hlavní třída historického centra, která vychází z Rynku směrem na jih a v její ose se nacházejí Plac Teatralny (Divadelní náměstí) a Plac Kościuszki (Kościuszkovo náměstí); ulici a přilehlá náměstí lemují kromě jiného: původně augustiniánský gotický kostel svatého Stanislava, Doroty a Václava (1351–1401), původně johanitský gotický kostel Božího Těla (15. století), klasicistní budova městského divadla od Carla Ferdinanda Langhanse (1841, dnes je sídlem Vratislavské opery), novobarokní hotel Monopol (1892), funkcionalistický obchodní dům Renoma (dříve Wertheim, 1930), Kościuszkova čtvrť (Kościuszkowska Dzielnica Mieszkaniowa) v duchu socialistického realismu z 50. let 20. století a postmoderní obchodní dům Solpol I (1993);

na frekventované křižovatce ulic Świdnicka a Kazimierza Wielkiego byl v roce 2001 umístěn první ze série vratislavských trpaslíků; do roku 2020 se ve městě objevilo nejméně 360 sošek malých postaviček odkazujících na tradice Oranžové alternativy;
- Staroměstská promenáda (Promenada Staromiejska) – sadový okruh vysázený v první polovině 19. století na místě zbořeného opevnění podél zachovalého městského příkopu; zdobí ji řada pomníků, pamětních desek a prvků drobné architektury včetně klasicistní kolonády na tzv. Partyzánském kopci (Wzgórze Partyzantów), který je pozůstatkem jednoho z někdejších bastionů;
- Hala století – multifunkční železobetonová hala postavená v roce 1913 podle návrhu Maxe Berga jako centrální stavba areálu Výstavy století uspořádané k příležitosti stého výročí prohlášení Fridricha Viléma III. An Mein Volk (Mému lidu); od roku 2006 památka světového dědictví UNESCO; součástí areálu jsou také: Pavilon čtyř kupolí a pergola od Hanse Poelziga, 90metrový monument Špička (Iglica) osazený k příležitosti Výstavy znovuzískaných území v roce 1948 a multimediální fontána, která funguje od roku 2009;

Hala se nachází na okraji Szczytnického parku, nejstaršího (byl založen v roce 1783) a zároveň největšího vratislavského parku; od doby Výstavy století je jeho součástí populární Japonská zahrada (Ogród Japoński);
naproti Hale se nachází hlavní vstup do vratislavské zoologické zahrady; je to nejstarší (bylo založeno v roce 1865), co do počtu druhů (1 132) největší a nejnavštěvovanější (1,95 mil. návštěvníků ročně) zoo v Polsku, zároveň co do počtu druhů třetí největší na světě a mezi nejnavštěvovanějšími v Evropě; dlouhodobou popularitu zahrady ještě zvýšilo otevření v roce 2014 Afrikária – oceánaria věnovaného africké fauně a flóře;
s výstavištěm sousedí WUWa – vzorové sídliště Výstavy místa pro bydlení a práci (Wohnungs- und Werkraumausstellung) uspořádané Werkbundem v roce  1929;
o kousek dál leží čtvrti Sępolno a Biskupin, meziválečná sídliště inspirovaná myšlenkami zahradního města; v Sępolnu se nachází funkcionalistický kostel Gustava Adolfa z roku 1933;
- Hlavní pošta – expresionistická kancelářská budova postavená v letech 1926–1929; kvůli nárožní části s 11 patry a výškou 40 m je nazývaná „prvním vratislavským mrakodrapem“; část prostor je vymezena pro Muzeum pošty a telekomunikace;
- Hydropolis – science centrum věnované vodě a umístěné do prostor historické novogotické podzemní nádrže na čistou vodu v areálu vodáren z konce 19. století na Olavském Předměstí (ulice Na Grobli); součástí toho areálu je i mohutný vodojem s výškou 40 m dokončený v roce 1871;

další významnou technickou památkou je vodárenská věž ve čtvrti Borek – eklektická stavba s prvky secese postavená v letech 1904–1905;
- Ulice Miernicza – válkou zcela nepoškozená ulice na Olavském Předměstí, jejíž zástavbu tvoří souvislý komplex novorenesančních činžovních domů z 80. let 19. století; leží v centru oblasti, která byla dlouho považována za sociálně vyloučenou lokalitu a přezdívána „Bermudský trojúhelník“,[105] až do druhé dekády 21. století nebyly budovy vůbec rekonstruovány; pro svůj historický vzhled je velmi často vyhledávaná filmaři, natáčel se zde mj. Spielbergův Most špionů; obdobný typ architektury převládá také ve čtvrtích Nadodrze a Ołbin severně od historického centra;
- Hlavní nádraží (Wrocław Główny) bylo postaveno v letech 1855–1857 a zachovalo si novogotickou architektonickou formu z té doby (na přelomu 19. a 20. století bylo rozšířeno se zachováním stávajících objektů); další historická nádraží jsou Wrocław Nadodrze (1868) a Wrocław Świebodzki (Freiburské nádraží, 1874) adaptovaný po zrušení provozu v roce 1991 na kulturní účely;
- Starý židovský hřbitov – fungoval v letech 1856–1942, je na něm zhruba 12 tisíc hrobů; místo posledního odpočinku mj. Ferdinanda Lassalla a Ferdinanda Cohna;

## Ekonomika

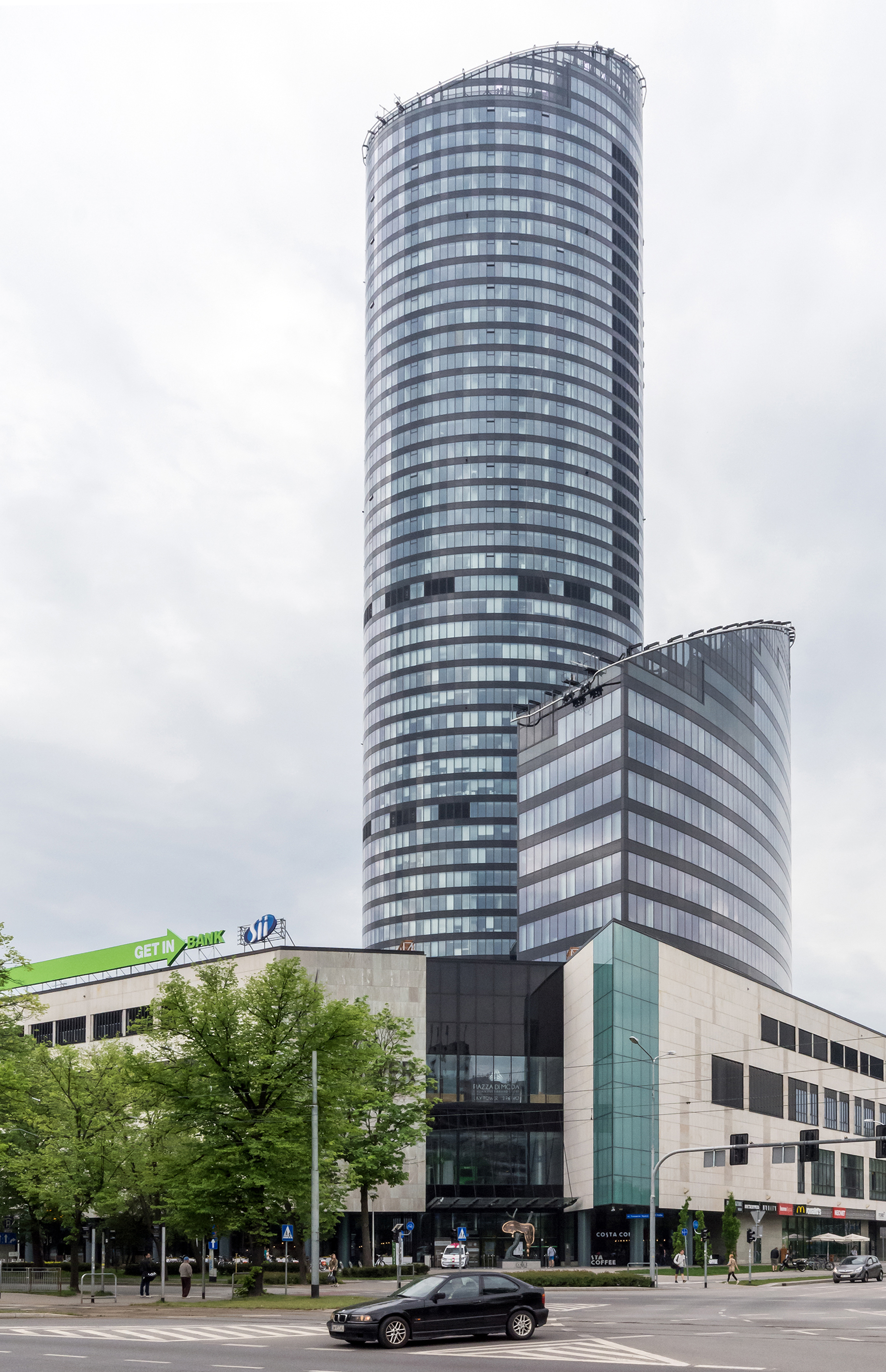
Sky Tower

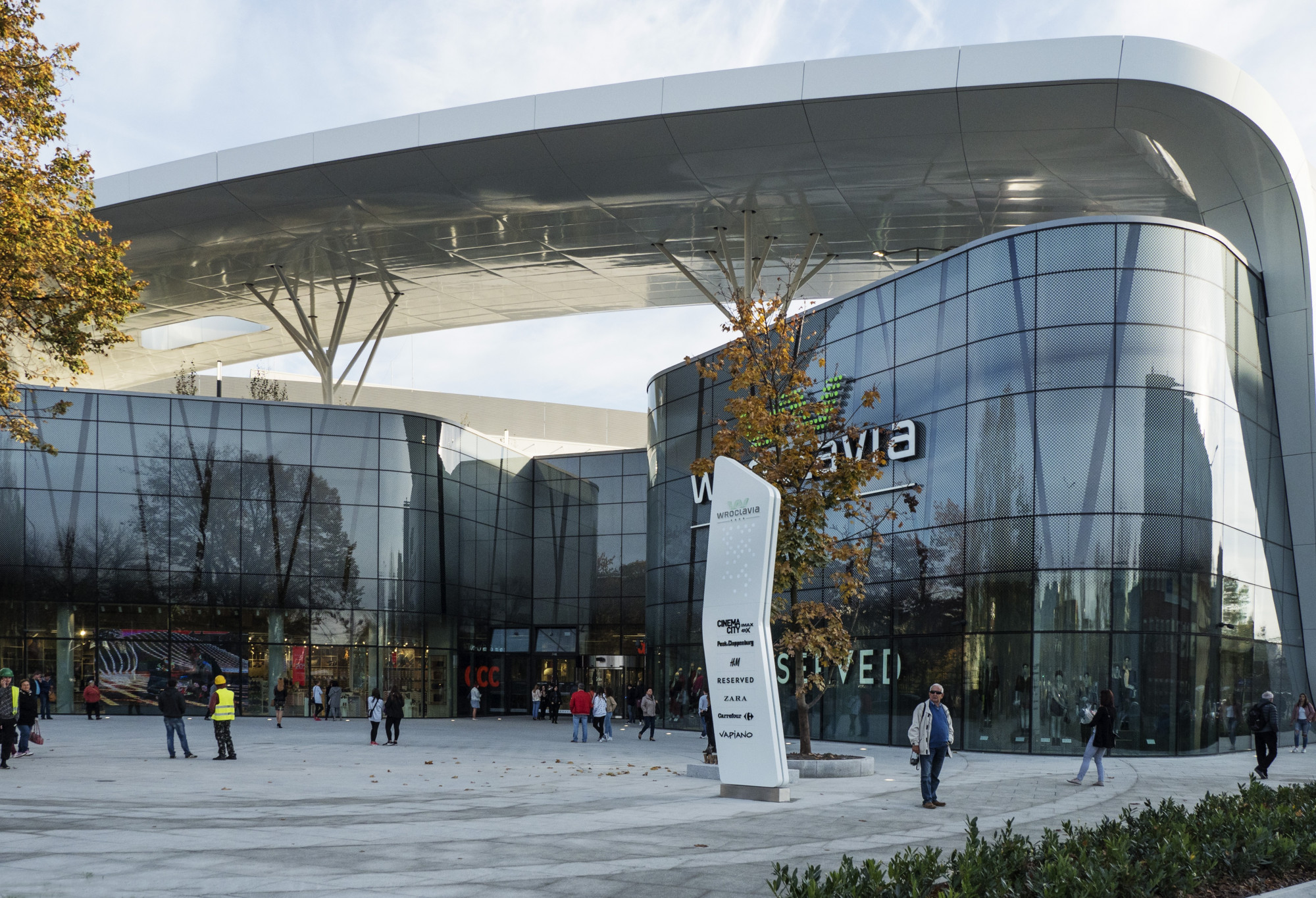
Obchodní centrum Wroclavia

Vratislav byla v roce 2018 podle žebříčku příjmu samospráv po Varšavě druhé nejbohatší velkoměsto v Polsku. Je sídlem největšího počtu leasingových a inkasních společností v zemi, včetně největšího Evropského leasingového fondu (Europejski Fundusz Leasingowy) a mnoha bank. Díky blízkosti hranic s Německem a Českem jsou Vratislav a celé Dolní Slezsko důležitým importním a exportním partnerem těchto zemí.
Vratislavský průmysl vyrábí autobusy, železniční vozidla, domácí spotřebiče, chemikálie a elektroniku. Ve městě sídlí továrny a vývojová centra mnoha zahraničních i tuzemských korporací jako jsou WAGO Kontakttechnik, Siemens AG, Bosch, Whirlpool, Nokia Networks, Volvo, Hewlett-Packard, IBM, Google, Opera Software, Bombardier Transportation (dříve Pafawag, od roku 2022 Alstom), WABCO a další. Vratislav je také sídlem velkých polských společností včetně Getin Holding, AmRest, Polmos a MCI Management. Kromě toho má zde hlavní sídlo polská pobočka Kauflandu.
Od počátku 21. století se ve městě rozvíjí high-tech sektor. Ve Vratislavském technologickém parku (Wrocławski Park Technologiczny) ve čtvrti Muchobór Mały sídlí mnoho high-tech společností jako jsou Baluff, CIT Engineering, Caisson Elektronik, ContiTech, Ericsson, Innovative Software Technologies, IBM, IT-MED, IT sektor, LiveChat Software, Mitsubishi Electric, Maas, PGS Software, Agentura pro transfer technologií Techtra a Vratis.
Na katastru předměstské obce Biskupice Podgórne se rozkládá speciální ekonomická zóna s továrnami LG Group (LG Display, LG Electronics, LG Chem, LG Innotek), Dong Seo Display, Dong Yang Electronics, Toshiba a dalšími zejména z odvětví elektroniky a domácích spotřebičů. V obci Nowa Wieś Wrocławska se nachází distribuční centrum Nestlé Purina a několik dalších továren.
Město je sídlem Vratislavského výzkumného centra (Wrocław Research Center) Evropského inovačního a technologického institutu (EIT+), které mimo jiné zahrnuje geologické výzkumné laboratoře a Dolnoslezský klastr nanotechnologií (Lower Silesian Nanotechnology Cluster). Ve Vratislavi sídlí logistická centra DHL, FedEx a UPS. Dále jde o významné středisko farmaceutického průmyslu (U.S. Pharmacia, Hasco-Lek, Galena, Avec Pharma, 3M, Labor, S-Lab, Herbapol a Cezal).
U dálniční křižovatky na pomezí Vratislavi a předměstské obce Bielany Wrocławskie se nachází největší polské nákupní centrum Aleja Bielany. Ve městě existuje celkem několik desítek moderních obchodních center, jen v oblasti historického centra jsou to: Galeria Dominikańska, Renoma, Wroclavia, Arkady Wrocławskie a Pasaż Grunwaldzki. Podle průzkumu Colliers International z roku 2019 je Vratislav městem s největší zahuštěností obchodními centry v Polsku: na 1 000 obyvatel připadá 891 m² obchodní plochy. Jiný průzkum Cushman&Wakefield uvádí 1 086 m² na 1 000 obyvatel a umisťuje Vratislav na druhou příčku za Poznaní.

## Trh práce ve Vratislavi
Vratislav je jedním z největších měst v Polsku a jedním z největších hospodářských center. Město se dynamicky rozvíjí a díky své poloze a dobré infrastruktuře láká mnoho investorů a podnikatelů. Vratislav je také významným akademickým městem, což se promítá do rozvoje průmyslu souvisejícího s vědou a vzděláváním.
Nejdůležitější oblasti ekonomiky ve Vratislavi jsou:
- sektor služeb: Vratislav je důležitým servisním střediskem, kde sídlí mnoho společností v tomto odvětví, včetně obchodních a outsourcingových center, poradenských a konzultačních kanceláří, jakož i společností nabízejících IT, finanční a logistické služby.

- IT průmysl: Vratislav je jedním z nejvýznamnějších IT center v Polsku, kde podniká mnoho subjektů v této oblasti, včetně globálních korporací, start-upů a společností vyrábějících software.

- průmysl: Vratislav je významným průmyslovým centrem s mnoha společnostmi z automobilového, elektronického a chemického průmyslu.

Vratislav je také městem, kde se rozvíjejí podniky spojené s cestovním ruchem a kulturou. Město přitahuje turisty z celého světa, což se promítá do rozvoje hotelnictví a pohostinství, stejně jako pořádání mnoha kulturních a uměleckých akcí.
Ekonomická situace ve Vratislavi je dobrá a město se dynamicky rozvíjí. Vratislav je významným inovačním centrem, které se promítá do vývoje nových technologií a zakládání nových společností. Město má také dobrou podnikatelskou infrastrukturu a atraktivní podmínky pro investory, což přitahuje další podnikatele.
Podle údajů z dubna 2022 (GUS) byla míra nezaměstnanosti pouze 1,7 %. Ze všech krajů nacházejících se v Dolnoslezském vojvodství je tento kraj rozhodně nejlepší. V rozvíjející se vratislavské čtvrti byla ještě nižší – 1,6 %. Pro srovnání, současně je ukazatel pro zemi 5,2% a pro Dolnoslezské vojvodství - 4,7%. Největší skupinu osob evidovaných v PUP tvoří lidé v předdůchodovém věku a lidé dlouhodobě nezaměstnaní.

## Doprava

### Železniční

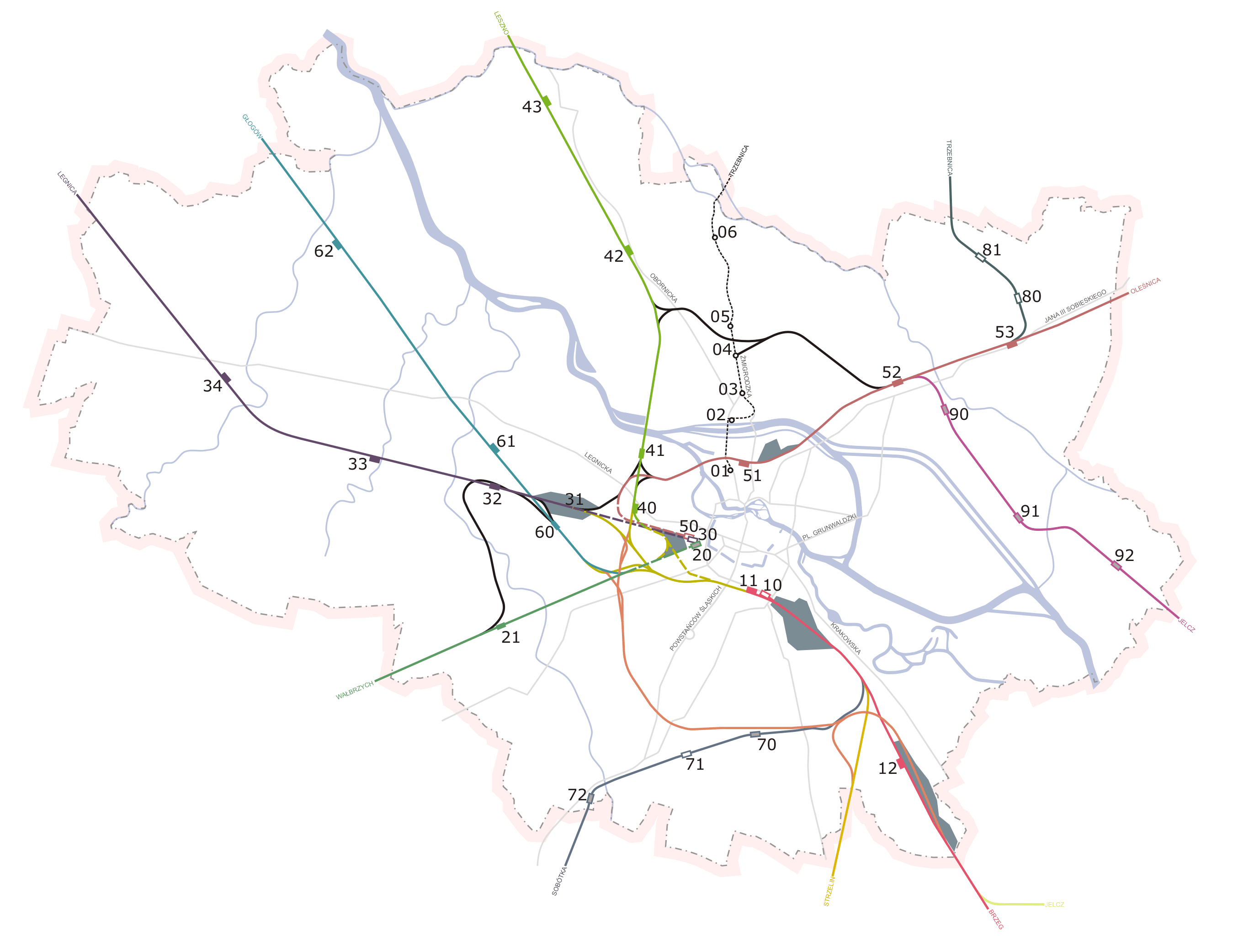
Podrobná mapa vratislavského železničního uzlu.
Vysvětlivky se zobrazí v popisu po kliknutí na stránku grafiky.

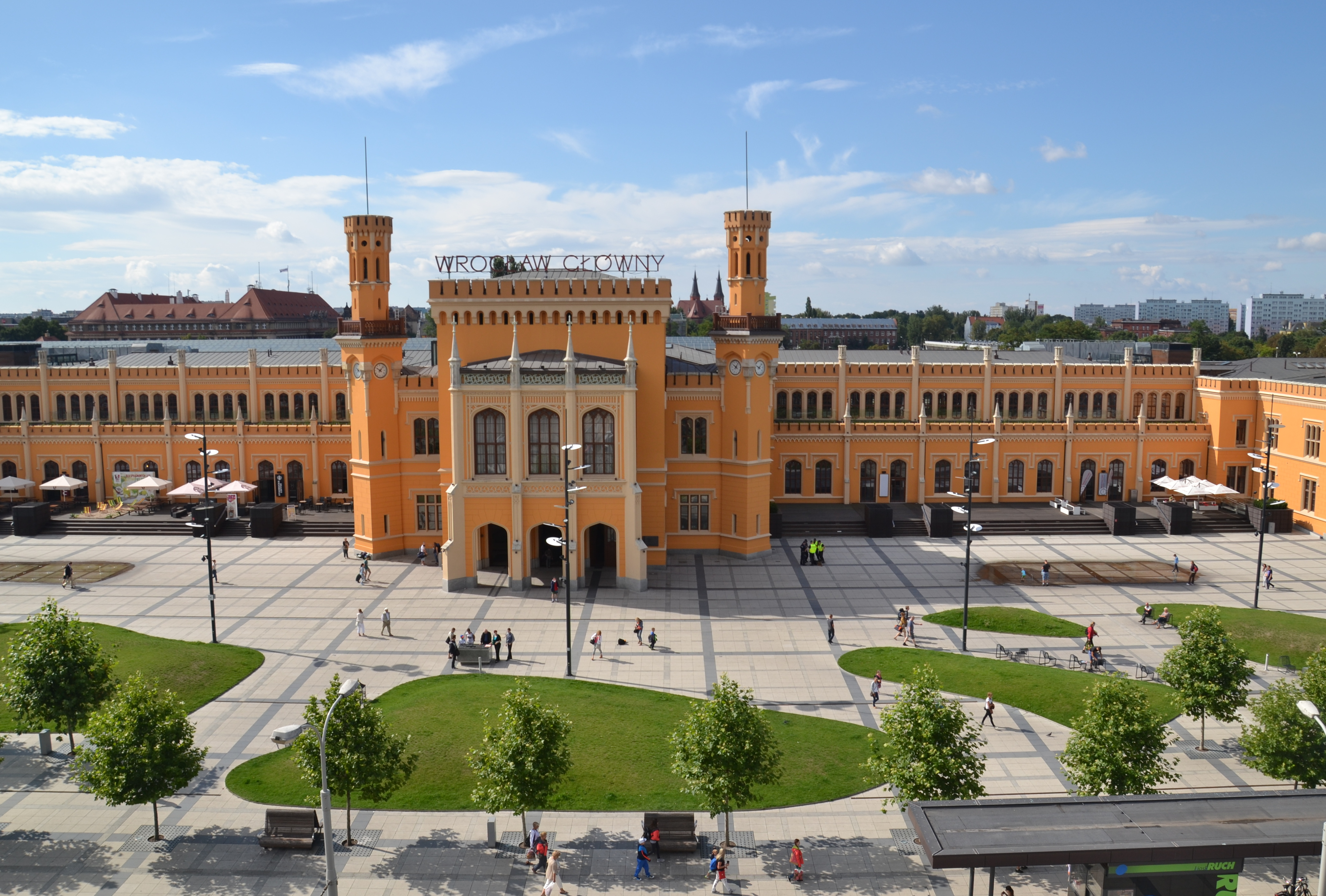
Hlavní nádraží

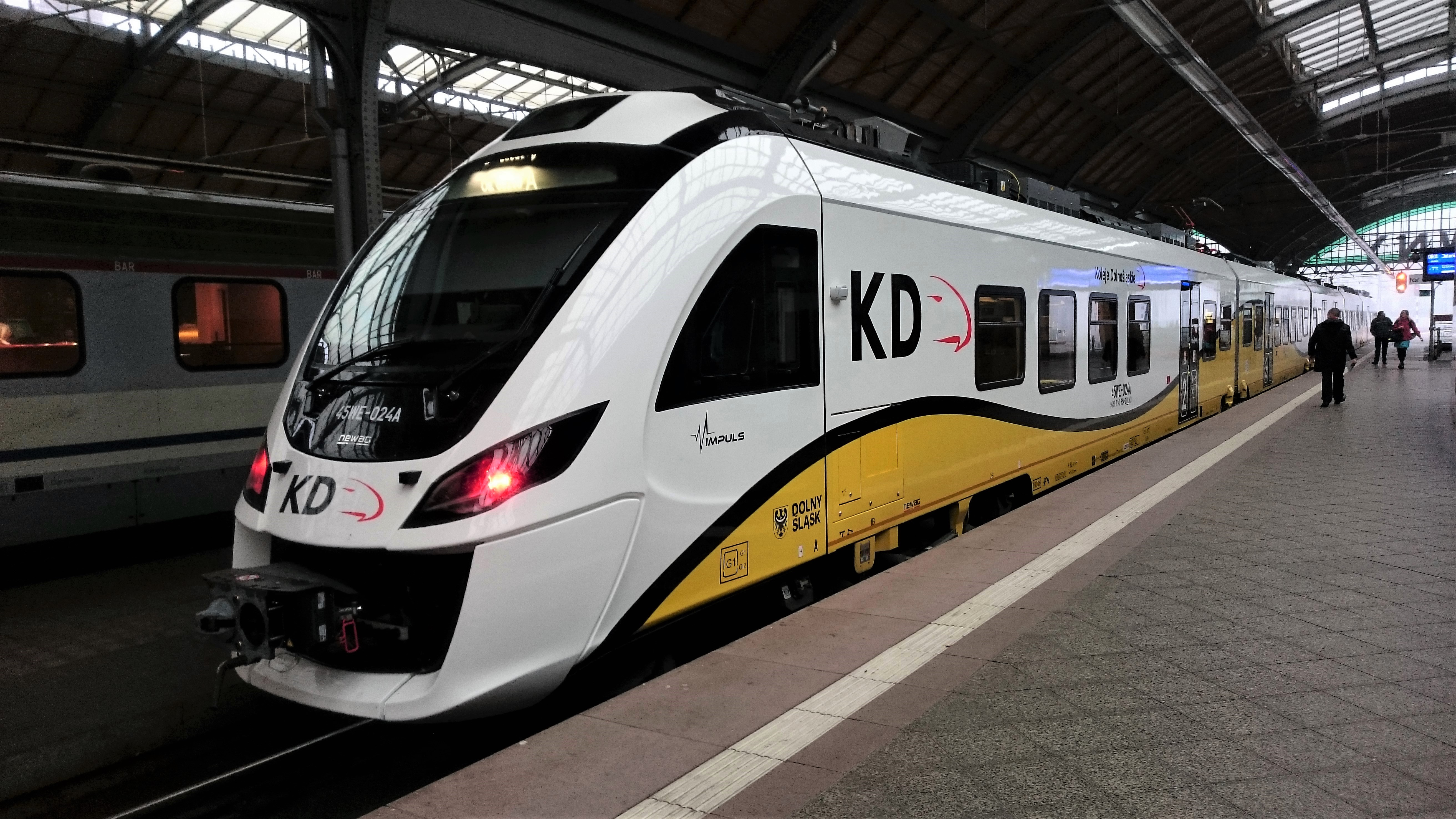
Vlak společnosti Koleje Dolnośląskie na hlavním nádraží

Vratislavské hlavní nádraží Wrocław Główny obsloužilo v roce 2018 21,2 milionů cestujících a bylo tak nejfrekventovanějším nádražím v celém Polsku. Prochází tudy III. panevropský železniční koridor Drážďany – Moskva. Vratislav má přímé železniční spojení s většinou měst v Polsku, a také s Berlínem, Vídní, Drážďany či českým příhraničím (2021). Regionální dopravu zajišťují dopravci Koleje Dolnośląskie (Dolnoslezské dráhy) a Polregio, dálkovou pak PKP Intercity. 
Celkově územím města prochází 13 očíslovaných železničních tratí, což jsou:
- 132 – směrem na Olavu a Opolí: historická Hornoslezská dráha (Oberschlesische Eisenbahn), první úsek Vratislav – Olava byl zprovozněn 22. května 1842, čímž se jedná o vůbec nejstarší železnici na území dnešního Polska
- 143 – směrem na Olešnici: historická Dráha pravého břehu Odry (Rechtsoderufer-Eisenbahn) zprovozněná v roce 1868, je součástí nejkratšího spojení s Varšavou
- 271 – směrem na Żmigród a Poznaň: historická Poznaňská dráha (Posener Eisenbahn) zprovozněná v roce 1856
- 273 – směrem na Volov a Zelenou Horu: historická Štětinská dráha (Stettiner Eisenbahn) zprovozněná v roce 1874
- 274 – směrem na Jaworzynu Śląskou a Valbřich: historická Świebodzická dráha (Freiburger Eisenbahn) zprovozněná v roce 1843
- 275 – směrem na Slezskou Středu a Lehnici: historická Dolnoslezsko-markická dráha (Niederschlesisch-Märkische Eisenbahn) zprovozněná v roce 1844, je součástí nejkratšího spojení s Berlínem
- 276 – směrem na Střelín a Kladsko: zprovozněná v roce 1871
- 277 – odbočuje z trati 132 směrem na Jelcz-Laskowice: zprovozněná v roce 1909
- 285 – směrem na Kobierzyce a Svídnici: zprovozněná v roce 1884, osobní provoz byl ukončen v roce 2000 a obnoven v roce 2021
- 292 – odbočuje z trati 143 směrem na Jelcz-Laskowice: zprovozněná v roce 1922; osobní provoz byl ukončen v roce 2000 a nyní je postupně obnovován[pozn. 6]
- 326 – odbočuje z trati 143 směrem na Třebnici: zprovozněná v roce 1886, osobní provoz byl ukončen v roce 1991 a obnoven v roce 2009
- 349 – vnitroměstský nákladní obchvat: zprovozněný v roce 1896
- 750 – nákladní spojka mezi stanicí Wrocław Brochów a odbočkou Stadion

Kromě hlavního nádraží existuje ve Vratislavi dalších 28 stanic a zastávek, z toho v provozu pro osobní dopravu jsou v současnosti 22, což je kromě Varšavy nejvíce v Polsku. Největší význam mají stanice Wrocław Nadodrze (trať 143) a Wrocław Mikołajów (na křižovatce tratí 143 a 271), ve kterých zastavují i rychlíky. Wrocław Brochów je po Tarnovských Horách druhým největším seřaďovacím nádražím v Polsku, další významnou stanici v nákladní dopravě představuje Wrocław Gądów.
Pro hustou síť železničních stanic a zastávek jsou regionální vlaky hojně využívány i jako prostředek městské hromadné dopravy, nicméně plány na vytvoření klasického S-Bahnu (Wrocławska Kolej Aglomeracyjna neboli Vratislavská aglomerační železnice) nebyly dosud uskutečněny. V roce 2021 byla po osmi letech ukončena tarifní integrace příměstských vlaků společnosti Polregio a Koleje Dolnośląskie s tramvajemi a autobusy MHD. Před rokem 1945 existovaly ve městě dvě linky S-Bahn: S1 spojovala tzv. Freiburské (Świebodzické) nádraží s Deutsch Lissa (Leśnica), S2 hlavní nádraží s obcí Kattern (Święta Katarzyna).

### Silniční

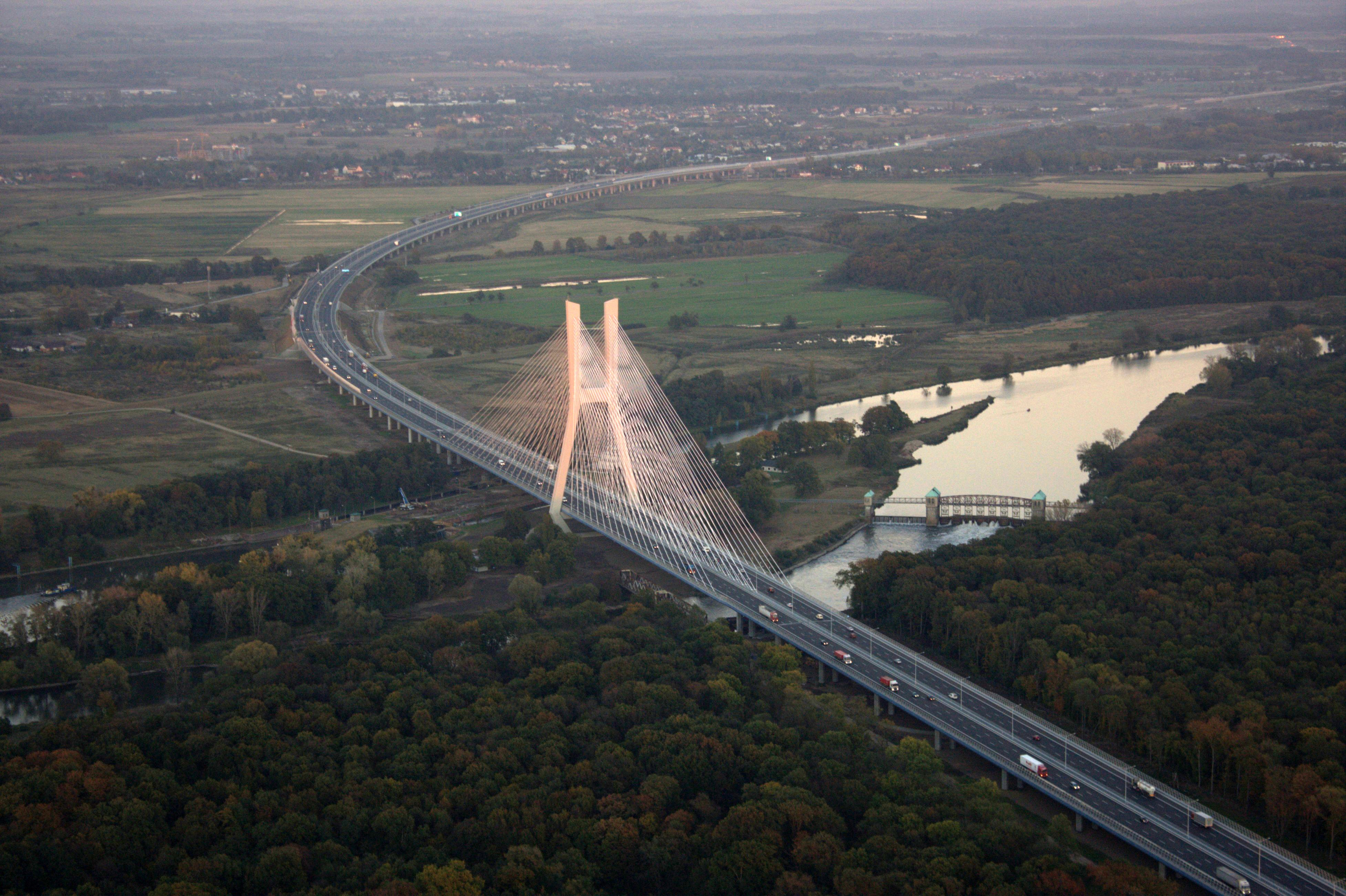
Dálnice A8 – most přes Odru

Vratislav je napojena na dálnici A4, která je součástí evropské silnice E40 a tvoří silniční páteř jižního Polska. Vede od ukrajinské k německé hranici mj. přes Krakov a Katovice, jejím prodloužením na západě je německá dálnice A4. Úsek Vratislav – Krzywa (Kreibau) u Lehnice byl dokončen již v roce 1937 jako součást Říšské dálnice č. 9, která měla spojit hlavní město Slezska s Berlínem. Jedná se o nejstarší dálnici na území dnešního Polska. Také jižní dvojpruh dálnice východně od Vratislavi byl dostavěn ještě před druhou světovou válkou. 
V roce 2010 byl dokončen západní obchvat Vratislavi označený jako dálnice A8. Na severu přechází v rychlostní silnici S8, která spojuje Dolní Slezsko s Lodží a Varšavou. Do konce 20. let 21. století by měl také vzniknout jižní úsek S8 ve směru k českým hranicím na Kladsku (nyní národní silnice č. 8). Obě dálnice se kříží jižně od města na katastru obce Nowa Wieś Wrocławska – křižovatka Wrocław Południe (Vratislav-jih). Rychlostní silnice S5 spojuje Vratislav s Poznaní.
Národní silnice (droga krajowa) č. 94 je označení tzv. staré silnice kopírující průběh dálnice A4 (na východ do Opolí a Katovic, na západ do Lehnice a Zhořelce), která prochází tzv. středoměstským obchvatem (obwodnica śródmiejska) postaveným na přelomu 20. a 21. století. Národní silnice č. 35 spojuje Vratislav se Svídnicí a Valbřichem. Do roku 2028 se počítá s dokončením východního obchvatu města, zatím existuje 13kilometrový úsek mezi  obcí Żerniki Wrocławskie a čtvrtí Wojnów označený jako vojvodská silnice (droga wojewódzka) č. 372.
Ústřední autobusové nádraží se nachází v ulici Sucha v blízkosti hlavního železničního nádraží. Od roku 2017 je propojeno s nákupním centrem Wroclavia, autobusová stanoviště jsou umístěna v poschodí -2.
Dopravní zácpy jsou ve Vratislavi významným problémem. Na začátku roku 2021 byla hodnocena jako třetí nejucpanější město v Polsku a 32. na světě. Na každých 1 000 obyvatel zde připadá 861,2 automobilů. Řidič stráví v průměru ročně 7 dní a 2 hodiny v dopravní zácpě. Velkým problémem je také nedostatek parkovacích míst. Studie z roku 2019 odhalila, že na každé parkovací místo připadá přibližně 130 vozidel a hledání neobsazeného místa trvá v průměru 8 minut. S počtem zhruba 4,3 tisíc míst má Vratislav druhou nejmenší zónu placeného stání mezi polskými metropolemi.

### Letecká

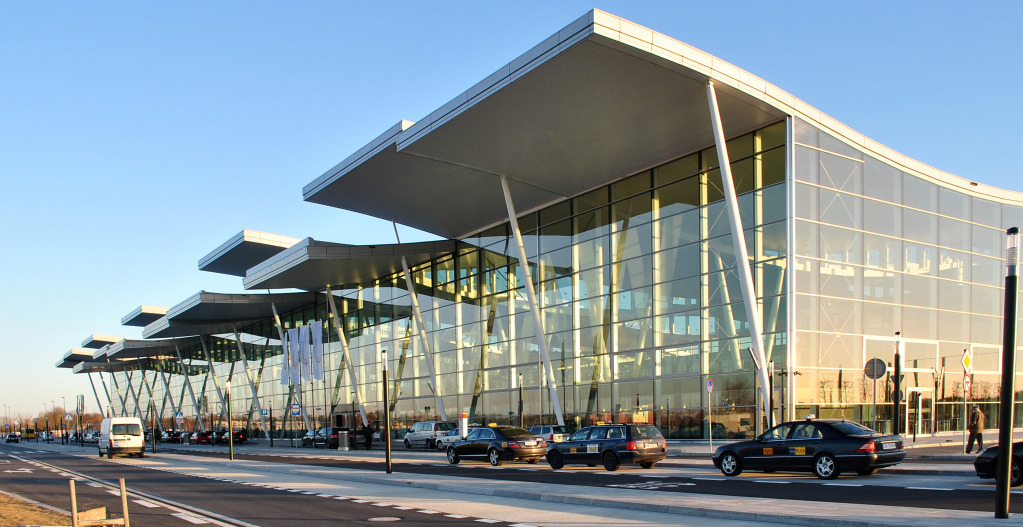
Letiště Mikuláše Koperníka – terminál T1

Letiště Mikuláše Koperníka (WRO, EPWR) se nachází ve čtvrti Strachowice zhruba 10 km jihovýchodně od centra Vratislavi. Vzniklo v roce 1937 pro Luftwaffe a civilnímu letectvu začalo sloužit v roce 1958. V roce 2019 odbavilo 3 543 398 cestujících a bylo tak čtvrtým nejvytíženějším letištěm v Polsku po Varšavě, Krakově a Katovicích. Lety obsluhují (stav v roce 2021) společnosti Eurowings, KLM, PLL LOT, Lufthansa, Ryanair, Scandinavian Airlines, Swissair a Wizz Air. Mezi dlouhodobě zavedené destinace patří Varšava, Amsterdam, Düsseldorf, Frankfurt nad Mohanem, Curych či Budapešť.

### MHD

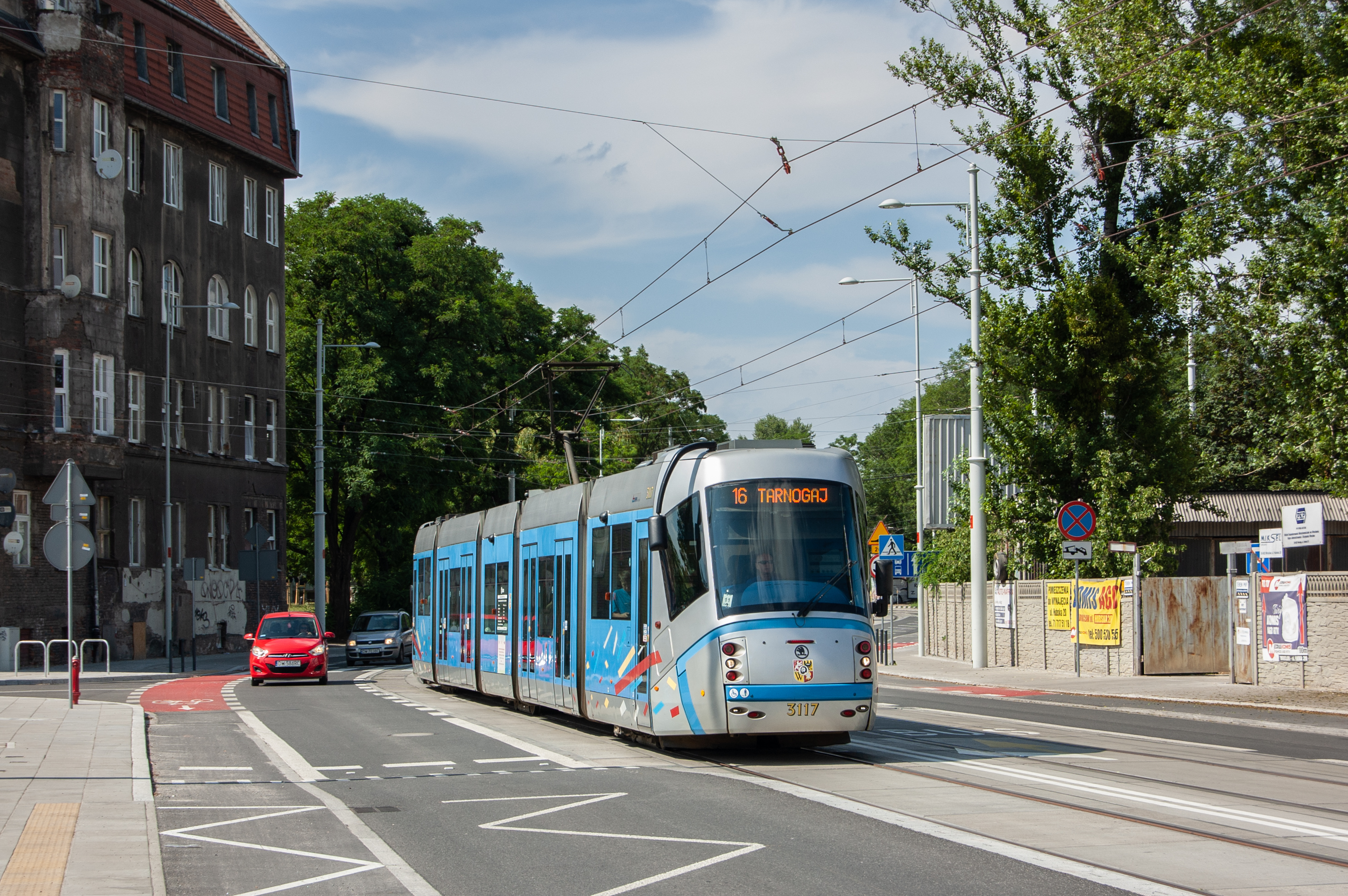
Škoda 19T na lince č. 16 v ulici Hubska

Dějiny městské hromadné dopravy ve městě sahají do roku 1840, kdy první omnibusy spojily Hlavní náměstí s předměstím Pöpelwitz (Popowice). Elektrické tramvaje poprvé vyjely do vratislavských ulic v roce 1893, autobusy v roce 1925, na začátku 20. století také krátce fungovala experimentální trolejbusová síť.

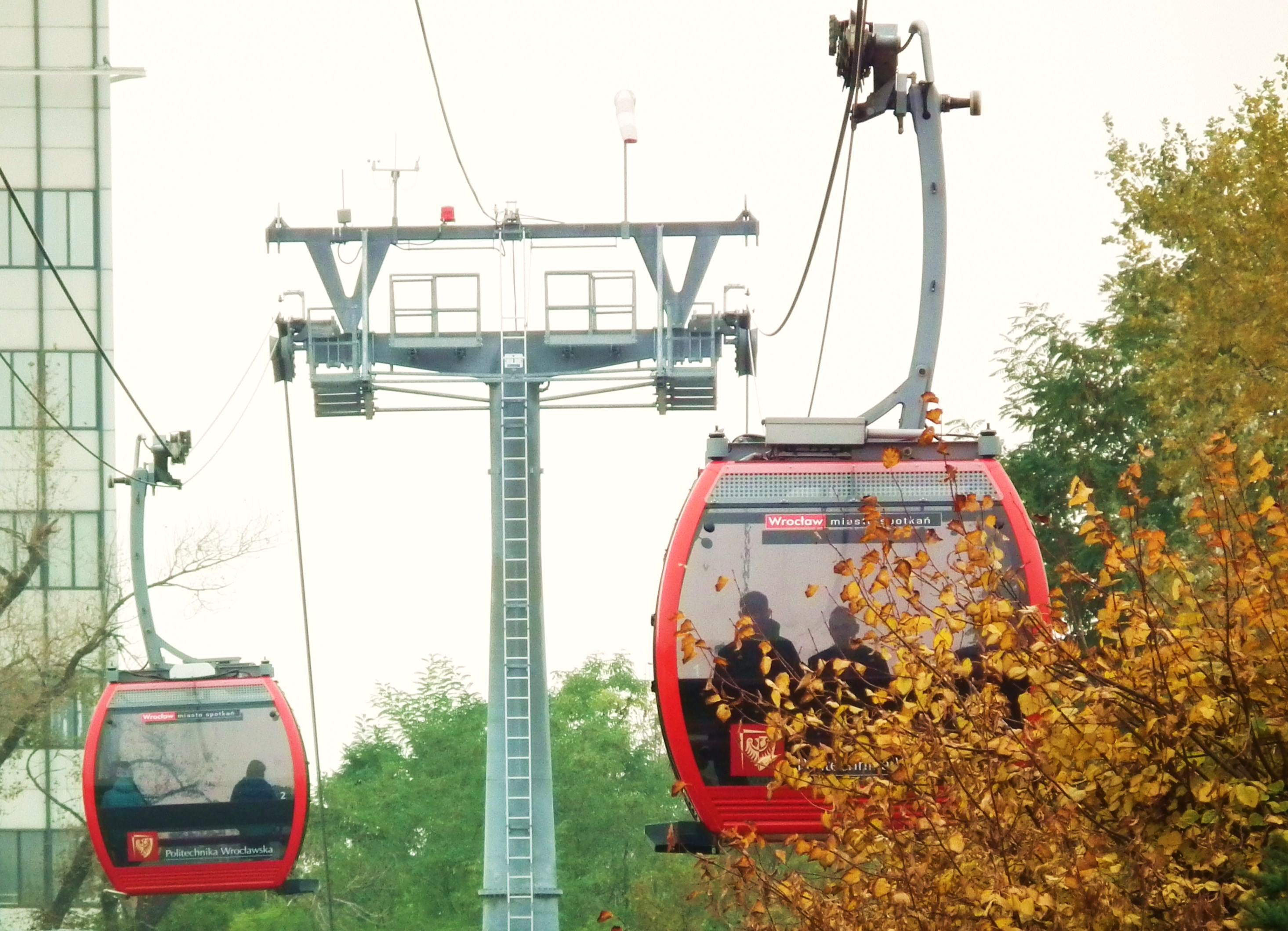
Lanovka Polinka

V roce 2021 byla síť MHD tvořena 22 tramvajovými linkami a 103 autobusovými, z toho 48 obyčejných vnitroměstských (číselná řada 100), pět spěšných (označené písmeny), tři špičkové (číselná řada 300), 30 příměstských (číselná řada 600 a 900) a 17 nočních (číselná řada 200). Celková délka tramvajových tratí činí 256 km. Jedná se o normálněrozchodný systém (1435 mm), který je v počátcích 21. století stále rozšiřován (nová trať do Popowic, na sídliště Nový Dwór, na sídliště Gaj a další). Operátorem je městský dopravní podnik MPK Wrocław ve spolupráci s několika subdodavateli.
Charakteristickou barvou vratislavských tramvají je modrá. Vozový park se skládá ze sedmi typů vozidel: Konstal 105Na, Protram 204WrAs, Protram 205WrAs, Škoda 16T, Škoda 19T, Pesa Twist a Moderus Beta, v roce 2022 má být doplněn o Moderus Gamma. Autobusový vozový park se opírá o série Mercedes Citaro a Solaris Urbino.
Součástí systému městské dopravy je od roku 2013 také kabinková visutá lanová dráha Polinka, která překlenuje Odru a spojuje kampus Vratislavského vysokého učení technického ve čtvrti Plac Grunwaldzki s Olavským Předměstím.

## Sport

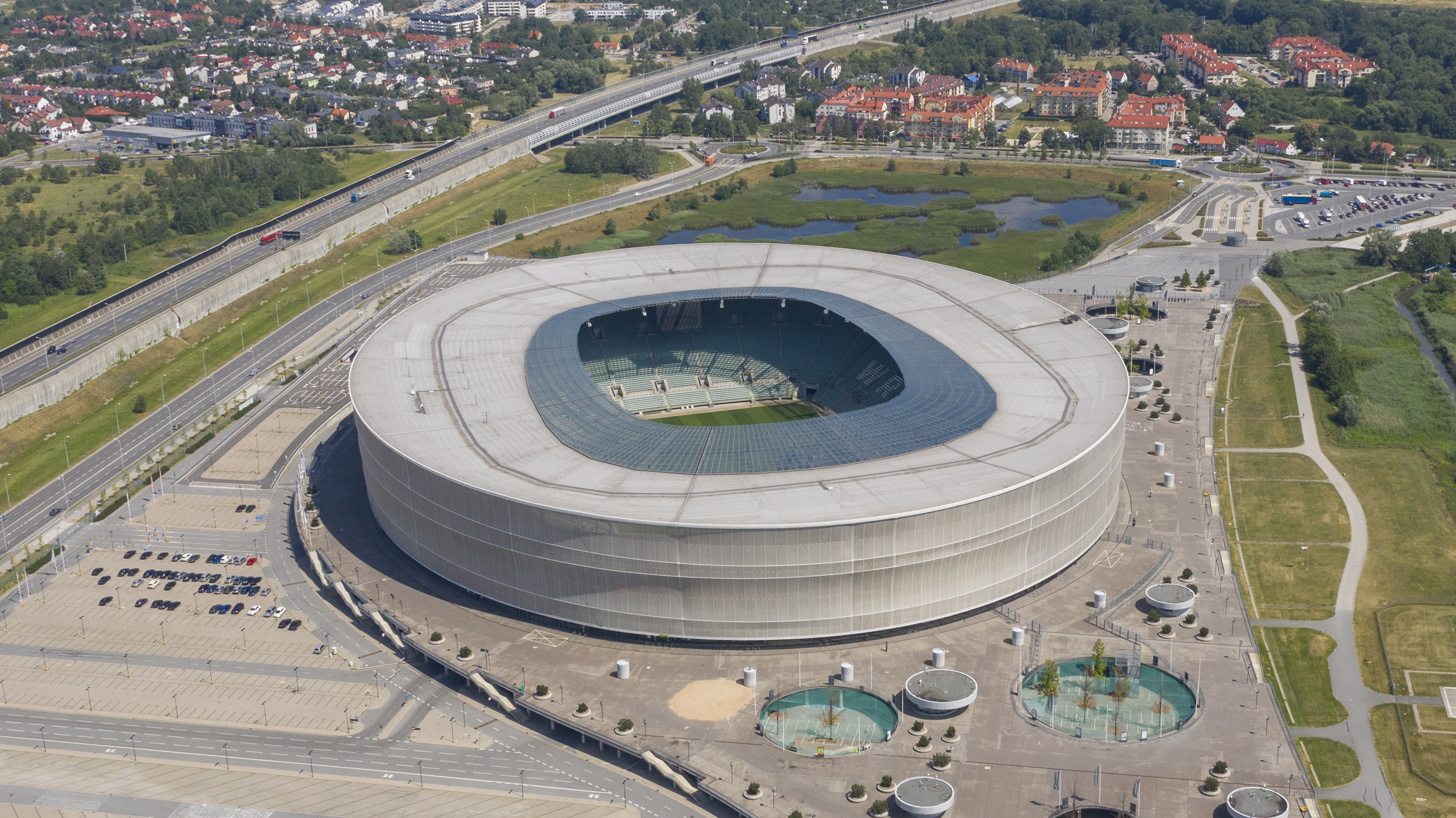
Městský stadion

Nejvýznamnějším fotbalovým klubem z Vratislavi je Śląsk Wrocław (doslova „Slezsko Vratislav“), vítěz polské Ekstraklasy v roce 1977 a 2012. Jeho domácím hřištěm je Městský stadion ve čtvrti Pilczyce postavený v rámci příprav na Mistrovství Evropy ve fotbale 2012 (uskutečnily se na něm tři utkání základní skupiny A, ve všech figuroval český národní tým). Stadion o kapacitě 45 tisíc diváků náleží do čtvrté (nejvyšší) kategorie UEFA.
Basketbalový oddíl klubu Śląsk Wrocław vyhrál mistrovství Polska 17krát, házenkářský 15krát. Existuje též vzpěračská a ženská fotbalová sekce Śląsku. Gwardia Wrocław je nejvýznamnější volejbalový klub ve městě. Ženský basketbal reprezentuje klub Ślęza Wrocław, ženskou házenou AZS AWF Wrocław.

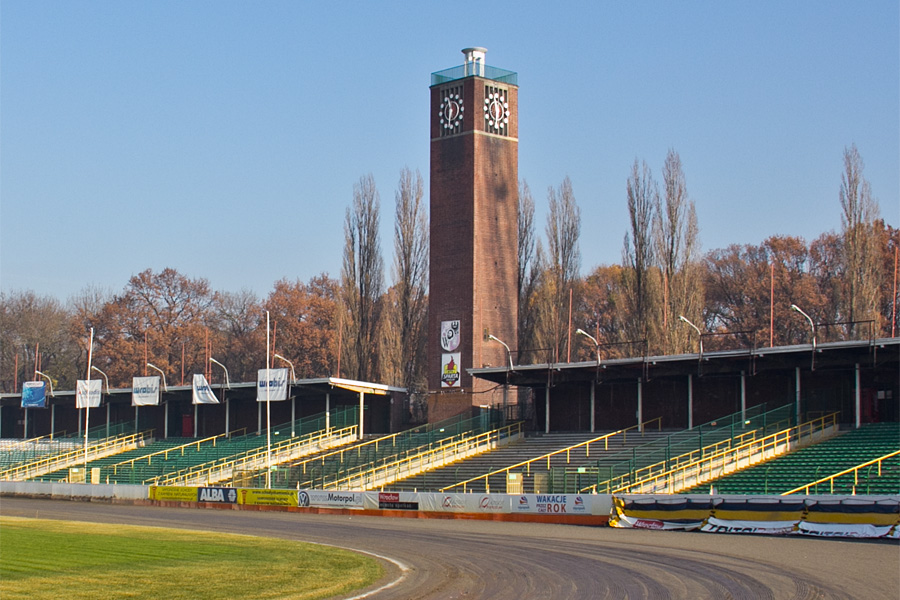
Olympijský stadion

Olympijský stadion postavený v roce 1928 ve čtvrti Zalesie slouží dnes především plochodrážnímu klubu WTS Sparta Wrocław a konají se na něm závody plochodrážního Grand Prix Polska. Dále zde působí Panthers Wrocław, je jediným polským klubem amerického fotbalu, který se od roku 2021 účastní European League of Football evropské ligy v této disciplíně. 
Ve Vratislavi se konala Mistrovství Evropy v basketbalu mužů 1963, Mistrovství Evropy v basketbalu mužů 2009, Mistrovství Evropy ve volejbale žen 2009, Mistrovství světa ve vzpírání 2013, Mistrovství světa ve volejbale mužů 2014, Mistrovství Evropy v házené mužů 2016 a Světové hry 2017. V letech 2000–2009 a 2015–2017 hostilo město profesionální tenisový turnaj Wrocław Open. Každoročně v září je pořádán vratislavský maraton.
Hlavní multifunkční sportovní haly ve městě jsou: Hala století (1913) a Hala Orbita (2004).

## Osobnosti

### Slavní rodáci

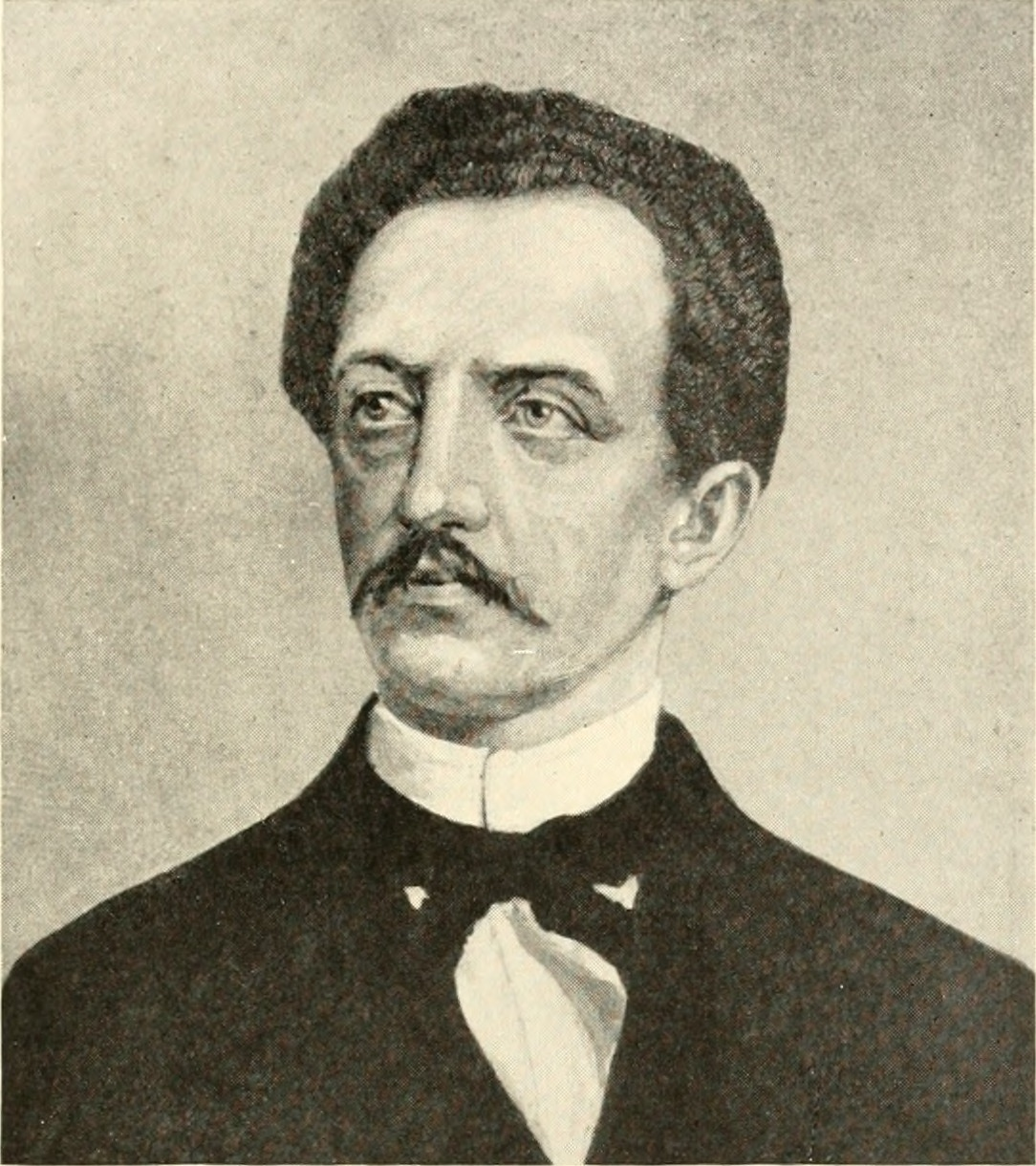
Ferdinand Lassalle

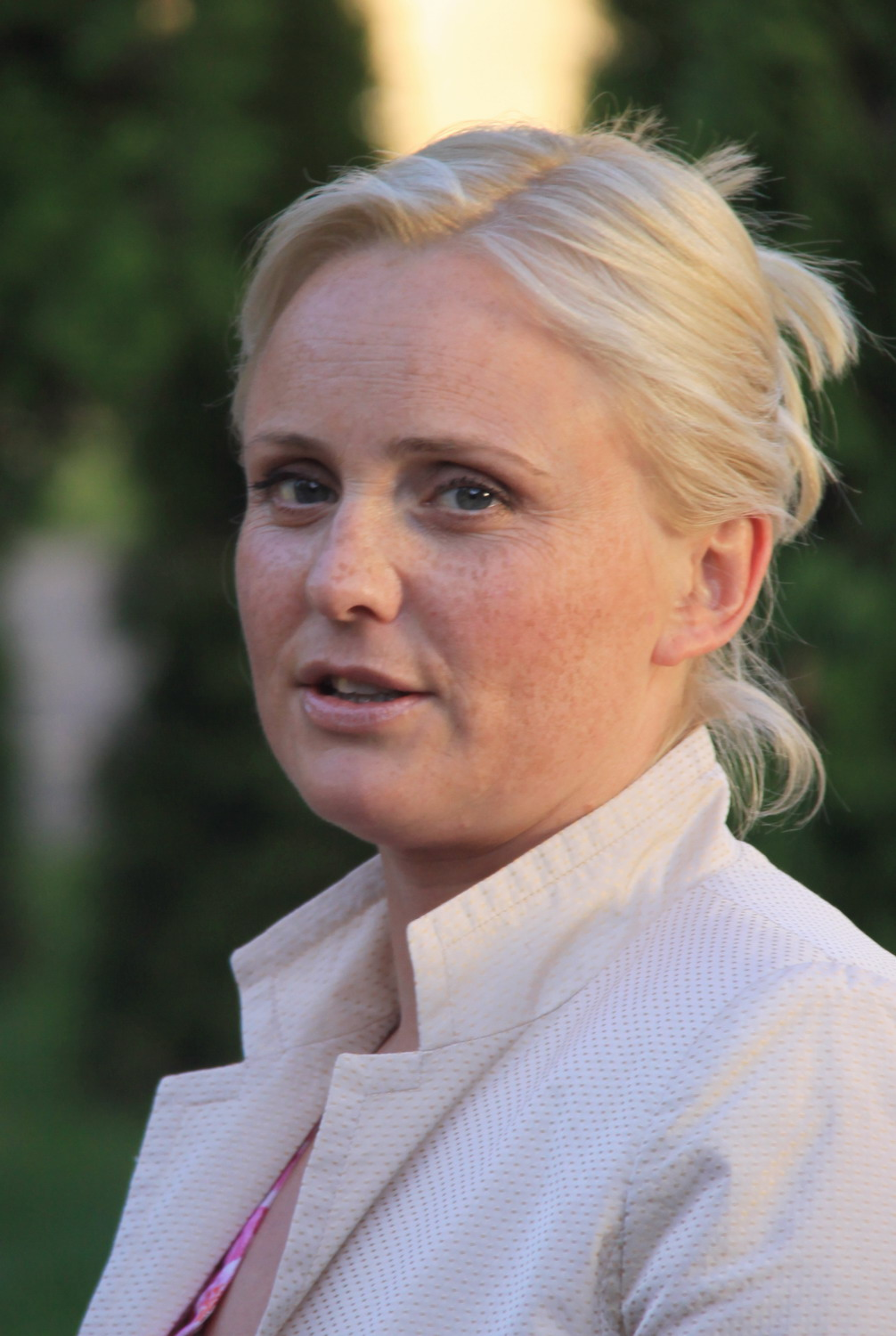
Kinga Preisová

- Dietrich Bonhoeffer (1906–1945) – evangelický teolog, etik a filosof, bojovník proti nacismu
- Ferdinand Cohn (1828–1898) – biolog, jeden ze zakladatelů bakteriologie
- Jaromír Čelakovský (1846–1914) – právní historik, novinář, archivář a mladočeský politik, druhý syn Františka Ladislava
- Norbert Elias (1897–1990) – filosof a sociolog, autor O procesu civilizace
- Felix Hausdorff (1868–1942) – matematik, jeden ze zakladatelů moderní topologie
- Oscar Huldschinsky (1846–1931) – velkopodnikatel v oblasti uhlí a oceli, sběratel umění
- Lech Janerka (* 1953) – zpěvák a baskytarista, představitel stylů post-punk a new wave
- Ján Jesenský (Jessenius) (1566–1621) – lékař, politik a filozof, významný představitel humanismu v českých zemích
- Otto Klemperer (1885–1973) – dirigent a hudební skladatel
- Hedwig Kohnová (1887–1964) – fyzička, jedna ze tří žen, které před druhou světovou válku získaly v Německu habilitaci
- Jan Jakub Kolski (* 1956) – filmový režisér, scenárista a kameraman
- Marek Krajewski (* 1966) – spisovatel, autor populárních detektivek s kriminalistou Eberhardem Mockem odehrávajících se v meziválečné Vratislavi
- Anita Laskerová-Wallfischová (* 1925) – cellistka a přeživší z Ženského orchestru v Osvětimi
- Ferdinand Lassalle (1825–1864) – zakladatel Všeobecného německého dělnického spolku, první socialistické strany na světě
- Kurd Lasswitz (1848–1910) – spisovatel, jeden z průkopníků vědeckofantastické literatury
- Heinrich Lauterbach (1893 –1973) – architekt a teoretik architektury
- Olaf Lubaszenko (* 1968) – herec
- Emil Ludwig (1881–1948) – spisovatel známý především jako autor biografií významných osobností překládaných do mnoha jazyků
- Adolf von Menzel (1815–1905) – malíř, představitel realismu
- Mateusz Morawiecki (* 1968) – politik a ekonom, od roku 2017 předseda vlády Polska
- Moritz Moszkowski (1854–1925) – hudební skladatel a klavírista
- Teresa Orlowski (* 1953) – pornoherečka a po ukončení kariéry producentka filmů pro dospělé
- Kinga Preisová (* 1971) – herečka
- Emanuel Purkyně (1831–1882) – botanik a meteorolog, první syn Jana Evangelisty
- Karel Purkyně (1834–1868) – malíř, kreslíř a výtvarný kritik, druhý syn Jana Evangelisty
- Manfred von Richthofen (1892–1918) – stíhací pilot německého armádního letectva, nejúspěšnější letecké eso první světové války
- Angelus Silesius (Johannes Scheffler) (1624–1677) – mystik a básník, významný představitel německé barokní literatury
- Edith Steinová (Terezie Benedikta od Kříže) (1891–1942) – svatořečená katolická řeholnice a filosofka, oběť nacismu
- Jerzy Szmajdziński (1952–2010) – politik, ministr národní obrany Polska v letech 2001–2005
- Otto Toeplitz (1881–1940) – matematik, autor několika matematických vět a konceptů jako např. Toeplitzova matice
- Jan Tomaszewski (* 1948) – fotbalista, brankář polské reprezentace v dobách jejích velkých úspěchů v 70. letech 20. století

### Působili ve Vratislavi

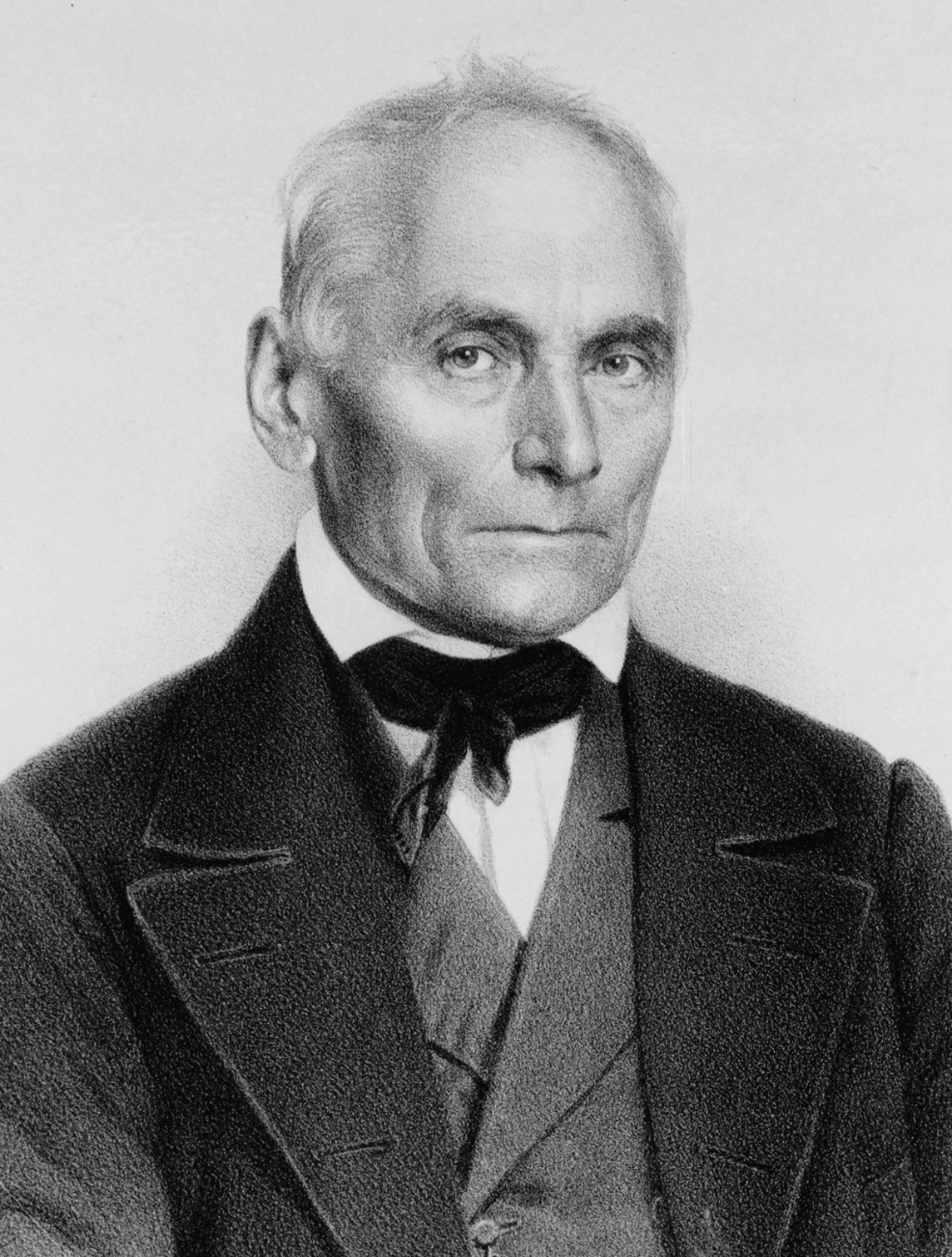
Jan Evangelista Purkyně

- Alois Alzheimer, po němž je pojmenována Alzheimerova choroba, byl profesorem vratislavské univerzity a ředitelem zdejší psychiatrické kliniky v letech 1912–1915
- Christian Behrens, sochař
- Zbigniew Cybulski, populární herec nazývaný polský James Dean, žil ve Vratislavi a v roce 1967 tragicky zemřel na vratislavském hlavním nádraží
- František Ladislav Čelakovský, básník českého národního obrození, byl profesorem slovanské literatury na vratislavské univerzitě v letech 1841–1849
- Hans-Georg Gadamer, německý filosof, ve Vratislavi vyrostl a studoval
- Jerzy Grotowski, významný experimentátor a reformátor divadelního projevu, žil ve Vratislavi a vedl zde v letech 1965–1984 své Divadlo Laboratoř
- Clara Immerwahrová získala v roce 1900 na vratislavské univerzitě jako první žena v Německu doktorát z chemie
- Gotthold Ephraim Lessing, osobnost německého osvícenství, působil ve Vratislavi v letech 1760–1765 jako tajemník generála Friedricha Bogislava von Tauentziena
- Jan Miodek, televizní osobnost a popularizátor spisovné polštiny, je absolventem a od roku 1991 profesorem vratislavské univerzity
- Hans Poelzig, průkopník funkcionalismu a osobnost Werkbundu, byl ředitelem Státní akademie pro umění a umělecké řemeslo ve Vratislavi v letech 1903–1916
- Jan Evangelista Purkyně, průkopník fyziologie a dalších medicinských oborů, působil na vratislavské univerzitě v letech 1823–1850
- Ferdinand von Richthofen, geograf, kartograf a cestovatel, který prosadil termín hedvábná stezka, studoval ve Vratislavi
- Tadeusz Różewicz, avantgardní básník a dramatik, strávil posledních 46 let života ve Vratislavi
- Wanda Rutkiewiczová, proslulá himalájistka a první žena na K2, vyrůstala a studovala ve Vratislavi
- Grzegorz Schetyna, osobnost polské politické strany Občanská platforma, studoval a nyní žije ve Vratislavi
- William Stern, autor konceptu inteligenčního kvocientu, přednášel na vratislavské univerzitě v letech 1897–1916

### Nositelé Nobelovy ceny

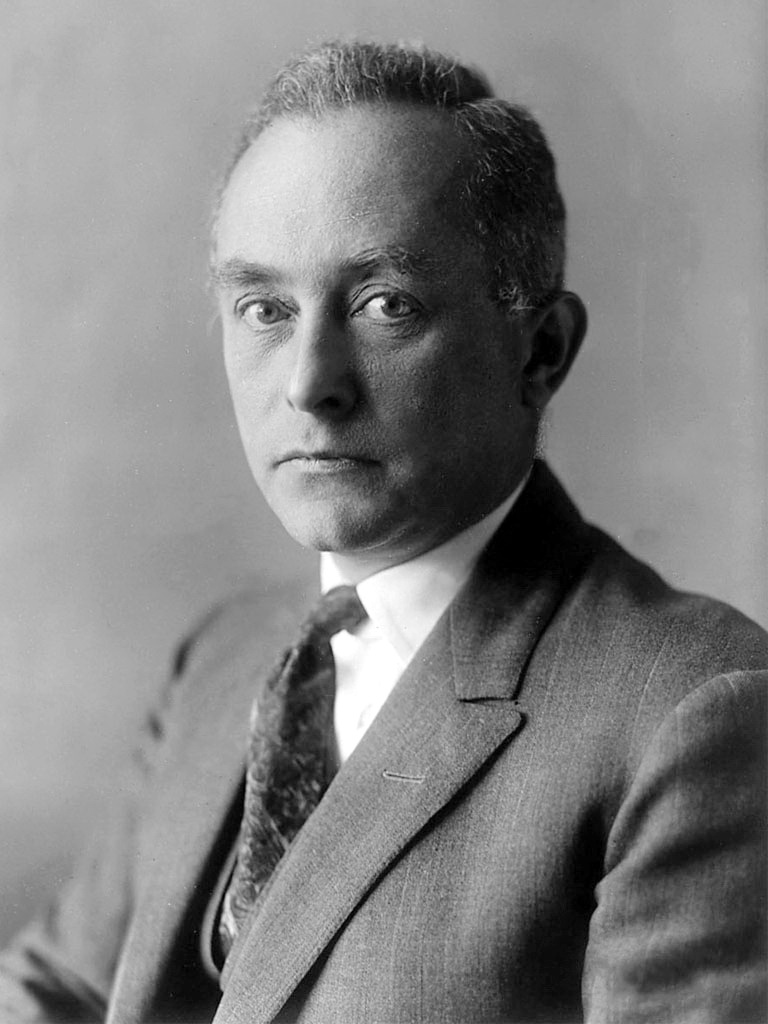
Max Born

Ve Vratislavi se narodilo nebo nějakou dobu působilo čtrnáct nositelů a nositelek Nobelovy ceny:
- Friedrich Bergius, cena za chemii za rok 1931 – narodil se (1884) a studoval ve Vratislavi
- Max Born, průkopník kvantové mechaniky, cena za fyziku za rok 1954 – narodil se (1882) a studoval ve Vratislavi
- Eduard Buchner, cena za chemii za rok 1907 – přednášel na vratislavské univerzitě v letech 1909–1911
- Hans Georg Dehmelt, cena za fyziku za rok 1989 – studoval ve Vratislavi
- Paul Ehrlich, objevitel salvarsanu, cena za fyziologii a lékařství za rok 1908 – studoval ve Vratislavi
- Karl von Frisch, cena za fyziologii a lékařství za rok 1973 – přednášel na vratislavské univerzitě v letech 1923–1925
- Fritz Haber, objevitel cyklonu B, cena za chemii za rok 1918 – narodil se (1868) a studoval ve Vratislavi
- Gerhart Hauptmann, cena za literaturu za rok 1912 – strávil ve Vratislavi část mládí
- Philipp Lenard, cena za fyziku za rok 1905 – přednášel na vratislavské univerzitě v letech 1894–1895
- Theodor Mommsen, cena za literaturu za rok 1902 – přednášel na vratislavské univerzitě v letech 1854–1857
- Reinhard Selten, cena ze ekonomii za rok 1994 – narodil se ve Vratislavi (1930)
- Erwin Schrödinger, průkopník kvantové mechaniky, cena za fyziku za rok 1933 – přednášel na vratislavské univerzitě v roce 1921
- Otto Stern, cena za fyziku 1943 – studoval ve Vratislavi
- Olga Tokarczuková, cena za literaturu za rok 2018 – žije ve Vratislavi

## Partnerská města
- Batumi, Gruzie
- Breda, Nizozemsko
- Drážďany, Německo
- Guadalajara, Mexiko
- Hradec Králové, Česko
- Charlotte, USA
- Kaunas, Litva
- Lille, Francie
- Lvov, Ukrajina
- Oxford, Spojené království
- Ramat Gan, Izrael
- Reykjavík, Island
- Vienne, Francie
- Vilnius, Litva
- Wiesbaden, Německo